# Serie C 2017-2018
La Serie C 2017-2018 è stata la 4ª edizione del campionato italiano di calcio organizzato dalla Lega Italiana Calcio Professionistico in una divisione unica. Per la prima volta dalla stagione 1977-1978, il campionato torna alla denominazione originaria di Serie C, in seguito all'approvazione all'unanimità dell'assemblea il 25 maggio 2017.

## Stagione
In questa stagione le squadre partecipanti ai nastri di partenza erano 57, ovvero tre in meno rispetto al format di 60 squadre a causa del numero insufficiente di società ripescabili, ma il 6 novembre 2017, dopo quattro rinunce, il Giudice Sportivo ha escluso definitivamente dal campionato il Modena, passando così a 56 squadre. La stagione regolare è iniziata il 26 agosto 2017 e si è conclusa il 6 maggio 2018. I play-off hanno avuto inizio l'11 maggio 2018 e si sono conclusi il 16 giugno 2018. I play-out sono stati disputati il 19 e il 26 maggio 2018. Non si sono iscritte al campionato cinque società: il Latina, retrocesso dalla Serie B e che è stato dichiarato fallito, il Como, che non avendo provveduto ad onorare alcune pendenze necessarie per chiedere la riaffiliazione alla FIGC si è visto rifiutare l'attribuzione del titolo sportivo della vecchia società fallita nel corso della stagione precedente, la Maceratese, che ha deciso di non iscriversi a causa dei numerosi debiti e della pesante penalizzazione a cui sarebbe andata incontro, il Messina e il Mantova, che non sono riuscite a rispettare il pagamento della fideiussione. In un primo momento il Consiglio federale ha ripescato dalla Serie D un'unica società, la Triestina, respingendo le altre domande di ripescaggio per mancanza dei requisiti e prevedendo un torneo a 56 squadre con un girone (A) da 20 e due gironi (B e C) da 18, con cinque retrocessioni complessive (i cui meccanismi erano ancora da stabilirsi). Successivamente è stato però ripescato anche il Rende, a seguito dell'accoglimento del suo ricorso al Collegio di Garanzia del CONI. Di conseguenza il torneo è stato riformulato con 57 società divise in tre gironi da 19 (spostando il Renate dal girone A al girone B ed aggiungendo il Rende nel girone C), aumentando le retrocessioni a sei (due per girone). L'11 agosto 2017, a Pescara, con un giorno di ritardo rispetto ai programmi (proprio per attendere il verdetto del CONI), è stato effettuato il sorteggio del calendario della stagione. Per altro, in tale sede sono state rese note solo le prime tre giornate, mentre le rimanenti 16 sono state pubblicate alcuni giorni dopo in seguito alla definizione di una controversia con l'Assocalciatori che aveva minacciato di scioperare contro la mancata riapertura dei termini per le domande di ripescaggio e la conseguente mancata integrazione dell'organico di 60 società. A stagione avviata, una sentenza della Corte federale d'Appello della FIGC, modificando la classifica del girone C del torneo 2016-2017 con la retrocessione all'ultimo posto del Messina per irregolarità amministrative, aveva di fatto riammesso al campionato una cinquantottesima squadra, la Vibonese. Tale sentenza è stata però annullata il 15 settembre 2017 dal Collegio di Garanzia del CONI che ha disposto la revisione del ricorso del club calabrese da parte del Tribunale Federale Nazionale.. La regione più rappresentata in questo torneo è la Toscana con 10 squadre (Arezzo, Carrarese, Gavorrano, Livorno, Lucchese, Prato, Pistoiese, Pisa, Pontedera e Robur Siena). Seguono con 5 squadre Emilia-Romagna (Piacenza, Pro Piacenza, Ravenna, Reggiana e Santarcangelo), Lombardia (AlbinoLeffe, Feralpisalò, Giana Erminio, Monza e Renate), Puglia (Bisceglie, Fidelis Andria, Lecce, Monopoli e Virtus Francavilla) e Sicilia (Akragas, Catania, Sicula Leonzio, Siracusa e Trapani). Con 4 squadre la Calabria (Cosenza, Catanzaro, Reggina e Rende), Veneto (Bassano Virtus, Mestre, Padova e Vicenza). Con 3 squadre la Campania (Casertana, Juve Stabia e Paganese) e le Marche (Fano, Fermana e Sambenedettese). Con 2 squadre il Friuli-Venezia Giulia (Pordenone e Triestina), Lazio (Viterbese Castrense e Racing Fondi), Piemonte (Alessandria e Cuneo) e Sardegna (Arzachena e Olbia). Con una squadra vi sono Abruzzo (Teramo), Basilicata (Matera), Trentino-Alto Adige (Südtirol) e Umbria (Gubbio). Non sono rappresentate la Liguria, il Molise e la Val d'Aosta.

## Regolamento

### Promozioni
Come nelle tre precedenti stagioni, le squadre classificate al primo posto dei tre rispettivi gironi saranno promosse direttamente in Serie B e giocano la Supercoppa di Serie C. Ad esse si aggiungerà la vincente dei play-off, cui partecipano, come già nella precedente stagione, 28 squadre. Cambiano però le modalità di accesso ed il format dei play-off. 
Play-off

Partecipano ai play-off complessivamente 28 squadre: 21 di esse (7 per ciascun girone) disputano i play-off di girone, mentre le rimanenti 7 sono ammesse direttamente ai play-off nazionali. 
Squadre ammesse di diritto alla fase nazionale

Accedono direttamente alla fase nazionale la vincitrice della Coppa Italia Serie C e le squadre classificate al secondo e terzo posto in ciascun girone del campionato. La vincitrice della coppa è però esclusa dai play-off se si è classificata al primo posto nel proprio girone di campionato (in quanto già promossa in Serie B) oppure ad uno degli ultimi quattro posti (che possono comportare la disputa dei play-out e/o la retrocessione in Serie D). In tali casi, così come in caso di piazzamento al secondo o terzo posto nel proprio girone (che comporta già l'ammissione alla fase nazionale) o in caso di rinuncia a disputare i play-off, la vincitrice della coppa è sostituita dalla seconda classificata (ovvero la finalista sconfitta) della medesima competizione o, in subordine, dalla migliore delle quarte classificate dei tre gironi del campionato di Serie C. 
Squadre ammesse ai play-off di girone

Partecipano ai play-off del girone le 7 squadre classificate dal quarto al decimo posto nel girone medesimo. Qualora fra esse vi sia una squadra già ammessa alla fase nazionale (in quanto vincitrice o finalista della Coppa Italia Serie C o migliore delle quarte classificate dei tre gironi) accede ai play-off del girone anche l'undicesima classificata. La meglio classificata fra le sette squadre così individuate è ammesse direttamente al secondo turno, mentre le altre sei disputano il primo turno. Entrambi i turni sono ad eliminazione diretta in gara unica, da giocarsi sul campo della squadra meglio classificata. Le partite, in caso di parità, non prevedono né tempi supplementari né calci di rigore: in questo caso passa automaticamente il turno la squadra meglio classificata (ossia quella che ha giocato in casa). 
Primo turno play-off del girone

La quarta classificata del girone è esentata dal primo turno ed ammessa direttamente al secondo. Le altre sei squadre danno vita a tre incontri col seguente schema:
a) quinta contro decima;
b) sesta contro nona;
c) settima contro ottava.
Nel caso in cui una delle sette squadre sia stata ammessa di diritto alla fase nazionale (vincitrice o finalista di coppa o miglior quarta) e partecipi in sua vece l'undicesima classificata del girone, gli accoppiamenti vengono rideterminati mediante scorrimento di classifica (l'undicesima prende il posto della decima e così via a risalire). Le tre squadre vincitrici accedono al secondo turno (in caso di pareggio passa la squadra meglio classificata nel girone).
Secondo turno play-off del girone

Al secondo turno prendono parte la squadra che vi era ammessa di diritto (quarta classificata del girone, oppure la quinta se la quarta era ammessa già alla fase nazionale) e le tre squadre qualificate dal primo turno. Queste quattro squadre danno vita a due partite col seguente schema: la squadra ammessa di diritto al secondo turno gioca (in casa) contro la peggiore in classifica tra le vincitrici del primo turno; le altre due vincitrici del primo turno si affrontano tra loro (sempre sul campo della migliore classificata). Le due squadre vincitrici accedono alla fase nazionale (in caso di pareggio passa la squadra meglio classificata nel girone).
Squadre partecipanti alla fase nazionale dei play-off

Alla fase play-off nazionale partecipano 13 squadre: alle 7 ammesse di diritto si aggiungono le 6 vincitrici del secondo turno dei play-off di girone (2 per ciascun girone del campionato di Serie C). Anche la fase nazionale si articola in due turni, stavolta con gare di andata e ritorno: 3 squadre sono ammesse di diritto al secondo turno mentre le altre 10 disputano il primo turno. Ancora una volta non sono previsti tempi supplementari né calci di rigore, e non vale nemmeno la regola dei gol in trasferta: a parità di gol complessivi tra andata e ritorno prevale la squadra col miglior risultato nel proprio girone del campionato.
Primo turno play-off nazionali

Al primo turno partecipano 10 squadre: le 3 terze classificate dei gironi del campionato, la squadra qualificata tramite la Coppa Italia Serie C (vincitrice o finalista) o, in subordine, la migliore delle quarte classificate del campionato e le 6 squadre qualificate dai due turni dei play off di girone. Sono designate teste di serie di questo primo turno la squadra qualificata tramite la Coppa Italia Serie C (vincitrice o finalista), o la migliore tra le quarte classificate, le quattro squadre ammesse di diritto e la migliore fra le 6 provenienti dai play-off di girone (determinata in base al piazzamento in classifica nella regular season nel proprio girone e, a parità di piazzamento, ai punteggi ottenuti). Le 5 teste di serie così designate hanno il vantaggio di giocare in casa la gara di ritorno e non possono affrontarsi tra loro: un sorteggio le abbina alle altre 5 determinando così gli accoppiamenti di questo primo turno. Le vincitrici accedono al secondo turno. A parità di gol complessivi prevale la squadra "testa di serie" (che di norma coincide con quella che ha ottenuto il miglior piazzamento al termine della stagione regolare, con l'unica eventuale eccezione della squadra qualificata a questa fase tramite la Coppa Italia Serie C, a prescindere se si tratta della vincitrice o della perdente).
Secondo turno play-off nazionali

Al secondo turno partecipano 8 squadre: le 5 qualificate dal primo turno e le 3 seconde classificate dei gironi del campionato. Sono designate "teste di serie" di questo secondo turno le tre squadre ammesse di diritto più la migliore fra le 5 provenienti dal primo turno (determinata in base al piazzamento in classifica nella regular season nel proprio girone e, a parità di piazzamento, ai punteggi ottenuti). Le 4 teste di serie così designate hanno il vantaggio di giocare in casa la gara di ritorno e non possono affrontarsi tra loro: un sorteggio le abbina alle altre 4 determinando così gli accoppiamenti di questo secondo turno. Le vincitrici accedono alle Final Four. A parità di gol complessivi prevale la squadra "testa di serie" (che coincide con quella che ha ottenuto il miglior piazzamento nella stagione regolare, in questo caso senza eccezioni).
Final Four

Alle Final Four partecipano le 4 squadre qualificate dai due turni della fase nazionale. Esse si confrontano in due turni: le semifinali con gare di andata e ritorno (dove gli abbinamenti sono decisi da un sorteggio integrale, cioè senza testa di serie e non teste di serie) e la finale (dove le due vincenti delle semifinali si affrontano invece in gara unica). In entrambi i turni sono previsti tempi supplementari e calci di rigore in caso di parità di gol complessivi (nelle semifinali non vale la regola dei gol in trasferta). Per l'edizione 2018 dei play-off la finale si giocherà allo Stadio Adriatico - Cornacchia di Pescara: come nella precedente stagione, la città sede della finale è la medesima che ha ospitato il sorteggio dei calendari del campionato a inizio stagione.

### Retrocessioni
A differenza della stagione 2015-2016, quando pure il torneo si era presentato con delle vacanze d'organico (54 squadre divise in tre gironi da 18) ma si era deciso di mantenere le 9 retrocessioni in Serie D rinviando ai ripescaggi della stagione successiva l'integrazione d'organico, quest'anno retrocedono tra i dilettanti solo sei squadre, due per ciascun girone. In questo modo verrà realizzato automaticamente il ripristino delle 60 società a partire dalla stagione 2018-2019. Le squadre classificatesi agli ultimi quattro posti in ciascun girone disputeranno gli eventuali play-out in gara doppia.
Play-out

La disputa di play-out tra le squadre classificatesi all'ultimo, penultimo, terzultimo e quartultimo posto avviene secondo la seguente formula:
- la squadra quartultima classificata disputa una gara di andata ed una gara di ritorno con la squadra ultima classificata; la gara di andata viene disputata sul campo della squadra ultima classificata;
- la squadra terzultima classificata disputa una gara di andata ed una gara di ritorno con la squadra penultima classificata; la gara di andata viene disputata sul campo della squadra penultima classificata;
- a conclusione delle due gare di cui ai punti a) e b), in caso di parità di punteggio, dopo le gare di ritorno, viene considerata vincente la squadra in migliore posizione di classifica al termine del campionato; le squadre che risultano perdenti nelle gare di cui ai punti a) e b), verranno classificate, rispettando l’ordine acquisito nella graduatoria al termine del campionato, al penultimo ed ultimo posto e, conseguentemente, retrocederanno in Serie D.

Mancata disputa dei play-out

La squadra 19ª classificata al termine della regular season retrocederà direttamente in Serie D qualora il distacco in classifica dalla squadra 16ª sia superiore a 8 punti: in seguito al fallimento del Modena, nel girone B questa eventualità si è automaticamente verificata, salvando la 16ª classificata. La squadra 18ª classificata retrocederà direttamente in Serie D qualora il distacco dalla squadra 17ª classificata sia superiore a 8 punti.

## Girone A

### Avvenimenti
In un girone a fortissima trazione toscana con ben dieci società di questa regione partecipanti, sono proprio tre squadre del Granducato a prendersi i tre posti sul podio: il Pisa arriva terzo, mentre il Livorno, dominatore incontrastato della prima parte di stagione, rischia di venire superato dal redivivo Siena dopo una crisi a metà stagione. Alla fine, i labronici di Andrea Sottil riescono a ottenere la vittoria e a tornare in Serie B dopo due anni.
A un podio interamente occupato da toscane, però, fa da contraltare la doppia retrocessione di Prato direttamente (concludendo così un intervallo di 41 stagioni di professionismo per i lanieri) e Gavorrano: i maremmani, di ritorno nei professionisti dopo tre stagioni, vengono sconfitti ai play-out da un'altra neopromossa, il Cuneo.

### Squadre partecipanti
| Club                | Stagione | Città           | Stadio                                  | Stagione precedente              |
| ------------------- | -------- | --------------- | --------------------------------------- | -------------------------------- |
| Alessandria         | dettagli | Alessandria     | Stadio Giuseppe Moccagatta              | 2º posto in Lega Pro/A           |
| Arezzo              | dettagli | Arezzo          | Stadio Città di Arezzo                  | 4º posto in Lega Pro/A           |
| Arzachena           | dettagli | Arzachena (SS)  | Stadio Bruno Nespoli (Olbia)            | 1º posto in Serie D/G, promosso  |
| Carrarese           | dettagli | Carrara (MS)    | Stadio dei Marmi                        | 16º posto in Lega Pro/A          |
| Cuneo               | dettagli | Cuneo           | Stadio Fratelli Paschiero               | 1º posto in Serie D/A, promosso  |
| Gavorrano           | dettagli | Gavorrano (GR)  | Stadio Carlo Zecchini (Grosseto)        | 1º posto in Serie D/E, promosso  |
| Giana Erminio       | dettagli | Gorgonzola (MI) | Stadio comunale Città di Gorgonzola     | 5º posto in Lega Pro/A           |
| Livorno             | dettagli | Livorno         | Stadio Armando Picchi                   | 3º posto in Lega Pro/A           |
| Lucchese            | dettagli | Lucca           | Stadio Porta Elisa                      | 9º posto in Lega Pro/A           |
| Monza               | dettagli | Monza           | Stadio Brianteo                         | 1º posto in Serie D/B, promosso  |
| Olbia               | dettagli | Olbia (SS)      | Stadio Bruno Nespoli                    | 15º posto in Lega Pro/A          |
| Piacenza            | dettagli | Piacenza        | Stadio Leonardo Garilli                 | 6º posto in Lega Pro/A           |
| Pisa                | dettagli | Pisa            | Stadio Arena Garibaldi-Romeo Anconetani | 22º posto in Serie B, retrocesso |
| Pistoiese           | dettagli | Pistoia         | Stadio Marcello Melani                  | 13º posto in Lega Pro/A          |
| Pontedera           | dettagli | Pontedera (PI)  | Stadio Ettore Mannucci                  | 14º posto in Lega Pro/A          |
| Prato               | dettagli | Prato           | Stadio Ettore Mannucci (Pontedera)      | 17º posto in Lega Pro/A          |
| Pro Piacenza        | dettagli | Piacenza        | Stadio Leonardo Garilli                 | 11º posto in Lega Pro/A          |
| Siena               | dettagli | Siena           | Stadio Artemio Franchi                  | 12º posto in Lega Pro/A          |
| Viterbese Castrense | dettagli | Viterbo         | Stadio Enrico Rocchi                    | 8º posto in Lega Pro/A           |

### Allenatori e primatisti
| Squadra             | Allenatore | Giocatore più presente (tra parentesi il numero delle presenze)            | Capocannoniere (tra parentesi il numero dei gol segnati) |
| ------------------- | --- | -------------------------------------------------------------------------- | -------------------------------------------------------- |
| Alessandria         | Cristian Stellini (1ª-14ª) Michele Marcolini (15ª-38ª e play-off)                                                                                  | Alessio Sestu (31)                                                         | Pablo Andrés González, Michele Marconi (12)              |
| Arezzo              | Claudio Bellucci (1ª-4ª) Massimo Pavanel (5ª-38ª)                                                                                                  | Fabio Foglia (36)                                                          | Davide Moscardelli (12)                                  |
| Arzachena           | Mauro Giorico | Alessio Curcio (35)                                                        | Alessio Curcio (13)                                      |
| Carrarese           | Silvio Baldini | Tommaso Biasci, Tommaso Tentoni (35)                                       | Francesco Tavano (18)                                    |
| Cuneo               | Massimo Gardano (1ª-16ª) William Viali (17ª-38ª e play-out)                                                                                        | Andrea Rosso, Luca Zamparo (34)                                            | Simone Dell'Agnello (8)                                  |
| Gavorrano           | Vitaliano Bonuccelli (1ª-7ª) Giancarlo Favarin (8ª-38ª e play-out)                                                                                 | Filippo Moscati, Paolo Ropolo (35)                                         | Cristian Brega (9)                                       |
| Giana Erminio       | Cesare Albè | Riccardo Chiarello, Matteo Marotta, Andrea Montesano, Simone Bonalumi (35) | Salvatore Bruno, Fabio Perna (14)                        |
| Livorno             | Andrea Sottil (1ª-30ª) Luciano Foschi (31ª-34ª) Andrea Sottil (35ª-38ª)                                                                            | Daniele Vantaggiato (35)                                                   | Daniele Vantaggiato (19)                                 |
| Lucchese            | Giovanni Lopez | Marco Albertoni (36)                                                       | Jacopo Fanucchi (10)                                     |
| Monza               | Marco Zaffaroni | Luca Liverani, Ruggero Riva (36)                                           | Luca Giudici (11)                                        |
| Olbia               | Bernardo Mereu | Simone Aresti (36)                                                         | Daniele Ragatzu (15)                                     |
| Piacenza            | Arnaldo Franzini | Ermanno Fumagalli (35)                                                     | Simone Corazza (10)                                      |
| Pisa                | Carmine Gautieri (1ª-9ª) Michele Pazienza (10ª-31ª) Mario Petrone (32ª-38ª e play-off)                                                             | Robert Gucher (35)                                                         | Umberto Eusepi (8)                                       |
| Pistoiese           | Paolo Indiani | Paolo Regoli (35)                                                          | Franco Ferrari (13)                                      |
| Pontedera           | Ivan Maraia | Nikita Contini, Giacomo Risaliti, Andrea Caponi, Mario Gargiulo (35)       | Massimiliano Pesenti (12)                                |
| Prato               | Pasquale Catalano | Tommaso Ceccarelli (35)                                                    | Tommaso Ceccarelli (12)                                  |
| Pro Piacenza        | Fulvio Pea (1ª-35ª) Stefano Maccoppi (36ª-38ª) | Stefano Gori (36)                                                          | Danilo Alessandro (12)                                   |
| Siena               | Michele Mignani | Dennis Iapichino, Pasquale Pane (35)                                       | Alessandro Marotta (11)                                  |
| Viterbese Castrense | Valerio Bertotto (1ª-8ª) Federico Nofri Onofri (9ª-14ª) Stefano Sottili (15ª-32ª) Giuliano Giannichedda (33ª) Stefano Sottili (34ª-38ª e play-off) | Antony Iannarilli (36)                                                     | Jefferson (8)                                            |

### Classifica finale
|  | Pos. | Squadra             | Pt | G  | V  | N  | P  | GF | GS | DR  |
|  | ---- | ------------------- | -- | -- | -- | -- | -- | -- | -- | --- |
|  | 1.   | Livorno             | 68 | 36 | 20 | 8  | 8  | 64 | 38 | +26 |
|  | 2.   | Siena               | 67 | 36 | 20 | 7  | 9  | 41 | 30 | +11 |
|  | 3.   | Pisa                | 61 | 36 | 16 | 13 | 7  | 44 | 30 | +14 |
|  | 4.   | Monza               | 58 | 36 | 16 | 10 | 10 | 40 | 26 | +14 |
|  | 5.   | Viterbese Castrense | 58 | 36 | 16 | 10 | 10 | 46 | 35 | +11 |
|  | 6.   | Alessandria         | 56 | 36 | 14 | 14 | 8  | 54 | 37 | +17 |
|  | 7.   | Carrarese           | 55 | 36 | 15 | 10 | 11 | 57 | 47 | +10 |
|  | 8.   | Piacenza (-2)       | 50 | 36 | 14 | 10 | 12 | 43 | 41 | +2  |
|  | 9.   | Giana Erminio       | 46 | 36 | 11 | 13 | 12 | 59 | 56 | +3  |
|  | 10.  | Pistoiese           | 46 | 36 | 10 | 16 | 10 | 44 | 47 | −3  |
|  | 11.  | Pontedera           | 46 | 36 | 12 | 10 | 14 | 38 | 49 | −11 |
|  | 12.  | Lucchese            | 44 | 36 | 10 | 14 | 12 | 35 | 42 | −7  |
|  | 13.  | Olbia               | 43 | 36 | 12 | 7  | 17 | 39 | 52 | −13 |
|  | 14.  | Pro Piacenza (-2)   | 39 | 36 | 11 | 8  | 17 | 38 | 43 | −5  |
|  | 15.  | Arzachena           | 39 | 36 | 10 | 9  | 17 | 49 | 53 | −4  |
|  | 16.  | Arezzo (-13)        | 39 | 36 | 14 | 10 | 12 | 39 | 35 | +4  |
|  | 17.  | Gavorrano (-2)      | 34 | 36 | 9  | 9  | 18 | 35 | 51 | −16 |
|  | 18.  | Cuneo               | 32 | 36 | 7  | 11 | 18 | 24 | 47 | −23 |
|  | 19.  | Prato               | 26 | 36 | 5  | 11 | 20 | 32 | 62 | −30 |

Legenda:
      Promosso in Serie B 2018-2019.
  Partecipa ai play-off o ai play-out.
      Retrocesso in Serie D 2018-2019.
Regolamento:
Tre punti a vittoria, uno a pareggio, zero a sconfitta.
La classifica finale viene determinata tenendo conto del punteggio in classifica e, in caso di parità di punteggio fra due o più squadre, mediante la compilazione di una classifica avulsa fra le squadre interessate tenendo conto nell'ordine:
- dei punti conseguiti negli incontri diretti;
- della differenza tra le reti segnate e quelle subite negli stessi incontri;
- della differenza fra reti segnate e subite negli incontri diretti fra le squadre interessate;
- della differenza fra reti segnate e subite nell'intero campionato;
- del maggior numero di reti segnate nell'intero campionato;
- del minor numero di reti subite nell'intero campionato;
- del maggior numero di vittorie realizzate nell'intero campionato;
- del minor numero di sconfitte subite nell'intero campionato;
- del maggior numero di vittorie esterne nell'intero campionato;
- del minor numero di sconfitte interne nell'intero campionato.

Note:
L'Arezzo ha scontato 13 punti di penalizzazione.
Il Gavorrano, il Piacenza e la Pro Piacenza hanno scontato 2 punti di penalizzazione.

### Risultati

#### Tabellone
|                     | ALE  | ARE  | ARZ  | CAR  | CUN  | GAV  | GIE  | LIV  | LUC  | MON  | OLB  | PIA  | PIS  | PST  | PON  | PRA  | PRP  | SIE  | VIT  |
| ------------------- | ---- | ---- | ---- | ---- | ---- | ---- | ---- | ---- | ---- | ---- | ---- | ---- | ---- | ---- | ---- | ---- | ---- | ---- | ---- |
| Alessandria         | –––– | 0-1  | 0-0  | 5-0  | 3-1  | 3-2  | 2-2  | 0-3  | 0-0  | 0-0  | 4-0  | 1-1  | 0-2  | 3-1  | 5-1  | 1-0  | 1-0  | 1-1  | 1-3  |
| Arezzo              | 0-2  | –––– | 2-3  | 1-1  | 2-0  | 0-0  | 4-2  | 1-0  | 0-1  | 0-1  | 0-1  | 1-2  | 1-0  | 1-2  | 2-1  | 1-0  | 1-1  | 1-0  | 1-1  |
| Arzachena           | 0-0  | 2-1  | –––– | 1-3  | 1-1  | 1-0  | 1-1  | 2-3  | 1-2  | 1-0  | 3-0  | 3-0  | 3-4  | 1-1  | 2-1  | 1-1  | 0-1  | 1-2  | 1-3  |
| Carrarese           | 2-1  | 0-1  | 2-1  | –––– | 1-1  | 2-0  | 2-2  | 2-3  | 2-0  | 1-0  | 3-0  | 2-0  | 2-3  | 1-1  | 4-1  | 4-0  | 1-0  | 1-2  | 0-1  |
| Cuneo               | 0-2  | 0-0  | 0-1  | 0-1  | –––– | 1-1  | 1-1  | 0-4  | 0-3  | 0-1  | 0-0  | 1-0  | 0-1  | 3-3  | 0-2  | 1-1  | 2-3  | 2-0  | 1-0  |
| Gavorrano           | 0-1  | 0-0  | 1-4  | 2-0  | 2-0  | –––– | 3-0  | 2-4  | 1-0  | 1-0  | 1-2  | 1-0  | 1-0  | 1-0  | 1-1  | 1-1  | 0-1  | 0-2  | 0-3  |
| Giana Erminio       | 2-2  | 2-3  | 3-2  | 2-2  | 0-1  | 4-3  | –––– | 0-2  | 0-2  | 3-0  | 3-0  | 4-3  | 2-4  | 3-0  | 3-1  | 5-0  | 1-0  | 0-1  | 0-0  |
| Livorno             | 0-1  | 1-1  | 2-1  | 1-1  | 0-1  | 2-1  | 2-1  | –––– | 3-0  | 0-2  | 2-1  | 2-2  | 2-0  | 2-0  | 0-1  | 2-0  | 3-0  | 1-0  | 3-0  |
| Lucchese            | 2-1  | 1-1  | 2-2  | 3-2  | 0-0  | 0-0  | 0-3  | 1-1  | –––– | 1-1  | 3-0  | 0-1  | 1-1  | 1-1  | 1-0  | 0-0  | 0-4  | 1-4  | 1-1  |
| Monza               | 1-1  | 0-3  | 1-1  | 4-0  | 1-0  | 2-2  | 1-1  | 1-1  | 1-0  | –––– | 3-0  | 2-0  | 0-0  | 3-1  | 0-1  | 2-1  | 2-0  | 2-0  | 0-0  |
| Olbia               | 1-3  | 2-3  | 2-1  | 1-1  | 4-1  | 4-3  | 3-0  | 4-2  | 1-1  | 2-1  | –––– | 1-1  | 1-0  | 0-0  | 2-0  | 1-1  | 0-0  | 1-2  | 0-1  |
| Piacenza            | 3-2  | 2-1  | 2-1  | 1-1  | 0-1  | 3-0  | 1-1  | 2-2  | 1-0  | 0-1  | 1-0  | –––– | 0-0  | 2-2  | 1-0  | 1-0  | 2-0  | 1-2  | 0-1  |
| Pisa                | 1-1  | 2-3  | 1-0  | 0-2  | 1-0  | 0-0  | 0-0  | 1-0  | 0-1  | 1-0  | 2-0  | 0-0  | –––– | 3-3  | 3-1  | 2-0  | 3-2  | 0-0  | 2-1  |
| Pistoiese           | 2-1  | 1-0  | 1-0  | 2-1  | 1-1  | 3-1  | 1-1  | 1-1  | 2-2  | 1-0  | 1-2  | 2-1  | 0-1  | –––– | 3-0  | 1-0  | 1-1  | 1-2  | 0-0  |
| Pontedera           | 1-1  | 0-0  | 0-2  | 1-1  | 0-3  | 2-1  | 1-1  | 2-3  | 3-2  | 0-0  | 1-0  | 3-0  | 1-1  | 2-2  | –––– | 2-0  | 1-1  | 1-0  | 1-1  |
| Prato               | 2-3  | 0-0  | 2-2  | 2-5  | 2-0  | 1-0  | 3-2  | 1-1  | 0-1  | 2-3  | 1-0  | 1-4  | 2-2  | 2-2  | 0-1  | –––– | 1-0  | 2-3  | 0-2  |
| Pro Piacenza        | 1-1  | 1-2  | 4-1  | 0-1  | 1-1  | 1-2  | 3-1  | 3-1  | 1-0  | 1-0  | 1-3  | 1-1  | 0-3  | 1-0  | 0-1  | 2-2  | –––– | 0-1  | 3-1  |
| Siena               | 0-0  | 1-0  | 3-2  | 0-0  | 1-0  | 1-1  | 0-0  | 1-2  | 1-0  | 0-3  | 1-0  | 0-2  | 0-0  | 2-0  | 2-3  | 1-0  | 1-0  | –––– | 1-0  |
| Viterbese Castrense | 1-1  | 2-0  | 1-0  | 4-3  | 3-0  | 2-0  | 2-3  | 1-3  | 2-2  | 0-1  | 1-0  | 1-2  | 0-0  | 1-1  | 1-0  | 3-1  | 1-0  | 1-3  | –––– |

#### Calendario
| andata (1ª) | andata (1ª)       | 1ª giornata                | ritorno (20ª) | ritorno (20ª) |
|             |                   |                            |               |               |
| 27 ago.     | 2-3               | Arezzo-Arzachena           | 1-2           | 23 dic.       |
| 27 ago.     | 0-1               | Cuneo-Carrarese            | 1-1           | 23 dic.       |
| 27 ago.     | 2-1               | Livorno-Gavorrano          | 4-2           | 23 dic.       |
| 27 ago.     | 2-0               | Monza-Piacenza             | 1-0           | 23 dic.       |
| 28 ago.     | 1-0               | Olbia-Pisa                 | 0-2           | 23 dic.       |
| 27 ago.     | 1-1               | Pontedera-Alessandria      | 1-5           | 23 dic.       |
| 27 ago.     | 3-1               | Pro Piacenza-Giana Erminio | 0-1           | 23 dic.       |
| 27 ago.     | 1-0               | Robur Siena-Lucchese       | 4-1           | 23 dic.       |
| 27 ago.     | 3-1               | Viterbese Castrense-Prato  | 2-0           | 23 dic.       |
| 27 ago.     | Riposa: Pistoiese |                            |               | 23 dic.       |

| andata (2ª) | andata (2ª)         | 2ª giornata                   | ritorno (21ª) | ritorno (21ª) |
|             |                     |                               |               |               |
| 3 set.      | 1-3                 | Arzachena-Viterbese Castrense | 0-1           | 30 dic.       |
| 3 set.      | 1-0                 | Carrarese-Pro Piacenza        | 1-0           | 30 dic.       |
| 3 set.      | 1-2                 | Gavorrano-Olbia               | 3-4           | 30 dic.       |
| 2 set.      | 2-3                 | Giana Erminio-Arezzo          | 2-4           | 30 dic.       |
| 3 set.      | 1-0                 | Lucchese-Pontedera            | 2-3           | 30 dic.       |
| 3 set.      | 0-1                 | Piacenza-Cuneo                | 0-1           | 30 dic.       |
| 3 set.      | 0-0                 | Pisa-Robur Siena              | 0-0           | 30 dic.       |
| 3 set.      | 1-0                 | Pistoiese-Monza               | 1-3           | 30 dic.       |
| 3 set.      | 1-1                 | Prato-Livorno                 | 0-2           | 30 dic.       |
| 3 set.      | Riposa: Alessandria |                               |               | 30 dic.       |

| andata (1ª) | andata (1ª)       | 1ª giornata                | ritorno (20ª) | ritorno (20ª) |
|             |                   |                            |               |               |
| 27 ago.     | 2-3               | Arezzo-Arzachena           | 1-2           | 23 dic.       |
| 27 ago.     | 0-1               | Cuneo-Carrarese            | 1-1           | 23 dic.       |
| 27 ago.     | 2-1               | Livorno-Gavorrano          | 4-2           | 23 dic.       |
| 27 ago.     | 2-0               | Monza-Piacenza             | 1-0           | 23 dic.       |
| 28 ago.     | 1-0               | Olbia-Pisa                 | 0-2           | 23 dic.       |
| 27 ago.     | 1-1               | Pontedera-Alessandria      | 1-5           | 23 dic.       |
| 27 ago.     | 3-1               | Pro Piacenza-Giana Erminio | 0-1           | 23 dic.       |
| 27 ago.     | 1-0               | Robur Siena-Lucchese       | 4-1           | 23 dic.       |
| 27 ago.     | 3-1               | Viterbese Castrense-Prato  | 2-0           | 23 dic.       |
| 27 ago.     | Riposa: Pistoiese |                            |               | 23 dic.       |

| andata (2ª) | andata (2ª)         | 2ª giornata                   | ritorno (21ª) | ritorno (21ª) |
|             |                     |                               |               |               |
| 3 set.      | 1-3                 | Arzachena-Viterbese Castrense | 0-1           | 30 dic.       |
| 3 set.      | 1-0                 | Carrarese-Pro Piacenza        | 1-0           | 30 dic.       |
| 3 set.      | 1-2                 | Gavorrano-Olbia               | 3-4           | 30 dic.       |
| 2 set.      | 2-3                 | Giana Erminio-Arezzo          | 2-4           | 30 dic.       |
| 3 set.      | 1-0                 | Lucchese-Pontedera            | 2-3           | 30 dic.       |
| 3 set.      | 0-1                 | Piacenza-Cuneo                | 0-1           | 30 dic.       |
| 3 set.      | 0-0                 | Pisa-Robur Siena              | 0-0           | 30 dic.       |
| 3 set.      | 1-0                 | Pistoiese-Monza               | 1-3           | 30 dic.       |
| 3 set.      | 1-1                 | Prato-Livorno                 | 0-2           | 30 dic.       |
| 3 set.      | Riposa: Alessandria |                               |               | 30 dic.       |

| andata (3ª) | andata (3ª)       | 3ª giornata                   | ritorno (22ª) | ritorno (22ª) |
|             |                   |                               |               |               |
| 8 set.      | 1-2               | Arezzo-Pistoiese              | 0-1           | 21 gen.       |
| 10 set.     | 1-1               | Cuneo-Prato                   | 0-2           | 21 gen.       |
| 20 set.     | 3-0               | Livorno-Lucchese              | 1-1           | 22 gen.       |
| 10 set.     | 0-0               | Monza-Pisa                    | 0-1           | 21 gen.       |
| 10 set.     | 1-1               | Olbia-Piacenza                | 0-1           | 20 gen.       |
| 10 set.     | 1-1               | Pontedera-Giana Erminio       | 1-3           | 21 gen.       |
| 10 set.     | 1-1               | Pro Piacenza-Alessandria      | 0-1           | 21 gen.       |
| 10 set.     | 3-2               | Robur Siena-Arzachena         | 2-1           | 20 gen.       |
| 10 set.     | 4-3               | Viterbese Castrense-Carrarese | 1-0           | 19 gen.       |
| 10 set.     | Riposa: Gavorrano |                               |               |               |

| andata (4ª) | andata (4ª)   | 4ª giornata              | ritorno (23ª) | ritorno (23ª) |
|             |               |                          |               |               |
| 15 set.     | 0-3           | Alessandria-Livorno      | 1-0           | 28 gen.       |
| 16 set.     | 2-1           | Arzachena-Pontedera      | 2-0           | 28 gen.       |
| 17 set.     | 3-0           | Carrarese-Olbia          | 1-1           | 28 gen.       |
| 17 set.     | 0-2           | Gavorrano-Robur Siena    | 1-1           | 28 gen.       |
| 15 set.     | 0-1           | Giana Erminio-Cuneo      | 1-1           | 28 gen.       |
| 17 set.     | 1-1           | Lucchese-Monza           | 0-1           | 28 gen.       |
| 17 set.     | 2-1           | Piacenza-Arezzo          | 2-1           | 28 gen.       |
| 17 set.     | 2-1           | Pisa-Viterbese Castrense | 0-0           | 28 gen.       |
| 17 set.     | 1-1           | Pistoiese-Pro Piacenza   | 0-1           | 28 gen.       |
| 17 set.     | Riposa: Prato |                          |               | 28 gen.       |

| andata (3ª) | andata (3ª)       | 3ª giornata                   | ritorno (22ª) | ritorno (22ª) |
|             |                   |                               |               |               |
| 8 set.      | 1-2               | Arezzo-Pistoiese              | 0-1           | 21 gen.       |
| 10 set.     | 1-1               | Cuneo-Prato                   | 0-2           | 21 gen.       |
| 20 set.     | 3-0               | Livorno-Lucchese              | 1-1           | 22 gen.       |
| 10 set.     | 0-0               | Monza-Pisa                    | 0-1           | 21 gen.       |
| 10 set.     | 1-1               | Olbia-Piacenza                | 0-1           | 20 gen.       |
| 10 set.     | 1-1               | Pontedera-Giana Erminio       | 1-3           | 21 gen.       |
| 10 set.     | 1-1               | Pro Piacenza-Alessandria      | 0-1           | 21 gen.       |
| 10 set.     | 3-2               | Robur Siena-Arzachena         | 2-1           | 20 gen.       |
| 10 set.     | 4-3               | Viterbese Castrense-Carrarese | 1-0           | 19 gen.       |
| 10 set.     | Riposa: Gavorrano |                               |               |               |

| andata (4ª) | andata (4ª)   | 4ª giornata              | ritorno (23ª) | ritorno (23ª) |
|             |               |                          |               |               |
| 15 set.     | 0-3           | Alessandria-Livorno      | 1-0           | 28 gen.       |
| 16 set.     | 2-1           | Arzachena-Pontedera      | 2-0           | 28 gen.       |
| 17 set.     | 3-0           | Carrarese-Olbia          | 1-1           | 28 gen.       |
| 17 set.     | 0-2           | Gavorrano-Robur Siena    | 1-1           | 28 gen.       |
| 15 set.     | 0-1           | Giana Erminio-Cuneo      | 1-1           | 28 gen.       |
| 17 set.     | 1-1           | Lucchese-Monza           | 0-1           | 28 gen.       |
| 17 set.     | 2-1           | Piacenza-Arezzo          | 2-1           | 28 gen.       |
| 17 set.     | 2-1           | Pisa-Viterbese Castrense | 0-0           | 28 gen.       |
| 17 set.     | 1-1           | Pistoiese-Pro Piacenza   | 0-1           | 28 gen.       |
| 17 set.     | Riposa: Prato |                          |               | 28 gen.       |

| andata (5ª) | andata (5ª)          | 5ª giornata                       | ritorno (24ª) | ritorno (24ª) |
|             |                      |                                   |               |               |
| 25 set.     | 0-1                  | Arezzo-Lucchese                   | 1-1           | 2 feb.        |
| 24 set.     | 0-1                  | Cuneo-Pisa                        | 0-1           | 4 feb.        |
| 24 set.     | 2-0                  | Livorno-Pistoiese                 | 1-1           | 4 feb.        |
| 24 set.     | 4-0                  | Monza-Carrarese                   | 0-1           | 4 feb.        |
| 24 set.     | 2-0                  | Olbia-Pontedera                   | 0-1           | 4 feb.        |
| 24 set.     | 2-1                  | Piacenza-Arzachena                | 0-3           | 4 feb.        |
| 24 set.     | 1-0                  | Prato-Gavorrano                   | 1-1           | 4 feb.        |
| 24 set.     | 0-0                  | Robur Siena-Alessandria           | 1-1           | 4 feb.        |
| 24 set.     | 2-3                  | Viterbese Castrense-Giana Erminio | 0-0           | 4 feb.        |
| 24 set.     | Riposa: Pro Piacenza |                                   |               | 4 feb.        |

| andata (6ª) | andata (6ª)           | 6ª giornata                   | ritorno (25ª) | ritorno (25ª) |
|             |                       |                               |               |               |
| 1° ott.     | 0-1                   | Alessandria-Arezzo            | 2-0           | 11 feb.       |
| 1° ott.     | 1-0                   | Arzachena-Monza               | 1-1           | 11 feb.       |
| 1° ott.     | 1-2                   | Carrarese-Robur Siena         | 0-0           | 12 feb.       |
| 1° ott.     | 0-3                   | Gavorrano-Viterbese Castrense | 0-2           | 11 feb.       |
| 1° ott.     | 0-1                   | Lucchese-Piacenza             | 0-1           | 11 feb.       |
| 1° ott.     | 2-0                   | Pisa-Prato                    | 2-2           | 11 feb.       |
| 1° ott.     | 1-1                   | Pistoiese-Cuneo               | 3-3           | 11 feb.       |
| 1° ott.     | 2-3                   | Pontedera-Livorno             | 1-0           | 11 feb.       |
| 1° ott.     | 1-3                   | Pro Piacenza-Olbia            | 0-0           | 11 feb.       |
| 1° ott.     | Riposa: Giana Erminio |                               |               | 11 feb.       |

| andata (5ª) | andata (5ª)          | 5ª giornata                       | ritorno (24ª) | ritorno (24ª) |
|             |                      |                                   |               |               |
| 25 set.     | 0-1                  | Arezzo-Lucchese                   | 1-1           | 2 feb.        |
| 24 set.     | 0-1                  | Cuneo-Pisa                        | 0-1           | 4 feb.        |
| 24 set.     | 2-0                  | Livorno-Pistoiese                 | 1-1           | 4 feb.        |
| 24 set.     | 4-0                  | Monza-Carrarese                   | 0-1           | 4 feb.        |
| 24 set.     | 2-0                  | Olbia-Pontedera                   | 0-1           | 4 feb.        |
| 24 set.     | 2-1                  | Piacenza-Arzachena                | 0-3           | 4 feb.        |
| 24 set.     | 1-0                  | Prato-Gavorrano                   | 1-1           | 4 feb.        |
| 24 set.     | 0-0                  | Robur Siena-Alessandria           | 1-1           | 4 feb.        |
| 24 set.     | 2-3                  | Viterbese Castrense-Giana Erminio | 0-0           | 4 feb.        |
| 24 set.     | Riposa: Pro Piacenza |                                   |               | 4 feb.        |

| andata (6ª) | andata (6ª)           | 6ª giornata                   | ritorno (25ª) | ritorno (25ª) |
|             |                       |                               |               |               |
| 1° ott.     | 0-1                   | Alessandria-Arezzo            | 2-0           | 11 feb.       |
| 1° ott.     | 1-0                   | Arzachena-Monza               | 1-1           | 11 feb.       |
| 1° ott.     | 1-2                   | Carrarese-Robur Siena         | 0-0           | 12 feb.       |
| 1° ott.     | 0-3                   | Gavorrano-Viterbese Castrense | 0-2           | 11 feb.       |
| 1° ott.     | 0-1                   | Lucchese-Piacenza             | 0-1           | 11 feb.       |
| 1° ott.     | 2-0                   | Pisa-Prato                    | 2-2           | 11 feb.       |
| 1° ott.     | 1-1                   | Pistoiese-Cuneo               | 3-3           | 11 feb.       |
| 1° ott.     | 2-3                   | Pontedera-Livorno             | 1-0           | 11 feb.       |
| 1° ott.     | 1-3                   | Pro Piacenza-Olbia            | 0-0           | 11 feb.       |
| 1° ott.     | Riposa: Giana Erminio |                               |               | 11 feb.       |

| andata (7ª) | andata (7ª)     | 7ª giornata                      | ritorno (26ª) | ritorno (26ª) |
|             |                 |                                  |               |               |
| 4 ott.      | 2-1             | Arezzo-Pontedera                 | 0-0           | 18 feb.       |
| 4 ott.      | 0-3             | Cuneo-Lucchese                   | 0-0           | 18 feb.       |
| 4 ott.      | 1-1             | Monza-Alessandria                | 0-0           | 18 feb.       |
| 4 ott.      | 0-0             | Olbia-Pistoiese                  | 2-1           | 18 feb.       |
| 4 ott.      | 3-0             | Piacenza-Gavorrano               | 0-1           | 18 feb.       |
| 4 ott.      | 1-0             | Pisa-Arzachena                   | 4-3           | 18 feb.       |
| 4 ott.      | 2-5             | Prato-Carrarese                  | 0-4           | 18 feb.       |
| 4 ott.      | 0-0             | Robur Siena-Giana Erminio        | 1-0           | 18 feb.       |
| 4 ott.      | 1-0             | Viterbese Castrense-Pro Piacenza | 1-3           | 18 feb.       |
| 4 ott.      | Riposa: Livorno |                                  |               | 18 feb.       |

| andata (8ª) | andata (8ª)       | 8ª giornata               | ritorno (27ª) | ritorno (27ª) |
|             |                   |                           |               |               |
| 8 ott.      | 1-0               | Alessandria-Prato         | 3-2           | 25 feb.       |
| 7 ott.      | 1-4               | Gavorrano-Arzachena       | 0-1           | 25 feb.       |
| 8 ott.      | 3-0               | Giana Erminio-Pistoiese   | 1-1           | 25 feb.       |
| 8 ott.      | 1-1               | Livorno-Arezzo            | 0-1           | 3 apr.        |
| 8 ott.      | 1-1               | Lucchese-Pisa             | 1-0           | 25 feb.       |
| 8 ott.      | 1-2               | Olbia-Robur Siena         | 0-1           | 25 feb.       |
| 8 ott.      | 3-0               | Pontedera-Piacenza        | 0-1           | 25 feb.       |
| 8 ott.      | 1-1               | Pro Piacenza-Cuneo        | 3-2           | 6 mar.        |
| 8 ott.      | 0-1               | Viterbese Castrense-Monza | 0-0           | 25 feb.       |
| 8 ott.      | Riposa: Carrarese |                           |               | 25 feb.       |

| andata (7ª) | andata (7ª)     | 7ª giornata                      | ritorno (26ª) | ritorno (26ª) |
|             |                 |                                  |               |               |
| 4 ott.      | 2-1             | Arezzo-Pontedera                 | 0-0           | 18 feb.       |
| 4 ott.      | 0-3             | Cuneo-Lucchese                   | 0-0           | 18 feb.       |
| 4 ott.      | 1-1             | Monza-Alessandria                | 0-0           | 18 feb.       |
| 4 ott.      | 0-0             | Olbia-Pistoiese                  | 2-1           | 18 feb.       |
| 4 ott.      | 3-0             | Piacenza-Gavorrano               | 0-1           | 18 feb.       |
| 4 ott.      | 1-0             | Pisa-Arzachena                   | 4-3           | 18 feb.       |
| 4 ott.      | 2-5             | Prato-Carrarese                  | 0-4           | 18 feb.       |
| 4 ott.      | 0-0             | Robur Siena-Giana Erminio        | 1-0           | 18 feb.       |
| 4 ott.      | 1-0             | Viterbese Castrense-Pro Piacenza | 1-3           | 18 feb.       |
| 4 ott.      | Riposa: Livorno |                                  |               | 18 feb.       |

| andata (8ª) | andata (8ª)       | 8ª giornata               | ritorno (27ª) | ritorno (27ª) |
|             |                   |                           |               |               |
| 8 ott.      | 1-0               | Alessandria-Prato         | 3-2           | 25 feb.       |
| 7 ott.      | 1-4               | Gavorrano-Arzachena       | 0-1           | 25 feb.       |
| 8 ott.      | 3-0               | Giana Erminio-Pistoiese   | 1-1           | 25 feb.       |
| 8 ott.      | 1-1               | Livorno-Arezzo            | 0-1           | 3 apr.        |
| 8 ott.      | 1-1               | Lucchese-Pisa             | 1-0           | 25 feb.       |
| 8 ott.      | 1-2               | Olbia-Robur Siena         | 0-1           | 25 feb.       |
| 8 ott.      | 3-0               | Pontedera-Piacenza        | 0-1           | 25 feb.       |
| 8 ott.      | 1-1               | Pro Piacenza-Cuneo        | 3-2           | 6 mar.        |
| 8 ott.      | 0-1               | Viterbese Castrense-Monza | 0-0           | 25 feb.       |
| 8 ott.      | Riposa: Carrarese |                           |               | 25 feb.       |

| andata (9ª) | andata (9ª) | 9ª giornata                  | ritorno (28ª) | ritorno (28ª) |
|             |             |                              |               |               |
| 15 ott.     | 0-1         | Arezzo-Olbia                 | 3-2           | 10 apr.       |
| 15 ott.     | 0-0         | Arzachena-Alessandria        | 0-0           | 3 apr.        |
| 15 ott.     | 0-4         | Cuneo-Livorno                | 1-0           | 3 mar.        |
| 15 ott.     | 2-2         | Giana Erminio-Carrarese      | 2-2           | 3 mar.        |
| 16 ott.     | 0-1         | Piacenza-Viterbese Castrense | 2-1           | 3 apr.        |
| 15 ott.     | 0-0         | Pisa-Gavorrano               | 0-1           | 3 mar.        |
| 15 ott.     | 2-2         | Pistoiese-Lucchese           | 1-1           | 3 apr.        |
| 15 ott.     | 2-3         | Prato-Monza                  | 1-2           | 3 apr.        |
| 13 ott.     | 1-0         | Robur Siena-Pro Piacenza     | 1-0           | 3 apr.        |
|             |             | Riposa: Pontedera            |               | 3 apr.        |

| andata (10ª) | andata (10ª)     | 10ª giornata                    | ritorno (29ª) | ritorno (29ª) |
|              |                  |                                 |               |               |
| 22 ott.      | 0-2              | Alessandria-Pisa                | 1-1           | 10 mar.       |
| 22 ott.      | 2-1              | Carrarese-Arzachena             | 3-1           | 10 mar.       |
| 22 ott.      | 1-0              | Gavorrano-Lucchese              | 0-0           | 10 mar.       |
| 22 ott.      | 2-1              | Livorno-Giana Erminio           | 2-0           | 10 mar.       |
| 22 ott.      | 0-3              | Monza-Arezzo                    | 1-0           | 17 apr.       |
| 22 ott.      | 4-1              | Olbia-Cuneo                     | 0-0           | 10 mar.       |
| 23 ott.      | 2-2              | Pontedera-Pistoiese             | 0-3           | 10 mar.       |
| 22 ott.      | 2-2              | Pro Piacenza-Prato              | 0-1           | 10 mar.       |
| 22 ott.      | 1-3              | Viterbese Castrense-Robur Siena | 0-1           | 10 mar.       |
| 22 ott.      | Riposa: Piacenza |                                 |               | 10 mar.       |

| andata (9ª) | andata (9ª) | 9ª giornata                  | ritorno (28ª) | ritorno (28ª) |
|             |             |                              |               |               |
| 15 ott.     | 0-1         | Arezzo-Olbia                 | 3-2           | 10 apr.       |
| 15 ott.     | 0-0         | Arzachena-Alessandria        | 0-0           | 3 apr.        |
| 15 ott.     | 0-4         | Cuneo-Livorno                | 1-0           | 3 mar.        |
| 15 ott.     | 2-2         | Giana Erminio-Carrarese      | 2-2           | 3 mar.        |
| 16 ott.     | 0-1         | Piacenza-Viterbese Castrense | 2-1           | 3 apr.        |
| 15 ott.     | 0-0         | Pisa-Gavorrano               | 0-1           | 3 mar.        |
| 15 ott.     | 2-2         | Pistoiese-Lucchese           | 1-1           | 3 apr.        |
| 15 ott.     | 2-3         | Prato-Monza                  | 1-2           | 3 apr.        |
| 13 ott.     | 1-0         | Robur Siena-Pro Piacenza     | 1-0           | 3 apr.        |
|             |             | Riposa: Pontedera            |               | 3 apr.        |

| andata (10ª) | andata (10ª)     | 10ª giornata                    | ritorno (29ª) | ritorno (29ª) |
|              |                  |                                 |               |               |
| 22 ott.      | 0-2              | Alessandria-Pisa                | 1-1           | 10 mar.       |
| 22 ott.      | 2-1              | Carrarese-Arzachena             | 3-1           | 10 mar.       |
| 22 ott.      | 1-0              | Gavorrano-Lucchese              | 0-0           | 10 mar.       |
| 22 ott.      | 2-1              | Livorno-Giana Erminio           | 2-0           | 10 mar.       |
| 22 ott.      | 0-3              | Monza-Arezzo                    | 1-0           | 17 apr.       |
| 22 ott.      | 4-1              | Olbia-Cuneo                     | 0-0           | 10 mar.       |
| 23 ott.      | 2-2              | Pontedera-Pistoiese             | 0-3           | 10 mar.       |
| 22 ott.      | 2-2              | Pro Piacenza-Prato              | 0-1           | 10 mar.       |
| 22 ott.      | 1-3              | Viterbese Castrense-Robur Siena | 0-1           | 10 mar.       |
| 22 ott.      | Riposa: Piacenza |                                 |               | 10 mar.       |

| andata (11ª) | andata (11ª)  | 11ª giornata               | ritorno (30ª) | ritorno (30ª) |
|              |               |                            |               |               |
| 29 ott.      | 1-1           | Arezzo-Viterbese Castrense | 0-2           | 17 mar.       |
| 29 ott.      | 3-0           | Arzachena-Olbia            | 1-2           | 17 mar.       |
| 29 ott.      | 2-2           | Giana Erminio-Alessandria  | 2-2           | 17 mar.       |
| 29 ott.      | 3-0           | Livorno-Pro Piacenza       | 1-3           | 17 mar.       |
| 29 ott.      | 3-2           | Lucchese-Carrarese         | 0-2           | 17 mar.       |
| 27 ott.      | 0-0           | Piacenza-Pisa              | 0-0           | 17 mar.       |
| 29 ott.      | 1-0           | Pistoiese-Prato            | 2-2           | 17 mar.       |
| 29 ott.      | 2-1           | Pontedera-Gavorrano        | 1-1           | 17 mar.       |
| 29 ott.      | 0-3           | Robur Siena-Monza          | 0-2           | 17 mar.       |
| 29 ott.      | Riposa: Cuneo |                            |               | 17 mar.       |

| andata (12ª) | andata (12ª) | 12ª giornata                 | ritorno (31ª) | ritorno (31ª) |
|              |              |                              |               |               |
| 6 nov.       | 2-1          | Carrarese-Alessandria        | 0-5           | 20 mar.       |
| 5 nov.       | 0-1          | Cuneo-Arzachena              | 1-1           | 20 mar.       |
| 5 nov.       | 2-2          | Monza-Gavorrano              | 0-1           | 20 mar.       |
| 4 nov.       | 3-0          | Olbia-Giana Erminio          | 0-3           | 20 mar.       |
| 5 nov.       | 3-3          | Pisa-Pistoiese               | 1-0           | 20 mar.       |
| 5 nov.       | 1-4          | Prato-Piacenza               | 0-1           | 20 mar.       |
| 5 nov.       | 0-1          | Pro Piacenza-Pontedera       | 1-1           | 20 mar.       |
| 4 nov.       | 1-2          | Robur Siena-Livorno          | 0-1           | 20 mar.       |
| 3 nov.       | 2-2          | Viterbese Castrense-Lucchese | 1-1           | 20 mar.       |
|              |              | Riposa: Arezzo               |               | 20 mar.       |

| andata (11ª) | andata (11ª)  | 11ª giornata               | ritorno (30ª) | ritorno (30ª) |
|              |               |                            |               |               |
| 29 ott.      | 1-1           | Arezzo-Viterbese Castrense | 0-2           | 17 mar.       |
| 29 ott.      | 3-0           | Arzachena-Olbia            | 1-2           | 17 mar.       |
| 29 ott.      | 2-2           | Giana Erminio-Alessandria  | 2-2           | 17 mar.       |
| 29 ott.      | 3-0           | Livorno-Pro Piacenza       | 1-3           | 17 mar.       |
| 29 ott.      | 3-2           | Lucchese-Carrarese         | 0-2           | 17 mar.       |
| 27 ott.      | 0-0           | Piacenza-Pisa              | 0-0           | 17 mar.       |
| 29 ott.      | 1-0           | Pistoiese-Prato            | 2-2           | 17 mar.       |
| 29 ott.      | 2-1           | Pontedera-Gavorrano        | 1-1           | 17 mar.       |
| 29 ott.      | 0-3           | Robur Siena-Monza          | 0-2           | 17 mar.       |
| 29 ott.      | Riposa: Cuneo |                            |               | 17 mar.       |

| andata (12ª) | andata (12ª) | 12ª giornata                 | ritorno (31ª) | ritorno (31ª) |
|              |              |                              |               |               |
| 6 nov.       | 2-1          | Carrarese-Alessandria        | 0-5           | 20 mar.       |
| 5 nov.       | 0-1          | Cuneo-Arzachena              | 1-1           | 20 mar.       |
| 5 nov.       | 2-2          | Monza-Gavorrano              | 0-1           | 20 mar.       |
| 4 nov.       | 3-0          | Olbia-Giana Erminio          | 0-3           | 20 mar.       |
| 5 nov.       | 3-3          | Pisa-Pistoiese               | 1-0           | 20 mar.       |
| 5 nov.       | 1-4          | Prato-Piacenza               | 0-1           | 20 mar.       |
| 5 nov.       | 0-1          | Pro Piacenza-Pontedera       | 1-1           | 20 mar.       |
| 4 nov.       | 1-2          | Robur Siena-Livorno          | 0-1           | 20 mar.       |
| 3 nov.       | 2-2          | Viterbese Castrense-Lucchese | 1-1           | 20 mar.       |
|              |              | Riposa: Arezzo               |               | 20 mar.       |

| andata (13ª) | andata (13ª)      | 13ª giornata                | ritorno (32ª) | ritorno (32ª) |
|              |                   |                             |               |               |
| 9 nov.       | 4-0               | Alessandria-Olbia           | 3-1           | 24 mar.       |
| 9 nov.       | 2-3               | Carrarese-Pisa              | 2-0           | 24 mar.       |
| 8 nov.       | 0-0               | Gavorrano-Arezzo            | 0-0           | 24 mar.       |
| 8 nov.       | 4-3               | Giana Erminio-Piacenza      | 1-1           | 24 mar.       |
| 8 nov.       | 3-0               | Livorno-Viterbese Castrense | 3-1           | 24 mar.       |
| 8 nov.       | 0-0               | Lucchese-Prato              | 1-0           | 24 mar.       |
| 8 nov.       | 1-2               | Pistoiese-Robur Siena       | 0-2           | 24 mar.       |
| 8 nov.       | 0-3               | Pontedera-Cuneo             | 2-0           | 24 mar.       |
| 8 nov.       | 1-0               | Pro Piacenza-Monza          | 0-2           | 24 mar.       |
| 8 nov.       | Riposa: Arzachena |                             |               | 24 mar.       |

| andata (14ª) | andata (14ª)  | 14ª giornata                  | ritorno (33ª) | ritorno (33ª) |
|              |               |                               |               |               |
| 12 nov.      | 1-1           | Arezzo-Pro Piacenza           | 2-1           | 29 mar.       |
| 12 nov.      | 1-1           | Cuneo-Gavorrano               | 0-2           | 29 mar.       |
| 12 nov.      | 2-1           | Lucchese-Alessandria          | 0-0           | 29 mar.       |
| 12 nov.      | 1-1           | Monza-Livorno                 | 2-0           | 29 mar.       |
| 12 nov.      | 1-1           | Piacenza-Carrarese            | 0-2           | 29 mar.       |
| 12 nov.      | 0-0           | Pisa-Giana Erminio            | 4-2           | 29 mar.       |
| 12 nov.      | 2-2           | Prato-Arzachena               | 1-1           | 30 mar.       |
| 12 nov.      | 2-3           | Robur Siena-Pontedera         | 0-1           | 29 mar.       |
| 12 nov.      | 1-1           | Viterbese Castrense-Pistoiese | 0-0           | 29 mar.       |
| 12 nov.      | Riposa: Olbia |                               |               | 29 mar.       |

| andata (13ª) | andata (13ª)      | 13ª giornata                | ritorno (32ª) | ritorno (32ª) |
|              |                   |                             |               |               |
| 9 nov.       | 4-0               | Alessandria-Olbia           | 3-1           | 24 mar.       |
| 9 nov.       | 2-3               | Carrarese-Pisa              | 2-0           | 24 mar.       |
| 8 nov.       | 0-0               | Gavorrano-Arezzo            | 0-0           | 24 mar.       |
| 8 nov.       | 4-3               | Giana Erminio-Piacenza      | 1-1           | 24 mar.       |
| 8 nov.       | 3-0               | Livorno-Viterbese Castrense | 3-1           | 24 mar.       |
| 8 nov.       | 0-0               | Lucchese-Prato              | 1-0           | 24 mar.       |
| 8 nov.       | 1-2               | Pistoiese-Robur Siena       | 0-2           | 24 mar.       |
| 8 nov.       | 0-3               | Pontedera-Cuneo             | 2-0           | 24 mar.       |
| 8 nov.       | 1-0               | Pro Piacenza-Monza          | 0-2           | 24 mar.       |
| 8 nov.       | Riposa: Arzachena |                             |               | 24 mar.       |

| andata (14ª) | andata (14ª)  | 14ª giornata                  | ritorno (33ª) | ritorno (33ª) |
|              |               |                               |               |               |
| 12 nov.      | 1-1           | Arezzo-Pro Piacenza           | 2-1           | 29 mar.       |
| 12 nov.      | 1-1           | Cuneo-Gavorrano               | 0-2           | 29 mar.       |
| 12 nov.      | 2-1           | Lucchese-Alessandria          | 0-0           | 29 mar.       |
| 12 nov.      | 1-1           | Monza-Livorno                 | 2-0           | 29 mar.       |
| 12 nov.      | 1-1           | Piacenza-Carrarese            | 0-2           | 29 mar.       |
| 12 nov.      | 0-0           | Pisa-Giana Erminio            | 4-2           | 29 mar.       |
| 12 nov.      | 2-2           | Prato-Arzachena               | 1-1           | 30 mar.       |
| 12 nov.      | 2-3           | Robur Siena-Pontedera         | 0-1           | 29 mar.       |
| 12 nov.      | 1-1           | Viterbese Castrense-Pistoiese | 0-0           | 29 mar.       |
| 12 nov.      | Riposa: Olbia |                               |               | 29 mar.       |

| andata (15ª) | andata (15ª) | 15ª giornata                    | ritorno (34ª) | ritorno (34ª) |
|              |              |                                 |               |               |
| 19 nov.      | 1-3          | Alessandria-Viterbese Castrense | 1-1           | 7 apr.        |
| 19 nov.      | 2-0          | Arezzo-Cuneo                    | 0-0           | 7 apr.        |
| 18 nov.      | 1-2          | Arzachena-Lucchese              | 2-2           | 7 apr.        |
| 19 nov.      | 2-0          | Gavorrano-Carrarese             | 0-2           | 7 apr.        |
| 19 nov.      | 5-0          | Giana Erminio-Prato             | 2-3           | 7 apr.        |
| 19 nov.      | 2-1          | Livorno-Olbia                   | 2-4           | 7 apr.        |
| 19 nov.      | 2-1          | Pistoiese-Piacenza              | 2-2           | 7 apr.        |
| 19 nov.      | 0-0          | Pontedera-Monza                 | 1-0           | 7 apr.        |
| 20 nov.      | 0-3          | Pro Piacenza-Pisa               | 2-3           | 7 apr.        |
|              |              | Riposa: Robur Siena             |               | 7 apr.        |

| andata (16ª) | andata (16ª)  | 16ª giornata              | ritorno (35ª) | ritorno (35ª) |
|              |               |                           |               |               |
| 26 nov.      | 1-1           | Arzachena-Pistoiese       | 0-1           | 14 apr.       |
| 26 nov.      | 4-1           | Carrarese-Pontedera       | 1-1           | 14 apr.       |
| 26 nov.      | 0-1           | Gavorrano-Pro Piacenza    | 2-1           | 14 apr.       |
| 26 nov.      | 0-3           | Lucchese-Giana Erminio    | 2-0           | 14 apr.       |
| 24 nov.      | 3-2           | Piacenza-Alessandria      | 1-1           | 15 apr.       |
| 26 nov.      | 1-0           | Pisa-Livorno              | 0-2           | 14 apr.       |
| 26 nov.      | 1-0           | Prato-Olbia               | 1-1           | 14 apr.       |
| 26 nov.      | 1-0           | Robur Siena-Arezzo        | 0-1           | 14 apr.       |
| 26 nov.      | 3-0           | Viterbese Castrense-Cuneo | 0-1           | 15 apr.       |
| 26 nov.      | Riposa: Monza |                           |               |               |

| andata (15ª) | andata (15ª) | 15ª giornata                    | ritorno (34ª) | ritorno (34ª) |
|              |              |                                 |               |               |
| 19 nov.      | 1-3          | Alessandria-Viterbese Castrense | 1-1           | 7 apr.        |
| 19 nov.      | 2-0          | Arezzo-Cuneo                    | 0-0           | 7 apr.        |
| 18 nov.      | 1-2          | Arzachena-Lucchese              | 2-2           | 7 apr.        |
| 19 nov.      | 2-0          | Gavorrano-Carrarese             | 0-2           | 7 apr.        |
| 19 nov.      | 5-0          | Giana Erminio-Prato             | 2-3           | 7 apr.        |
| 19 nov.      | 2-1          | Livorno-Olbia                   | 2-4           | 7 apr.        |
| 19 nov.      | 2-1          | Pistoiese-Piacenza              | 2-2           | 7 apr.        |
| 19 nov.      | 0-0          | Pontedera-Monza                 | 1-0           | 7 apr.        |
| 20 nov.      | 0-3          | Pro Piacenza-Pisa               | 2-3           | 7 apr.        |
|              |              | Riposa: Robur Siena             |               | 7 apr.        |

| andata (16ª) | andata (16ª)  | 16ª giornata              | ritorno (35ª) | ritorno (35ª) |
|              |               |                           |               |               |
| 26 nov.      | 1-1           | Arzachena-Pistoiese       | 0-1           | 14 apr.       |
| 26 nov.      | 4-1           | Carrarese-Pontedera       | 1-1           | 14 apr.       |
| 26 nov.      | 0-1           | Gavorrano-Pro Piacenza    | 2-1           | 14 apr.       |
| 26 nov.      | 0-3           | Lucchese-Giana Erminio    | 2-0           | 14 apr.       |
| 24 nov.      | 3-2           | Piacenza-Alessandria      | 1-1           | 15 apr.       |
| 26 nov.      | 1-0           | Pisa-Livorno              | 0-2           | 14 apr.       |
| 26 nov.      | 1-0           | Prato-Olbia               | 1-1           | 14 apr.       |
| 26 nov.      | 1-0           | Robur Siena-Arezzo        | 0-1           | 14 apr.       |
| 26 nov.      | 3-0           | Viterbese Castrense-Cuneo | 0-1           | 15 apr.       |
| 26 nov.      | Riposa: Monza |                           |               |               |

| andata (17ª) | andata (17ª)                | 17ª giornata          | ritorno (36ª) | ritorno (36ª) |
|              |                             |                       |               |               |
| 3 dic.       | 3-2                         | Alessandria-Gavorrano | 1-0           | 21 apr.       |
| 3 dic.       | 1-0                         | Arezzo-Prato          | 0-0           | 21 apr.       |
| 20 dic.      | 2-0                         | Cuneo-Robur Siena     | 0-1           | 21 apr.       |
| 3 dic.       | 3-0                         | Giana Erminio-Monza   | 1-1           | 21 apr.       |
| 3 dic.       | 2-1                         | Livorno-Arzachena     | 3-2           | 21 apr.       |
| 3 dic.       | 1-1                         | Olbia-Lucchese        | 0-3           | 21 apr.       |
| 3 dic.       | 2-1                         | Pistoiese-Carrarese   | 1-1           | 21 apr.       |
| 3 dic.       | 1-1                         | Pontedera-Pisa        | 1-3           | 20 apr.       |
| 3 dic.       | 1-1                         | Pro Piacenza-Piacenza | 0-2           | 21 apr.       |
| 3 dic.       | Riposa: Viterbese Castrense |                       |               |               |

| andata (18ª) | andata (18ª)     | 18ª giornata              | ritorno (37ª) | ritorno (37ª) |
|              |                  |                           |               |               |
| 10 dic.      | 3-1              | Alessandria-Pistoiese     | 1-2           | 28 apr.       |
| 10 dic.      | 0-1              | Arzachena-Pro Piacenza    | 1-4           | 28 apr.       |
| 10 dic.      | 2-3              | Carrarese-Livorno         | 1-1           | 28 apr.       |
| 10 dic.      | 3-0              | Gavorrano-Giana Erminio   | 3-4           | 28 apr.       |
| 10 dic.      | 1-0              | Monza-Cuneo               | 1-0           | 28 apr.       |
| 24 gen.      | 1-2              | Piacenza-Robur Siena      | 2-0           | 28 apr.       |
| 10 dic.      | 2-3              | Pisa-Arezzo               | 0-1           | 28 apr.       |
| 10 dic.      | 0-1              | Prato-Pontedera           | 0-2           | 28 apr.       |
| 10 dic.      | 1-0              | Viterbese Castrense-Olbia | 1-0           | 28 apr.       |
| 10 dic.      | Riposa: Lucchese |                           |               | 28 apr.       |

| andata (17ª) | andata (17ª)                | 17ª giornata          | ritorno (36ª) | ritorno (36ª) |
|              |                             |                       |               |               |
| 3 dic.       | 3-2                         | Alessandria-Gavorrano | 1-0           | 21 apr.       |
| 3 dic.       | 1-0                         | Arezzo-Prato          | 0-0           | 21 apr.       |
| 20 dic.      | 2-0                         | Cuneo-Robur Siena     | 0-1           | 21 apr.       |
| 3 dic.       | 3-0                         | Giana Erminio-Monza   | 1-1           | 21 apr.       |
| 3 dic.       | 2-1                         | Livorno-Arzachena     | 3-2           | 21 apr.       |
| 3 dic.       | 1-1                         | Olbia-Lucchese        | 0-3           | 21 apr.       |
| 3 dic.       | 2-1                         | Pistoiese-Carrarese   | 1-1           | 21 apr.       |
| 3 dic.       | 1-1                         | Pontedera-Pisa        | 1-3           | 20 apr.       |
| 3 dic.       | 1-1                         | Pro Piacenza-Piacenza | 0-2           | 21 apr.       |
| 3 dic.       | Riposa: Viterbese Castrense |                       |               |               |

| andata (18ª) | andata (18ª)     | 18ª giornata              | ritorno (37ª) | ritorno (37ª) |
|              |                  |                           |               |               |
| 10 dic.      | 3-1              | Alessandria-Pistoiese     | 1-2           | 28 apr.       |
| 10 dic.      | 0-1              | Arzachena-Pro Piacenza    | 1-4           | 28 apr.       |
| 10 dic.      | 2-3              | Carrarese-Livorno         | 1-1           | 28 apr.       |
| 10 dic.      | 3-0              | Gavorrano-Giana Erminio   | 3-4           | 28 apr.       |
| 10 dic.      | 1-0              | Monza-Cuneo               | 1-0           | 28 apr.       |
| 24 gen.      | 1-2              | Piacenza-Robur Siena      | 2-0           | 28 apr.       |
| 10 dic.      | 2-3              | Pisa-Arezzo               | 0-1           | 28 apr.       |
| 10 dic.      | 0-1              | Prato-Pontedera           | 0-2           | 28 apr.       |
| 10 dic.      | 1-0              | Viterbese Castrense-Olbia | 1-0           | 28 apr.       |
| 10 dic.      | Riposa: Lucchese |                           |               | 28 apr.       |

| \| andata (19ª) \| andata (19ª) \| 19ª giornata \| ritorno (38ª) \| ritorno (38ª) \| \| \| \| \| \| \| \| 17 dic. \| 1-1 \| Arezzo-Carrarese \| 1-0 \| 5 mag. \| \| 17 dic. \| 0-2 \| Cuneo-Alessandria \| 1-3 \| 5 mag. \| \| 17 dic. \| 3-2 \| Giana Erminio-Arzachena \| 1-1 \| 5 mag. \| \| 18 dic. \| 2-2 \| Livorno-Piacenza \| 2-2 \| 5 mag. \| \| 17 dic. \| 2-1 \| Olbia-Monza \| 0-3 \| 5 mag. \| \| 17 dic. \| 3-1 \| Pistoiese-Gavorrano \| 0-1 \| 5 mag. \| \| 17 dic. \| 1-1 \| Pontedera-Viterbese Castrense \| 0-1 \| 5 mag. \| \| 17 dic. \| 1-0 \| Pro Piacenza-Lucchese \| 4-0 \| 5 mag. \| \| 16 dic. \| 1-0 \| Robur Siena-Prato \| 3-2 \| 5 mag. \| \| \| \| Riposa: Pisa \| \| 5 mag. \| |              |                               |               |               |
| andata (19ª) | andata (19ª) | 19ª giornata                  | ritorno (38ª) | ritorno (38ª) |
| |              |                               |               |               |
| 17 dic. | 1-1          | Arezzo-Carrarese              | 1-0           | 5 mag.        |
| 17 dic. | 0-2          | Cuneo-Alessandria             | 1-3           | 5 mag.        |
| 17 dic. | 3-2          | Giana Erminio-Arzachena       | 1-1           | 5 mag.        |
| 18 dic. | 2-2          | Livorno-Piacenza              | 2-2           | 5 mag.        |
| 17 dic. | 2-1          | Olbia-Monza                   | 0-3           | 5 mag.        |
| 17 dic. | 3-1          | Pistoiese-Gavorrano           | 0-1           | 5 mag.        |
| 17 dic. | 1-1          | Pontedera-Viterbese Castrense | 0-1           | 5 mag.        |
| 17 dic. | 1-0          | Pro Piacenza-Lucchese         | 4-0           | 5 mag.        |
| 16 dic. | 1-0          | Robur Siena-Prato             | 3-2           | 5 mag.        |
| |              | Riposa: Pisa                  |               | 5 mag.        |

| andata (19ª) | andata (19ª) | 19ª giornata                  | ritorno (38ª) | ritorno (38ª) |
|              |              |                               |               |               |
| 17 dic.      | 1-1          | Arezzo-Carrarese              | 1-0           | 5 mag.        |
| 17 dic.      | 0-2          | Cuneo-Alessandria             | 1-3           | 5 mag.        |
| 17 dic.      | 3-2          | Giana Erminio-Arzachena       | 1-1           | 5 mag.        |
| 18 dic.      | 2-2          | Livorno-Piacenza              | 2-2           | 5 mag.        |
| 17 dic.      | 2-1          | Olbia-Monza                   | 0-3           | 5 mag.        |
| 17 dic.      | 3-1          | Pistoiese-Gavorrano           | 0-1           | 5 mag.        |
| 17 dic.      | 1-1          | Pontedera-Viterbese Castrense | 0-1           | 5 mag.        |
| 17 dic.      | 1-0          | Pro Piacenza-Lucchese         | 4-0           | 5 mag.        |
| 16 dic.      | 1-0          | Robur Siena-Prato             | 3-2           | 5 mag.        |
|              |              | Riposa: Pisa                  |               | 5 mag.        |

### Spareggi

#### Play-off

##### Primo turno
|                     | Risultati |               | Luogo e data             |
| ------------------- | --------- | ------------- | ------------------------ |
| Viterbese Castrense | 2-1       | Pontedera     | Viterbo, 11 maggio 2018  |
| Carrarese           | 5-0       | Pistoiese     | Carrara, 11 maggio 2018  |
| Piacenza            | 4-2       | Giana Erminio | Piacenza, 11 maggio 2018 |

##### Secondo turno
|                     | Risultati |           | Luogo e data            |
| ------------------- | --------- | --------- | ----------------------- |
| Monza               | 0-1       | Piacenza  | Monza, 15 maggio 2018   |
| Viterbese Castrense | 2-1       | Carrarese | Viterbo, 15 maggio 2018 |

#### Play-out
| Cuneo     | 1-0 | Gavorrano | Cuneo, 19 maggio 2018    |  |  |  |  |
| Gavorrano | 0-0 | Cuneo     | Grosseto, 26 maggio 2018 |  |  |  |  |

### Statistiche

#### Squadre

##### Primati stagionali
Squadre
- Maggior numero di vittorie: Livorno e Robur Siena (20)
- Minor numero di vittorie: Prato (5)
- Maggior numero di pareggi: Pistoiese (16)
- Minor numero di pareggi: Olbia e Robur Siena (7)
- Maggior numero di sconfitte: Prato (20)
- Minor numero di sconfitte: Pisa (7)
- Miglior attacco: Livorno (64 gol fatti)
- Peggior attacco: Cuneo (24 gol fatti)
- Miglior difesa: Monza (26 gol subiti)
- Peggior difesa: Prato (62 gol subiti)
- Miglior differenza reti: Livorno (+26)
- Peggior differenza reti: Prato (−30)

Partite
- Partita con più reti: Olbia-Gavorrano 4-3, Viterbese Castrense-Carrarese 4-3, Prato-Carrarese 2-5, Giana Erminio-Piacenza 4-3, Arzachena-Pisa 3-4 e Giana Erminio-Gavorrano 4-3 (7)
- Partita con maggiore scarto di gol: Giana Erminio-Prato 5-0 e Alessandria-Carrarese 5-0 (5)
- Giornata con maggior numero di gol: 30 (12ª giornata)
- Giornata con minor numero di gol: 14 (23ª, 24ª e 29ª giornata)

#### Individuali

##### Classifica marcatori
| Gol | Rigori |  | Giocatore             | Squadra                    |
| --- | ------ |  | --------------------- | -------------------------- |
| 19  | 4      |  | Daniele Vantaggiato   | Livorno                    |
| 18  | 2      |  | Francesco Tavano      | Carrarese                  |
| 15  | 4      |  | Daniele Ragatzu       | Olbia                      |
| 14  |        |  | Fabio Perna           | Giana Erminio              |
| 14  | 3      |  | Salvatore Bruno       | Giana Erminio              |
| 13  | 2      |  | Alessio Curcio        | Arzachena                  |
| 13  | 3      |  | Franco Ferrari        | Pistoiese                  |
| 12  |        |  | Massimiliano Pesenti  | Piacenza (4) Pontedera (8) |
| 12  | 1      |  | Pablo Andrés González | Alessandria                |
| 12  | 2      |  | Davide Moscardelli    | Arezzo                     |
| 12  | 3      |  | Tommaso Ceccarelli    | Prato                      |
| 12  | 3      |  | Michele Marconi       | Alessandria                |
| 12  | 6      |  | Danilo Alessandro     | Pro Piacenza               |

## Girone B

### Avvenimenti
Dopo il fallimento e tre stagioni dall'ultima partecipazione in Serie B, il Padova riesce a vincere il girone e a tornare in serie cadetta: grande equilibrio alle spalle degli euganei, col Südtirol che si prende la seconda piazza, la Sambenedettese in terza posizione e Reggiana in quarta posizione.
Dopo quattro rinunce per mancata disponibilità di uno stadio dopo lo sfratto dal Braglia, il 6 novembre 2017 il Modena viene escluso dal campionato, terminando così la storia della società dopo 105 anni. Al play-out si affrontano un'altra nobile decaduta, il L.R. Vicenza, e il Santarcangelo; un po' a sorpresa (per via della precaria situazione societaria dei berici), i romagnoli escono sconfitti, tornando in Serie D dopo sette stagioni di professionismo. 

### Squadre partecipanti
| Club           | Stagione | Città                         | Stadio                                     | Stagione precedente              |
| -------------- | -------- | ----------------------------- | ------------------------------------------ | -------------------------------- |
| AlbinoLeffe    | dettagli | Albino e Leffe (BG)           | Stadio Atleti Azzurri d'Italia (Bergamo)   | 9º posto in Lega Pro/B           |
| Bassano Virtus | dettagli | Bassano del Grappa (VI)       | Stadio Rino Mercante                       | 10º posto in Lega Pro/B          |
| Fano           | dettagli | Fano (PU)                     | Stadio Raffaele Mancini                    | 17º posto in Lega Pro/B          |
| Feralpisalò    | dettagli | Salò (BS)                     | Stadio Lino Turina                         | 8º posto in Lega Pro/B           |
| Fermana        | dettagli | Fermo                         | Stadio Bruno Recchioni                     | 1º posto in Serie D/F, promosso  |
| Gubbio         | dettagli | Gubbio (PG)                   | Stadio Pietro Barbetti                     | 6º posto in Lega Pro/B           |
| Mestre         | dettagli | Mestre (VE)                   | Stadio Pier Giovanni Mecchia (Portogruaro) | 1º posto in Serie D/C, promosso  |
| Modena         | dettagli | Modena                        | -                                          | 14º posto in Lega Pro/B          |
| Padova         | dettagli | Padova                        | Stadio Euganeo                             | 4º posto in Lega Pro/B           |
| Pordenone      | dettagli | Pordenone                     | Stadio Ottavio Bottecchia                  | 3º posto in Lega Pro/B           |
| Ravenna        | dettagli | Ravenna                       | Stadio Bruno Benelli                       | 1º posto in Serie D/D, promosso  |
| Reggiana       | dettagli | Reggio nell'Emilia            | Mapei Stadium - Città del Tricolore        | 5º posto in Lega Pro/B           |
| Renate         | dettagli | Renate (MB)                   | Stadio Città di Meda (Meda)                | 10º posto in Lega Pro/A          |
| Sambenedettese | dettagli | San Benedetto del Tronto (AP) | Stadio Riviera delle Palme                 | 7º posto in Lega Pro/B           |
| Santarcangelo  | dettagli | Santarcangelo di Romagna (RN) | Stadio Valentino Mazzola                   | 11º posto in Lega Pro/B          |
| Südtirol       | dettagli | Bolzano                       | Stadio Druso                               | 12º posto in Lega Pro/B          |
| Teramo         | dettagli | Teramo                        | Stadio Gaetano Bonolis                     | 16º posto in Lega Pro/B          |
| Triestina      | dettagli | Trieste                       | Stadio Nereo Rocco                         | 2º posto in Serie D/C, ripescato |
| Vicenza        | dettagli | Vicenza                       | Stadio Romeo Menti                         | 20º posto in Serie B, retrocesso |

### Allenatori e primatisti
| Squadra        | Allenatore | Giocatore più presente (tra parentesi il numero delle presenze)       | Capocannoniere (tra parentesi il numero dei gol segnati) |
| -------------- | --- | --------------------------------------------------------------------- | -------------------------------------------------------- |
| AlbinoLeffe    | Massimiliano Alvini                                                                                           | Andrea Zaffagnini (33)                                                | Daniel Kouko (6)                                         |
| Bassano Virtus | Giuseppe Magi (1ª-17ª) Giovanni Colella (18ª-38ª e play-off)                                                  | Mattia Minesso, Matteo Grandi (34)                                    | Mattia Minesso (8)                                       |
| Fano           | Agatino Cuttone (1ª-12ª) Oscar Brevi (13ª-38ª)                                                                | Domenico Germinale (32)                                               | Domenico Germinale (9)                                   |
| Feralpisalò    | Michele Serena (1ª-24ª) Cesare Beggi (25ª-27ª) Domenico Toscano (28ª-38ª e play-off)                          | Simone Guerra, Ferdinando Vitofrancesco (34)                          | Simone Guerra (19)                                       |
| Fermana        | Flavio Destro                                                                                                 | Arturo Lupoli (33)                                                    | Arturo Lupoli (7)                                        |
| Gubbio         | Giovanni Cornacchini (1ª-5ª) Dino Pagliari (6ª-31ª) Alessandro Sandreani (32ª-38ª)                            | Giacomo Volpe, Ettore Marchi (33)                                     | Ettore Marchi (13)                                       |
| Mestre         | Mauro Zironelli                                                                                               | Alessandro Fabbri (34)                                                | Dario Sottovia (11)                                      |
| Padova         | Pierpaolo Bisoli                                                                                              | Daniel Cappelletti, Alessandro Capello (34)                           | Alessandro Capello (13)                                  |
| Pordenone      | Leonardo Colucci (1ª-25ª) Fabio Rossitto (26ª-38ª e play-off)                                                 | Giovanni Formiconi (33)                                               | Federico Gerardi (7)                                     |
| Ravenna        | Mauro Antonioli                                                                                               | Giacomo Venturi, Andrea Venturini, Tommaso Lelj, Alfonso Selleri (33) | Carmine de Sena (10)                                     |
| Reggiana       | Leonardo Menichini (1ª-6ª) Massimiliano La Rosa e Andrea Tedeschi (7ª-9ª) Sergio Eberini (10ª-38ª e play-off) | Cristian Altinier (33)                                                | Cristian Altinier (11)                                   |
| Renate         | Roberto Cevoli                                                                                                | Marco Anghileri (34)                                                  | Guido Gomez (10)                                         |
| Sambenedettese | Francesco Moriero (1ª-13ª) Ezio Capuano (14ª-37ª) Francesco Moriero (38ª e play-off)                          | Giovanni Tomi, Luca Gelonese (32)                                     | Luca Miracoli (10)                                       |
| Santarcangelo  | Giuseppe Angelini (1ª-17ª) Alberto Cavasin (18ª-32ª) Karel Zeman (33ª-38ª e play-out)                         | Andrea Bussaglia (33)                                                 | Gianmarco Piccioni (10)                                  |
| Südtirol       | Paolo Zanetti                                                                                                 | Daniel Offredi, Emmanuel Gyasi, Rocco Costantino (34)                 | Rocco Costantino (13)                                    |
| Teramo         | Antonino Asta (1ª-22ª) Ottavio Palladini (23ª-37ª) Giovanni Zichella (38ª)                                    | Ivan Speranza, Carlo Ilari, Antonio Bacio Terracino (33)              | Antonio Bacio Terracino (10)                             |
| Triestina      | Giuseppe Sannino (1ª-25ª) Nicola Princivalli (26ª-38ª)                                                        | Rachid Arma (34)                                                      | Davis Mensah (9)                                         |
| Vicenza        | Alberto Colombo (1ª-15ª) Nicola Zanini (16ª-32ª) Franco Lerda (33ª-38ª) Nicola Zanini (play-out)              | Alex Valentini, Pietro De Giorgio (34)                                | Gianmario Comi (8)                                       |

### Classifica finale
|  | Pos. | Squadra            | Pt | G  | V  | N  | P  | GF | GS | DR  |
|  | ---- | ------------------ | -- | -- | -- | -- | -- | -- | -- | --- |
|  | 1.   | Padova             | 63 | 34 | 17 | 12 | 5  | 44 | 27 | +17 |
|  | 2.   | Südtirol           | 55 | 34 | 15 | 10 | 9  | 37 | 28 | +9  |
|  | 3.   | Sambenedettese     | 53 | 34 | 14 | 11 | 9  | 38 | 31 | +7  |
|  | 4.   | Reggiana           | 53 | 34 | 14 | 11 | 9  | 41 | 35 | +6  |
|  | 5.   | AlbinoLeffe        | 49 | 34 | 13 | 10 | 11 | 36 | 31 | +5  |
|  | 6.   | Feralpisalò        | 49 | 34 | 13 | 10 | 11 | 47 | 43 | +4  |
|  | 7.   | Renate             | 48 | 34 | 12 | 12 | 10 | 34 | 31 | +3  |
|  | 8.   | Bassano Virtus     | 48 | 34 | 13 | 9  | 12 | 38 | 30 | +8  |
|  | 9.   | Pordenone          | 46 | 34 | 11 | 13 | 10 | 46 | 44 | +2  |
|  | 10.  | Mestre (-2)        | 44 | 34 | 12 | 10 | 12 | 40 | 36 | +4  |
|  | 11.  | Triestina          | 43 | 34 | 9  | 16 | 9  | 42 | 36 | +6  |
|  | 12.  | Ravenna            | 43 | 34 | 12 | 7  | 15 | 31 | 38 | −7  |
|  | 13.  | Fano               | 38 | 34 | 9  | 11 | 14 | 25 | 31 | −6  |
|  | 14.  | Fermana            | 38 | 34 | 8  | 14 | 12 | 27 | 36 | −9  |
|  | 15.  | Gubbio             | 36 | 34 | 9  | 9  | 16 | 34 | 46 | −12 |
|  | 16.  | Teramo             | 35 | 34 | 6  | 17 | 11 | 33 | 42 | −9  |
|  | 17.  | Santarcangelo (-3) | 35 | 34 | 9  | 11 | 14 | 34 | 52 | −18 |
|  | 18.  | Vicenza (-3)       | 32 | 34 | 8  | 11 | 15 | 29 | 39 | −10 |
|  | −    | Modena             | −  | −  | −  | −  | −  | −  | −  | −   |

Legenda:
      Promosso in Serie B 2018-2019.
  Partecipa ai play-off o ai play-out.
      Escluso a campionato in corso.
      Retrocesso in Serie D 2018-2019.
Regolamento:
Tre punti a vittoria, uno a pareggio, zero a sconfitta.
La classifica finale viene determinata tenendo conto del punteggio in classifica e, in caso di parità di punteggio fra due o più squadre, mediante la compilazione di una classifica avulsa fra le squadre interessate tenendo conto nell'ordine:
- dei punti conseguiti negli incontri diretti;
- della differenza tra le reti segnate e quelle subite negli stessi incontri;
- della differenza fra reti segnate e subite negli incontri diretti fra le squadre interessate;
- della differenza fra reti segnate e subite nell'intero campionato;
- del maggior numero di reti segnate nell'intero campionato;
- del minor numero di reti subite nell'intero campionato;
- del maggior numero di vittorie realizzate nell'intero campionato;
- del minor numero di sconfitte subite nell'intero campionato;
- del maggior numero di vittorie esterne nell'intero campionato;
- del minor numero di sconfitte interne nell'intero campionato.

Note:
Il Santarcangelo e il Vicenza hanno scontato 3 punti di penalizzazione.
Il Mestre ha scontato 2 punti di penalizzazione.
Il Modena è stato escluso dal campionato il 6 novembre 2017.

### Risultati

#### Tabellone
|                | ALB  | BAS  | FAN  | FRS  | FER  | GUB  | MSR  | PAD  | POR  | RAV  | REG  | RNT  | SMB  | SAN  | SUD  | TER  | TRI  | VIC  |
| -------------- | ---- | ---- | ---- | ---- | ---- | ---- | ---- | ---- | ---- | ---- | ---- | ---- | ---- | ---- | ---- | ---- | ---- | ---- |
| AlbinoLeffe    | –––– | 0-0  | 2-0  | 3-1  | 1-0  | 2-1  | 1-3  | 1-2  | 1-1  | 0-1  | 1-0  | 2-0  | 0-1  | 3-1  | 1-1  | 1-1  | 0-0  | 2-0  |
| Bassano Virtus | 1-0  | –––– | 1-0  | 1-2  | 4-0  | 0-1  | 0-2  | 1-2  | 2-2  | 2-1  | 0-1  | 0-2  | 2-0  | 3-1  | 1-0  | 1-1  | 1-1  | 0-1  |
| Fano           | 2-0  | 1-0  | –––– | 1-1  | 1-0  | 0-1  | 1-0  | 1-1  | 0-1  | 0-1  | 0-0  | 2-2  | 1-1  | 1-1  | 0-1  | 0-0  | 1-0  | 0-1  |
| Feralpisalò    | 1-2  | 2-1  | 2-1  | –––– | 1-2  | 2-1  | 0-0  | 2-2  | 0-0  | 0-1  | 3-2  | 0-1  | 1-0  | 1-1  | 2-1  | 1-1  | 4-1  | 1-3  |
| Fermana        | 0-3  | 0-1  | 0-1  | 1-1  | –––– | 1-0  | 1-0  | 1-1  | 0-0  | 0-0  | 2-2  | 3-1  | 2-0  | 1-1  | 0-1  | 4-2  | 0-0  | 0-0  |
| Gubbio         | 2-2  | 1-0  | 3-2  | 0-1  | 0-0  | –––– | 1-3  | 1-0  | 2-3  | 0-1  | 1-0  | 2-2  | 0-2  | 1-2  | 1-0  | 1-1  | 1-1  | 1-1  |
| Mestre         | 2-1  | 1-0  | 1-1  | 3-2  | 0-1  | 1-1  | –––– | 0-0  | 4-3  | 0-0  | 1-0  | 1-2  | 1-2  | 0-4  | 0-1  | 1-1  | 2-1  | 0-0  |
| Padova         | 1-1  | 1-0  | 2-1  | 1-1  | 0-0  | 1-0  | 2-1  | –––– | 3-0  | 2-0  | 0-0  | 2-1  | 1-1  | 3-0  | 3-1  | 0-2  | 2-1  | 0-0  |
| Pordenone      | 0-0  | 1-1  | 0-0  | 0-3  | 2-0  | 2-2  | 2-2  | 1-2  | –––– | 2-1  | 4-3  | 1-1  | 4-0  | 0-1  | 3-1  | 4-2  | 2-4  | 3-2  |
| Ravenna        | 0-1  | 1-2  | 1-2  | 0-1  | 1-0  | 1-0  | 2-1  | 0-2  | 1-0  | –––– | 1-2  | 1-0  | 1-2  | 3-1  | 1-2  | 1-1  | 1-5  | 2-0  |
| Reggiana       | 4-1  | 0-0  | 1-0  | 1-2  | 0-0  | 3-2  | 0-4  | 1-1  | 1-0  | 3-0  | –––– | 2-1  | 0-2  | 1-0  | 2-1  | 2-1  | 2-0  | 1-0  |
| Renate         | 0-1  | 1-2  | 0-1  | 2-1  | 2-0  | 2-1  | 1-1  | 3-0  | 1-0  | 0-0  | 1-0  | –––– | 1-1  | 0-0  | 0-0  | 0-0  | 1-3  | 2-0  |
| Sambenedettese | 0-1  | 0-0  | 0-0  | 3-2  | 3-0  | 1-1  | 0-2  | 0-1  | 1-1  | 2-1  | 0-0  | 2-0  | –––– | 3-1  | 0-1  | 2-0  | 1-1  | 2-1  |
| Santarcangelo  | 1-0  | 0-3  | 1-1  | 1-2  | 1-5  | 1-0  | 2-1  | 1-3  | 0-1  | 1-1  | 1-1  | 0-1  | 0-1  | –––– | 1-0  | 2-2  | 2-2  | 2-1  |
| Südtirol       | 1-0  | 1-2  | 2-0  | 3-2  | 2-2  | 1-2  | 1-0  | 1-1  | 1-0  | 0-0  | 1-1  | 0-0  | 1-1  | 5-0  | –––– | 1-0  | 2-1  | 1-0  |
| Teramo         | 0-0  | 1-4  | 2-1  | 0-0  | 0-0  | 1-2  | 2-0  | 2-1  | 0-1  | 3-2  | 3-3  | 1-1  | 0-2  | 0-0  | 0-0  | –––– | 1-0  | 1-2  |
| Triestina      | 2-1  | 0-0  | 0-1  | 2-1  | 3-0  | 3-1  | 0-0  | 1-0  | 1-1  | 1-1  | 1-1  | 0-1  | 1-1  | 1-1  | 1-1  | 1-1  | –––– | 0-0  |
| Vicenza        | 1-1  | 2-2  | 2-1  | 1-1  | 1-1  | 3-0  | 0-2  | 0-1  | 1-1  | 0-2  | 0-1  | 1-1  | 2-1  | 1-2  | 0-1  | 1-0  | 1-3  | –––– |

#### Calendario
| andata (1ª) | andata (1ª)                          | 1ª giornata             | ritorno (20ª) | ritorno (20ª) |
|             |                                      |                         |               |               |
| 27 ago.     | 1-0                                  | Fano-Bassano Virtus     | 0-1           | 22 dic.       |
| 27 ago.     | 1-1                                  | Mestre-Teramo           | 0-2           | 22 dic.       |
| 27 ago.     | 1-0                                  | Ravenna-Fermana         | 0-0           | 22 dic.       |
| 27 ago.     | 1-2                                  | Reggiana-Feralpisalò    | 2-3           | 22 dic.       |
| 27 ago.     | 3-0                                  | Renate-Padova           | 1-2           | 22 dic.       |
| 27 ago.     | 0-1                                  | Santarcangelo-Pordenone | 1-0           | 22 dic.       |
| 27 ago.     | 1-0                                  | Südtirol-AlbinoLeffe    | 1-1           | 22 dic.       |
| 27 ago.     | 3-0                                  | Vicenza-Gubbio          | 1-1           | 22 dic.       |
| 27 ago.     | Riposano: Sambenedettese e Triestina |                         |               | 22 dic.       |

| andata (2ª) | andata (2ª)                | 2ª giornata            | ritorno (21ª) | ritorno (21ª) |
|             |                            |                        |               |               |
| 3 set.      | 1-3                        | AlbinoLeffe-Mestre     | 1-2           | 29 dic.       |
| 3 set.      | 2-1                        | Bassano Virtus-Ravenna | 2-1           | 29 dic.       |
| 3 set.      | 0-1                        | Feralpisalò-Renate     | 1-2           | 29 dic.       |
| 20 set.     | 2-0                        | Fermana-Sambenedettese | 0-3           | 29 dic.       |
| 3 set.      | 1-2                        | Gubbio-Santarcangelo   | 0-1           | 29 dic.       |
| 3 set.      | 2-1                        | Padova-Fano            | 1-1           | 29 dic.       |
| 3 set.      | 3-1                        | Pordenone-Südtirol     | 0-1           | 14 feb.       |
| 3 set.      | 1-1                        | Triestina-Reggiana     | 0-2           | 29 dic.       |
| 3 set.      | Riposano: Teramo e Vicenza |                        |               | 29 dic.       |

| andata (1ª) | andata (1ª)                          | 1ª giornata             | ritorno (20ª) | ritorno (20ª) |
|             |                                      |                         |               |               |
| 27 ago.     | 1-0                                  | Fano-Bassano Virtus     | 0-1           | 22 dic.       |
| 27 ago.     | 1-1                                  | Mestre-Teramo           | 0-2           | 22 dic.       |
| 27 ago.     | 1-0                                  | Ravenna-Fermana         | 0-0           | 22 dic.       |
| 27 ago.     | 1-2                                  | Reggiana-Feralpisalò    | 2-3           | 22 dic.       |
| 27 ago.     | 3-0                                  | Renate-Padova           | 1-2           | 22 dic.       |
| 27 ago.     | 0-1                                  | Santarcangelo-Pordenone | 1-0           | 22 dic.       |
| 27 ago.     | 1-0                                  | Südtirol-AlbinoLeffe    | 1-1           | 22 dic.       |
| 27 ago.     | 3-0                                  | Vicenza-Gubbio          | 1-1           | 22 dic.       |
| 27 ago.     | Riposano: Sambenedettese e Triestina |                         |               | 22 dic.       |

| andata (2ª) | andata (2ª)                | 2ª giornata            | ritorno (21ª) | ritorno (21ª) |
|             |                            |                        |               |               |
| 3 set.      | 1-3                        | AlbinoLeffe-Mestre     | 1-2           | 29 dic.       |
| 3 set.      | 2-1                        | Bassano Virtus-Ravenna | 2-1           | 29 dic.       |
| 3 set.      | 0-1                        | Feralpisalò-Renate     | 1-2           | 29 dic.       |
| 20 set.     | 2-0                        | Fermana-Sambenedettese | 0-3           | 29 dic.       |
| 3 set.      | 1-2                        | Gubbio-Santarcangelo   | 0-1           | 29 dic.       |
| 3 set.      | 2-1                        | Padova-Fano            | 1-1           | 29 dic.       |
| 3 set.      | 3-1                        | Pordenone-Südtirol     | 0-1           | 14 feb.       |
| 3 set.      | 1-1                        | Triestina-Reggiana     | 0-2           | 29 dic.       |
| 3 set.      | Riposano: Teramo e Vicenza |                        |               | 29 dic.       |

| andata (3ª) | andata (3ª)                 | 3ª giornata                  | ritorno (22ª) | ritorno (22ª) |
|             |                             |                              |               |               |
| 10 set.     | 0-1                         | Fano-Pordenone               | 0-0           | 20 gen.       |
| 10 set.     | 1-1                         | Mestre-Gubbio                | 3-1           | 20 gen.       |
| 10 set.     | 1-5                         | Ravenna-Triestina            | 1-1           | 20 gen.       |
| 10 set.     | 0-1                         | Renate-AlbinoLeffe           | 0-2           | 22 gen.       |
| 10 set.     | 3-2                         | Sambenedettese-Feralpisalò   | 0-1           | 20 gen.       |
| 10 set.     | 0-3                         | Santarcangelo-Bassano Virtus | 1-3           | 20 gen.       |
| 10 set.     | 2-2                         | Südtirol-Fermana             | 1-0           | 20 gen.       |
| 10 set.     | 1-0                         | Vicenza-Teramo               | 2-1           | 20 gen.       |
| 10 set.     | Riposano: Padova e Reggiana |                              |               | 20 gen.       |

| andata (4ª) | andata (4ª)                 | 4ª giornata               | ritorno (23ª) | ritorno (23ª) |
|             |                             |                           |               |               |
| 17 set.     | 3-1                         | AlbinoLeffe-Santarcangelo | 0-1           | 27 gen.       |
| 17 set.     | 2-2                         | Bassano Virtus-Pordenone  | 1-1           | 27 gen.       |
| 17 set.     | 2-1                         | Feralpisalò-Fano          | 1-1           | 27 gen.       |
| 17 set.     | 1-0                         | Fermana-Mestre            | 1-0           | 27 gen.       |
| 17 set.     | 0-2                         | Gubbio-Sambenedettese     | 1-1           | 27 gen.       |
| 18 set.     | 0-0                         | Padova-Vicenza            | 1-0           | 27 gen.       |
| 17 set.     | 3-2                         | Teramo-Ravenna            | 1-1           | 27 gen.       |
| 17 set.     | 1-1                         | Triestina-Südtirol        | 1-2           | 27 gen.       |
| 17 set.     | Riposano: Reggiana e Renate |                           |               | 27 gen.       |

| andata (3ª) | andata (3ª)                 | 3ª giornata                  | ritorno (22ª) | ritorno (22ª) |
|             |                             |                              |               |               |
| 10 set.     | 0-1                         | Fano-Pordenone               | 0-0           | 20 gen.       |
| 10 set.     | 1-1                         | Mestre-Gubbio                | 3-1           | 20 gen.       |
| 10 set.     | 1-5                         | Ravenna-Triestina            | 1-1           | 20 gen.       |
| 10 set.     | 0-1                         | Renate-AlbinoLeffe           | 0-2           | 22 gen.       |
| 10 set.     | 3-2                         | Sambenedettese-Feralpisalò   | 0-1           | 20 gen.       |
| 10 set.     | 0-3                         | Santarcangelo-Bassano Virtus | 1-3           | 20 gen.       |
| 10 set.     | 2-2                         | Südtirol-Fermana             | 1-0           | 20 gen.       |
| 10 set.     | 1-0                         | Vicenza-Teramo               | 2-1           | 20 gen.       |
| 10 set.     | Riposano: Padova e Reggiana |                              |               | 20 gen.       |

| andata (4ª) | andata (4ª)                 | 4ª giornata               | ritorno (23ª) | ritorno (23ª) |
|             |                             |                           |               |               |
| 17 set.     | 3-1                         | AlbinoLeffe-Santarcangelo | 0-1           | 27 gen.       |
| 17 set.     | 2-2                         | Bassano Virtus-Pordenone  | 1-1           | 27 gen.       |
| 17 set.     | 2-1                         | Feralpisalò-Fano          | 1-1           | 27 gen.       |
| 17 set.     | 1-0                         | Fermana-Mestre            | 1-0           | 27 gen.       |
| 17 set.     | 0-2                         | Gubbio-Sambenedettese     | 1-1           | 27 gen.       |
| 18 set.     | 0-0                         | Padova-Vicenza            | 1-0           | 27 gen.       |
| 17 set.     | 3-2                         | Teramo-Ravenna            | 1-1           | 27 gen.       |
| 17 set.     | 1-1                         | Triestina-Südtirol        | 1-2           | 27 gen.       |
| 17 set.     | Riposano: Reggiana e Renate |                           |               | 27 gen.       |

| andata (5ª) | andata (5ª)              | 5ª giornata             | ritorno (24ª) | ritorno (24ª) |
|             |                          |                         |               |               |
| 24 set.     | 2-1                      | AlbinoLeffe-Gubbio      | 2-2           | 3 feb.        |
| 24 set.     | 2-1                      | Mestre-Triestina        | 0-0           | 5 feb.        |
| 24 set.     | 4-2                      | Pordenone-Teramo        | 1-0           | 3 feb.        |
| 24 set.     | 1-0                      | Renate-Reggiana         | 1-2           | 3 feb.        |
| 24 set.     | 0-1                      | Sambenedettese-Padova   | 1-1           | 3 feb.        |
| 24 set.     | 1-5                      | Santarcangelo-Fermana   | 1-1           | 3 feb.        |
| 24 set.     | 1-2                      | Südtirol-Bassano Virtus | 0-1           | 3 feb.        |
| 24 set.     | 1-1                      | Vicenza-Feralpisalò     | 3-1           | 3 feb.        |
| 24 set.     | Riposano: Fano e Ravenna |                         |               | 3 feb.        |

| andata (6ª) | andata (6ª)                | 6ª giornata                | ritorno (25ª) | ritorno (25ª) |
|             |                            |                            |               |               |
| 1º ott.     | 1-0                        | Bassano Virtus-AlbinoLeffe | 0-0           | 10 feb.       |
| 1º ott.     | 0-1                        | Fano-Ravenna               | 2-1           | 10 feb.       |
| 2 ott.      | 0-0                        | Feralpisalò-Pordenone      | 3-0           | 10 feb.       |
| 1º ott.     | 1-0                        | Gubbio-Südtirol            | 2-1           | 10 feb.       |
| 1º ott.     | 3-0                        | Padova-Santarcangelo       | 3-1           | 10 feb.       |
| 30 set.     | 0-2                        | Reggiana-Sambenedettese    | 0-0           | 10 feb.       |
| 1º ott.     | 0-0                        | Teramo-Fermana             | 2-4           | 10 feb.       |
| 1º ott.     | 0-1                        | Triestina-Renate           | 3-1           | 10 feb.       |
| 1º ott.     | Riposano: Mestre e Vicenza |                            |               | 10 feb.       |

| andata (5ª) | andata (5ª)              | 5ª giornata             | ritorno (24ª) | ritorno (24ª) |
|             |                          |                         |               |               |
| 24 set.     | 2-1                      | AlbinoLeffe-Gubbio      | 2-2           | 3 feb.        |
| 24 set.     | 2-1                      | Mestre-Triestina        | 0-0           | 5 feb.        |
| 24 set.     | 4-2                      | Pordenone-Teramo        | 1-0           | 3 feb.        |
| 24 set.     | 1-0                      | Renate-Reggiana         | 1-2           | 3 feb.        |
| 24 set.     | 0-1                      | Sambenedettese-Padova   | 1-1           | 3 feb.        |
| 24 set.     | 1-5                      | Santarcangelo-Fermana   | 1-1           | 3 feb.        |
| 24 set.     | 1-2                      | Südtirol-Bassano Virtus | 0-1           | 3 feb.        |
| 24 set.     | 1-1                      | Vicenza-Feralpisalò     | 3-1           | 3 feb.        |
| 24 set.     | Riposano: Fano e Ravenna |                         |               | 3 feb.        |

| andata (6ª) | andata (6ª)                | 6ª giornata                | ritorno (25ª) | ritorno (25ª) |
|             |                            |                            |               |               |
| 1º ott.     | 1-0                        | Bassano Virtus-AlbinoLeffe | 0-0           | 10 feb.       |
| 1º ott.     | 0-1                        | Fano-Ravenna               | 2-1           | 10 feb.       |
| 2 ott.      | 0-0                        | Feralpisalò-Pordenone      | 3-0           | 10 feb.       |
| 1º ott.     | 1-0                        | Gubbio-Südtirol            | 2-1           | 10 feb.       |
| 1º ott.     | 3-0                        | Padova-Santarcangelo       | 3-1           | 10 feb.       |
| 30 set.     | 0-2                        | Reggiana-Sambenedettese    | 0-0           | 10 feb.       |
| 1º ott.     | 0-0                        | Teramo-Fermana             | 2-4           | 10 feb.       |
| 1º ott.     | 0-1                        | Triestina-Renate           | 3-1           | 10 feb.       |
| 1º ott.     | Riposano: Mestre e Vicenza |                            |               | 10 feb.       |

| andata (7ª) | andata (7ª)                 | 7ª giornata            | ritorno (26ª) | ritorno (26ª) |
|             |                             |                        |               |               |
| 4 ott.      | 0-0                         | AlbinoLeffe-Triestina  | 1-2           | 17 feb.       |
| 4 ott.      | 0-1                         | Fermana-Bassano Virtus | 0-4           | 17 feb.       |
| 4 ott.      | 1-2                         | Mestre-Sambenedettese  | 2-0           | 16 feb.       |
| 5 ott.      | 2-2                         | Pordenone-Gubbio       | 3-2           | 18 feb.       |
| 4 ott.      | 0-2                         | Ravenna-Padova         | 0-2           | 17 feb.       |
| 4 ott.      | 1-1                         | Santarcangelo-Reggiana | 0-1           | 17 feb.       |
| 5 ott.      | 0-0                         | Teramo-Feralpisalò     | 1-1           | 17 feb.       |
| 4 ott.      | 2-1                         | Vicenza-Fano           | 1-0           | 17 feb.       |
| 4 ott.      | Riposano: Renate e Südtirol |                        |               | 17 feb.       |

| andata (8ª) | andata (8ª) | 8ª giornata                    | ritorno (27ª) | ritorno (27ª) |
|             |             |                                |               |               |
| 8 ott.      | 1-1         | Bassano Virtus-Teramo          | 4-1           | 24 feb.       |
| 8 ott.      | 2-2         | Fano-Renate                    | 1-0           | 24 feb.       |
| 8 ott.      | 0-0         | Feralpisalò-Mestre             | 2-3           | 24 feb.       |
| 8 ott.      | 3-1         | Padova-Südtirol                | 1-1           | 24 feb.       |
| 8 ott.      | 2-1         | Pordenone-Ravenna              | 0-1           | 26 feb.       |
| 9 ott.      | 1-0         | Reggiana-Vicenza               | 1-0           | 23 feb.       |
| 8 ott.      | 3-1         | Sambenedettese-Santarcangelo   | 1-0           | 24 feb.       |
| 9 ott.      | 3-0         | Triestina-Fermana              | 0-0           | 24 feb.       |
|             |             | Riposano: AlbinoLeffe e Gubbio |               | 24 feb.       |

| andata (7ª) | andata (7ª)                 | 7ª giornata            | ritorno (26ª) | ritorno (26ª) |
|             |                             |                        |               |               |
| 4 ott.      | 0-0                         | AlbinoLeffe-Triestina  | 1-2           | 17 feb.       |
| 4 ott.      | 0-1                         | Fermana-Bassano Virtus | 0-4           | 17 feb.       |
| 4 ott.      | 1-2                         | Mestre-Sambenedettese  | 2-0           | 16 feb.       |
| 5 ott.      | 2-2                         | Pordenone-Gubbio       | 3-2           | 18 feb.       |
| 4 ott.      | 0-2                         | Ravenna-Padova         | 0-2           | 17 feb.       |
| 4 ott.      | 1-1                         | Santarcangelo-Reggiana | 0-1           | 17 feb.       |
| 5 ott.      | 0-0                         | Teramo-Feralpisalò     | 1-1           | 17 feb.       |
| 4 ott.      | 2-1                         | Vicenza-Fano           | 1-0           | 17 feb.       |
| 4 ott.      | Riposano: Renate e Südtirol |                        |               | 17 feb.       |

| andata (8ª) | andata (8ª) | 8ª giornata                    | ritorno (27ª) | ritorno (27ª) |
|             |             |                                |               |               |
| 8 ott.      | 1-1         | Bassano Virtus-Teramo          | 4-1           | 24 feb.       |
| 8 ott.      | 2-2         | Fano-Renate                    | 1-0           | 24 feb.       |
| 8 ott.      | 0-0         | Feralpisalò-Mestre             | 2-3           | 24 feb.       |
| 8 ott.      | 3-1         | Padova-Südtirol                | 1-1           | 24 feb.       |
| 8 ott.      | 2-1         | Pordenone-Ravenna              | 0-1           | 26 feb.       |
| 9 ott.      | 1-0         | Reggiana-Vicenza               | 1-0           | 23 feb.       |
| 8 ott.      | 3-1         | Sambenedettese-Santarcangelo   | 1-0           | 24 feb.       |
| 9 ott.      | 3-0         | Triestina-Fermana              | 0-0           | 24 feb.       |
|             |             | Riposano: AlbinoLeffe e Gubbio |               | 24 feb.       |

| andata (9ª) | andata (9ª) | 9ª giornata              | ritorno (28ª) | ritorno (28ª) |
|             |             |                          |               |               |
| 15 ott.     | 1-1         | AlbinoLeffe-Pordenone    | 0-0           | 3 mar.        |
| 15 ott.     | 1-1         | Bassano Virtus-Triestina | 0-0           | 2 mar.        |
| 15 ott.     | 0-0         | Fermana-Vicenza          | 1-1           | 4 apr.        |
| 15 ott.     | 3-2         | Gubbio-Fano              | 1-0           | 4 apr.        |
| 15 ott.     | 1-0         | Mestre-Reggiana          | 4-0           | 11 apr.       |
| 15 ott.     | 0-1         | Ravenna-Feralpisalò      | 1-0           | 4 apr.        |
| 15 ott.     | 1-1         | Renate-Sambenedettese    | 0-2           | 3 mar.        |
| 15 ott.     | 5-0         | Südtirol-Santarcangelo   | 0-1           | 12 apr.       |
| 14 ott.     | 2-1         | Teramo-Padova            | 2-0           | 3 mar.        |

| andata (10ª) | andata (10ª) | 10ª giornata                    | ritorno (29ª) | ritorno (29ª) |
|              |              |                                 |               |               |
| 22 ott.      | 2-1          | Feralpisalò-Gubbio              | 1-0           | 11 mar.       |
| 20 ott.      | 1-0          | Padova-Bassano Virtus           | 2-1           | 12 mar.       |
| 22 ott.      | 2-2          | Pordenone-Mestre                | 3-4           | 11 mar.       |
| 22 ott.      | 0-1          | Ravenna-AlbinoLeffe             | 1-0           | 11 mar.       |
| 22 ott.      | 0-0          | Reggiana-Fermana                | 2-2           | 11 mar.       |
| 22 ott.      | 0-0          | Renate-Südtirol                 | 0-0           | 11 mar.       |
| 22 ott.      | 2-2          | Santarcangelo-Teramo            | 0-0           | 11 mar.       |
| 23 ott.      | 1-3          | Vicenza-Triestina               | 0-0           | 11 mar.       |
|              |              | Riposano: Fano e Sambenedettese |               | 11 mar.       |

| andata (9ª) | andata (9ª) | 9ª giornata              | ritorno (28ª) | ritorno (28ª) |
|             |             |                          |               |               |
| 15 ott.     | 1-1         | AlbinoLeffe-Pordenone    | 0-0           | 3 mar.        |
| 15 ott.     | 1-1         | Bassano Virtus-Triestina | 0-0           | 2 mar.        |
| 15 ott.     | 0-0         | Fermana-Vicenza          | 1-1           | 4 apr.        |
| 15 ott.     | 3-2         | Gubbio-Fano              | 1-0           | 4 apr.        |
| 15 ott.     | 1-0         | Mestre-Reggiana          | 4-0           | 11 apr.       |
| 15 ott.     | 0-1         | Ravenna-Feralpisalò      | 1-0           | 4 apr.        |
| 15 ott.     | 1-1         | Renate-Sambenedettese    | 0-2           | 3 mar.        |
| 15 ott.     | 5-0         | Südtirol-Santarcangelo   | 0-1           | 12 apr.       |
| 14 ott.     | 2-1         | Teramo-Padova            | 2-0           | 3 mar.        |

| andata (10ª) | andata (10ª) | 10ª giornata                    | ritorno (29ª) | ritorno (29ª) |
|              |              |                                 |               |               |
| 22 ott.      | 2-1          | Feralpisalò-Gubbio              | 1-0           | 11 mar.       |
| 20 ott.      | 1-0          | Padova-Bassano Virtus           | 2-1           | 12 mar.       |
| 22 ott.      | 2-2          | Pordenone-Mestre                | 3-4           | 11 mar.       |
| 22 ott.      | 0-1          | Ravenna-AlbinoLeffe             | 1-0           | 11 mar.       |
| 22 ott.      | 0-0          | Reggiana-Fermana                | 2-2           | 11 mar.       |
| 22 ott.      | 0-0          | Renate-Südtirol                 | 0-0           | 11 mar.       |
| 22 ott.      | 2-2          | Santarcangelo-Teramo            | 0-0           | 11 mar.       |
| 23 ott.      | 1-3          | Vicenza-Triestina               | 0-0           | 11 mar.       |
|              |              | Riposano: Fano e Sambenedettese |               | 11 mar.       |

| andata (11ª) | andata (11ª) | 11ª giornata                   | ritorno (30ª) | ritorno (30ª) |
|              |              |                                |               |               |
| 29 ott.      | 1-1          | AlbinoLeffe-Teramo             | 0-0           | 18 mar.       |
| 29 ott.      | 0-2          | Bassano Virtus-Renate          | 2-1           | 18 mar.       |
| 29 ott.      | 0-0          | Fermana-Pordenone              | 0-2           | 18 mar.       |
| 29 ott.      | 1-0          | Gubbio-Reggiana                | 2-3           | 18 mar.       |
| 29 ott.      | 0-0          | Mestre-Ravenna                 | 1-2           | 18 mar.       |
| 29 ott.      | 0-0          | Sambenedettese-Fano            | 1-1           | 18 mar.       |
| 29 ott.      | 1-0          | Südtirol-Vicenza               | 1-0           | 16 mar.       |
| 28 ott.      | 1-1          | Triestina-Santarcangelo        | 2-2           | 18 mar.       |
|              |              | Riposano: Feralpisalò e Padova |               |               |

| andata (12ª) | andata (12ª)                      | 12ª giornata           | ritorno (31ª) | ritorno (31ª) |
|              |                                   |                        |               |               |
| 5 nov.       | 2-2                               | Feralpisalò-Padova     | 1-1           | 21 mar.       |
| 5 nov.       | 0-3                               | Fermana-AlbinoLeffe    | 0-1           | 21 mar.       |
| 5 nov.       | 1-0                               | Mestre-Bassano Virtus  | 2-0           | 21 mar.       |
| 5 nov.       | 2-4                               | Pordenone-Triestina    | 1-1           | 21 mar.       |
| 3 nov.       | 1-0                               | Reggiana-Fano          | 0-0           | 21 mar.       |
| 5 nov.       | 2-1                               | Renate-Gubbio          | 2-2           | 21 mar.       |
| 5 nov.       | 0-0                               | Teramo-Südtirol        | 0-1           | 21 mar.       |
| 5 nov.       | 2-1                               | Vicenza-Sambenedettese | 1-2           | 21 mar.       |
| 5 nov.       | Riposano: Ravenna e Santarcangelo |                        |               | 21 mar.       |

| andata (11ª) | andata (11ª) | 11ª giornata                   | ritorno (30ª) | ritorno (30ª) |
|              |              |                                |               |               |
| 29 ott.      | 1-1          | AlbinoLeffe-Teramo             | 0-0           | 18 mar.       |
| 29 ott.      | 0-2          | Bassano Virtus-Renate          | 2-1           | 18 mar.       |
| 29 ott.      | 0-0          | Fermana-Pordenone              | 0-2           | 18 mar.       |
| 29 ott.      | 1-0          | Gubbio-Reggiana                | 2-3           | 18 mar.       |
| 29 ott.      | 0-0          | Mestre-Ravenna                 | 1-2           | 18 mar.       |
| 29 ott.      | 0-0          | Sambenedettese-Fano            | 1-1           | 18 mar.       |
| 29 ott.      | 1-0          | Südtirol-Vicenza               | 1-0           | 16 mar.       |
| 28 ott.      | 1-1          | Triestina-Santarcangelo        | 2-2           | 18 mar.       |
|              |              | Riposano: Feralpisalò e Padova |               |               |

| andata (12ª) | andata (12ª)                      | 12ª giornata           | ritorno (31ª) | ritorno (31ª) |
|              |                                   |                        |               |               |
| 5 nov.       | 2-2                               | Feralpisalò-Padova     | 1-1           | 21 mar.       |
| 5 nov.       | 0-3                               | Fermana-AlbinoLeffe    | 0-1           | 21 mar.       |
| 5 nov.       | 1-0                               | Mestre-Bassano Virtus  | 2-0           | 21 mar.       |
| 5 nov.       | 2-4                               | Pordenone-Triestina    | 1-1           | 21 mar.       |
| 3 nov.       | 1-0                               | Reggiana-Fano          | 0-0           | 21 mar.       |
| 5 nov.       | 2-1                               | Renate-Gubbio          | 2-2           | 21 mar.       |
| 5 nov.       | 0-0                               | Teramo-Südtirol        | 0-1           | 21 mar.       |
| 5 nov.       | 2-1                               | Vicenza-Sambenedettese | 1-2           | 21 mar.       |
| 5 nov.       | Riposano: Ravenna e Santarcangelo |                        |               | 21 mar.       |

| andata (13ª) | andata (13ª)                           | 13ª giornata            | ritorno (32ª) | ritorno (32ª) |
|              |                                        |                         |               |               |
| 8 nov.       | 1-1                                    | Fano-Santarcangelo      | 1-1           | 25 mar.       |
| 8 nov.       | 1-2                                    | Feralpisalò-Fermana     | 1-1           | 25 mar.       |
| 8 nov.       | 0-1                                    | Gubbio-Ravenna          | 0-1           | 25 mar.       |
| 8 nov.       | 2-1                                    | Padova-Mestre           | 0-0           | 25 mar.       |
| 8 nov.       | 1-0                                    | Reggiana-Pordenone      | 3-4           | 25 mar.       |
| 8 nov.       | 0-1                                    | Sambenedettese-Südtirol | 1-1           | 25 mar.       |
| 8 nov.       | 1-1                                    | Triestina-Teramo        | 0-1           | 25 mar.       |
| 8 nov.       | 1-1                                    | Vicenza-Renate          | 0-2           | 25 mar.       |
| 8 nov.       | Riposano: AlbinoLeffe e Bassano Virtus |                         |               | 25 mar.       |

| andata (14ª) | andata (14ª)                  | 14ª giornata               | ritorno (33ª) | ritorno (33ª) |
|              |                               |                            |               |               |
| 12 nov.      | 2-0                           | AlbinoLeffe-Fano           | 0-2           | 31 mar.       |
| 12 nov.      | 1-2                           | Bassano Virtus-Feralpisalò | 1-2           | 31 mar.       |
| 12 nov.      | 1-2                           | Mestre-Renate              | 1-1           | 31 mar.       |
| 12 nov.      | 1-2                           | Pordenone-Padova           | 0-3           | 31 mar.       |
| 12 nov.      | 1-2                           | Ravenna-Sambenedettese     | 1-2           | 31 mar.       |
| 13 nov.      | 2-1                           | Santarcangelo-Vicenza      | 2-1           | 31 mar.       |
| 12 nov.      | 1-1                           | Südtirol-Reggiana          | 1-2           | 2 apr.        |
| 12 nov.      | 1-2                           | Teramo-Gubbio              | 1-1           | 31 mar.       |
| 12 nov.      | Riposano: Fermana e Triestina |                            |               |               |

| andata (13ª) | andata (13ª)                           | 13ª giornata            | ritorno (32ª) | ritorno (32ª) |
|              |                                        |                         |               |               |
| 8 nov.       | 1-1                                    | Fano-Santarcangelo      | 1-1           | 25 mar.       |
| 8 nov.       | 1-2                                    | Feralpisalò-Fermana     | 1-1           | 25 mar.       |
| 8 nov.       | 0-1                                    | Gubbio-Ravenna          | 0-1           | 25 mar.       |
| 8 nov.       | 2-1                                    | Padova-Mestre           | 0-0           | 25 mar.       |
| 8 nov.       | 1-0                                    | Reggiana-Pordenone      | 3-4           | 25 mar.       |
| 8 nov.       | 0-1                                    | Sambenedettese-Südtirol | 1-1           | 25 mar.       |
| 8 nov.       | 1-1                                    | Triestina-Teramo        | 0-1           | 25 mar.       |
| 8 nov.       | 1-1                                    | Vicenza-Renate          | 0-2           | 25 mar.       |
| 8 nov.       | Riposano: AlbinoLeffe e Bassano Virtus |                         |               | 25 mar.       |

| andata (14ª) | andata (14ª)                  | 14ª giornata               | ritorno (33ª) | ritorno (33ª) |
|              |                               |                            |               |               |
| 12 nov.      | 2-0                           | AlbinoLeffe-Fano           | 0-2           | 31 mar.       |
| 12 nov.      | 1-2                           | Bassano Virtus-Feralpisalò | 1-2           | 31 mar.       |
| 12 nov.      | 1-2                           | Mestre-Renate              | 1-1           | 31 mar.       |
| 12 nov.      | 1-2                           | Pordenone-Padova           | 0-3           | 31 mar.       |
| 12 nov.      | 1-2                           | Ravenna-Sambenedettese     | 1-2           | 31 mar.       |
| 13 nov.      | 2-1                           | Santarcangelo-Vicenza      | 2-1           | 31 mar.       |
| 12 nov.      | 1-1                           | Südtirol-Reggiana          | 1-2           | 2 apr.        |
| 12 nov.      | 1-2                           | Teramo-Gubbio              | 1-1           | 31 mar.       |
| 12 nov.      | Riposano: Fermana e Triestina |                            |               |               |

| andata (15ª) | andata (15ª)                        | 15ª giornata                  | ritorno (34ª) | ritorno (34ª) |
|              |                                     |                               |               |               |
| 19 nov.      | 0-1                                 | Fano-Südtirol                 | 0-2           | 8 apr.        |
| 19 nov.      | 1-2                                 | Feralpisalò-AlbinoLeffe       | 1-3           | 8 apr.        |
| 19 nov.      | 0-0                                 | Gubbio-Fermana                | 0-1           | 8 apr.        |
| 17 nov.      | 2-1                                 | Padova-Triestina              | 0-1           | 8 apr.        |
| 19 nov.      | 3-0                                 | Reggiana-Ravenna              | 2-1           | 8 apr.        |
| 19 nov.      | 0-0                                 | Renate-Teramo                 | 1-1           | 8 apr.        |
| 19 nov.      | 0-0                                 | Sambenedettese-Bassano Virtus | 0-2           | 8 apr.        |
| 19 nov.      | 0-2                                 | Vicenza-Mestre                | 0-0           | 8 apr.        |
| 19 nov.      | Riposano: Pordenone e Santarcangelo |                               |               | 8 apr.        |

| andata (16ª) | andata (16ª)                 | 16ª giornata              | ritorno (35ª) | ritorno (35ª) |
|              |                              |                           |               |               |
| 25 nov.      | 1-2                          | AlbinoLeffe-Padova        | 1-1           | 15 apr.       |
| 26 nov.      | 0-1                          | Bassano Virtus-Reggiana   | 0-0           | 16 apr.       |
| 24 nov.      | 1-1                          | Mestre-Fano               | 0-1           | 15 apr.       |
| 24 nov.      | 3-2                          | Pordenone-Vicenza         | 1-1           | 15 apr.       |
| 26 nov.      | 1-0                          | Ravenna-Renate            | 0-0           | 15 apr.       |
| 26 nov.      | 1-2                          | Santarcangelo-Feralpisalò | 1-1           | 15 apr.       |
| 27 nov.      | 0-2                          | Teramo-Sambenedettese     | 0-2           | 15 apr.       |
| 26 nov.      | 3-1                          | Triestina-Gubbio          | 1-1           | 15 apr.       |
| 26 nov.      | Riposano: Fermana e Südtirol |                           |               | 15 apr.       |

| andata (15ª) | andata (15ª)                        | 15ª giornata                  | ritorno (34ª) | ritorno (34ª) |
|              |                                     |                               |               |               |
| 19 nov.      | 0-1                                 | Fano-Südtirol                 | 0-2           | 8 apr.        |
| 19 nov.      | 1-2                                 | Feralpisalò-AlbinoLeffe       | 1-3           | 8 apr.        |
| 19 nov.      | 0-0                                 | Gubbio-Fermana                | 0-1           | 8 apr.        |
| 17 nov.      | 2-1                                 | Padova-Triestina              | 0-1           | 8 apr.        |
| 19 nov.      | 3-0                                 | Reggiana-Ravenna              | 2-1           | 8 apr.        |
| 19 nov.      | 0-0                                 | Renate-Teramo                 | 1-1           | 8 apr.        |
| 19 nov.      | 0-0                                 | Sambenedettese-Bassano Virtus | 0-2           | 8 apr.        |
| 19 nov.      | 0-2                                 | Vicenza-Mestre                | 0-0           | 8 apr.        |
| 19 nov.      | Riposano: Pordenone e Santarcangelo |                               |               | 8 apr.        |

| andata (16ª) | andata (16ª)                 | 16ª giornata              | ritorno (35ª) | ritorno (35ª) |
|              |                              |                           |               |               |
| 25 nov.      | 1-2                          | AlbinoLeffe-Padova        | 1-1           | 15 apr.       |
| 26 nov.      | 0-1                          | Bassano Virtus-Reggiana   | 0-0           | 16 apr.       |
| 24 nov.      | 1-1                          | Mestre-Fano               | 0-1           | 15 apr.       |
| 24 nov.      | 3-2                          | Pordenone-Vicenza         | 1-1           | 15 apr.       |
| 26 nov.      | 1-0                          | Ravenna-Renate            | 0-0           | 15 apr.       |
| 26 nov.      | 1-2                          | Santarcangelo-Feralpisalò | 1-1           | 15 apr.       |
| 27 nov.      | 0-2                          | Teramo-Sambenedettese     | 0-2           | 15 apr.       |
| 26 nov.      | 3-1                          | Triestina-Gubbio          | 1-1           | 15 apr.       |
| 26 nov.      | Riposano: Fermana e Südtirol |                           |               | 15 apr.       |

| andata (17ª) | andata (17ª)              | 17ª giornata             | ritorno (36ª) | ritorno (36ª) |
|              |                           |                          |               |               |
| 2 dic.       | 1-0                       | Fano-Triestina           | 1-0           | 22 apr.       |
| 2 dic.       | 2-1                       | Feralpisalò-Südtirol     | 2-3           | 22 apr.       |
| 2 dic.       | 1-0                       | Gubbio-Bassano Virtus    | 1-0           | 22 apr.       |
| 4 dic.       | 0-0                       | Padova-Fermana           | 1-1           | 22 apr.       |
| 2 dic.       | 4-1                       | Reggiana-AlbinoLeffe     | 0-1           | 23 apr.       |
| 2 dic.       | 0-0                       | Renate-Santarcangelo     | 1-0           | 22 apr.       |
| 2 dic.       | 1-1                       | Sambenedettese-Pordenone | 0-4           | 22 apr.       |
| 2 dic.       | 0-2                       | Vicenza-Ravenna          | 0-2           | 22 apr.       |
| 2 dic.       | Riposano: Mestre e Teramo |                          |               | 22 apr.       |

| andata (18ª) | andata (18ª)                 | 18ª giornata               | ritorno (37ª) | ritorno (37ª) |
|              |                              |                            |               |               |
| 8 dic.       | 0-1                          | AlbinoLeffe-Sambenedettese | 1-0           | 29 apr.       |
| 9 dic.       | 0-1                          | Bassano Virtus-Vicenza     | 2-2           | 29 apr.       |
| 9 dic.       | 3-1                          | Fermana-Renate             | 0-2           | 29 apr.       |
| 9 dic.       | 0-0                          | Padova-Reggiana            | 1-1           | 29 apr.       |
| 9 dic.       | 2-1                          | Santarcangelo-Mestre       | 4-0           | 29 apr.       |
| 9 dic.       | 0-0                          | Südtirol-Ravenna           | 2-1           | 29 apr.       |
| 9 dic.       | 2-1                          | Teramo-Fano                | 0-0           | 29 apr.       |
| 9 dic.       | 2-1                          | Triestina-Feralpisalò      | 1-4           | 29 apr.       |
| 9 dic.       | Riposano: Gubbio e Pordenone |                            |               | 29 apr.       |

| andata (17ª) | andata (17ª)              | 17ª giornata             | ritorno (36ª) | ritorno (36ª) |
|              |                           |                          |               |               |
| 2 dic.       | 1-0                       | Fano-Triestina           | 1-0           | 22 apr.       |
| 2 dic.       | 2-1                       | Feralpisalò-Südtirol     | 2-3           | 22 apr.       |
| 2 dic.       | 1-0                       | Gubbio-Bassano Virtus    | 1-0           | 22 apr.       |
| 4 dic.       | 0-0                       | Padova-Fermana           | 1-1           | 22 apr.       |
| 2 dic.       | 4-1                       | Reggiana-AlbinoLeffe     | 0-1           | 23 apr.       |
| 2 dic.       | 0-0                       | Renate-Santarcangelo     | 1-0           | 22 apr.       |
| 2 dic.       | 1-1                       | Sambenedettese-Pordenone | 0-4           | 22 apr.       |
| 2 dic.       | 0-2                       | Vicenza-Ravenna          | 0-2           | 22 apr.       |
| 2 dic.       | Riposano: Mestre e Teramo |                          |               | 22 apr.       |

| andata (18ª) | andata (18ª)                 | 18ª giornata               | ritorno (37ª) | ritorno (37ª) |
|              |                              |                            |               |               |
| 8 dic.       | 0-1                          | AlbinoLeffe-Sambenedettese | 1-0           | 29 apr.       |
| 9 dic.       | 0-1                          | Bassano Virtus-Vicenza     | 2-2           | 29 apr.       |
| 9 dic.       | 3-1                          | Fermana-Renate             | 0-2           | 29 apr.       |
| 9 dic.       | 0-0                          | Padova-Reggiana            | 1-1           | 29 apr.       |
| 9 dic.       | 2-1                          | Santarcangelo-Mestre       | 4-0           | 29 apr.       |
| 9 dic.       | 0-0                          | Südtirol-Ravenna           | 2-1           | 29 apr.       |
| 9 dic.       | 2-1                          | Teramo-Fano                | 0-0           | 29 apr.       |
| 9 dic.       | 2-1                          | Triestina-Feralpisalò      | 1-4           | 29 apr.       |
| 9 dic.       | Riposano: Gubbio e Pordenone |                            |               | 29 apr.       |

| \| andata (19ª) \| andata (19ª) \| 19ª giornata \| ritorno (38ª) \| ritorno (38ª) \| \| \| \| \| \| \| \| 16 dic. \| 1-0 \| Fano-Fermana \| 1-0 \| 6 mag. \| \| 16 dic. \| 1-0 \| Gubbio-Padova \| 0-1 \| 6 mag. \| \| 16 dic. \| 0-1 \| Mestre-Südtirol \| 0-1 \| 6 mag. \| \| 16 dic. \| 3-1 \| Ravenna-Santarcangelo \| 1-1 \| 6 mag. \| \| 16 dic. \| 2-1 \| Reggiana-Teramo \| 3-3 \| 6 mag. \| \| 17 dic. \| 1-0 \| Renate-Pordenone \| 1-1 \| 6 mag. \| \| 16 dic. \| 1-1 \| Sambenedettese-Triestina \| 1-1 \| 6 mag. \| \| 16 dic. \| 1-1 \| Vicenza-AlbinoLeffe \| 0-2 \| 6 mag. \| \| 16 dic. \| Riposano: Bassano Virtus e Feralpisalò \| \| \| 6 mag. \| |                                        |                          |               |               |
| andata (19ª) | andata (19ª)                           | 19ª giornata             | ritorno (38ª) | ritorno (38ª) |
| |                                        |                          |               |               |
| 16 dic. | 1-0                                    | Fano-Fermana             | 1-0           | 6 mag.        |
| 16 dic. | 1-0                                    | Gubbio-Padova            | 0-1           | 6 mag.        |
| 16 dic. | 0-1                                    | Mestre-Südtirol          | 0-1           | 6 mag.        |
| 16 dic. | 3-1                                    | Ravenna-Santarcangelo    | 1-1           | 6 mag.        |
| 16 dic. | 2-1                                    | Reggiana-Teramo          | 3-3           | 6 mag.        |
| 17 dic. | 1-0                                    | Renate-Pordenone         | 1-1           | 6 mag.        |
| 16 dic. | 1-1                                    | Sambenedettese-Triestina | 1-1           | 6 mag.        |
| 16 dic. | 1-1                                    | Vicenza-AlbinoLeffe      | 0-2           | 6 mag.        |
| 16 dic. | Riposano: Bassano Virtus e Feralpisalò |                          |               | 6 mag.        |

| andata (19ª) | andata (19ª)                           | 19ª giornata             | ritorno (38ª) | ritorno (38ª) |
|              |                                        |                          |               |               |
| 16 dic.      | 1-0                                    | Fano-Fermana             | 1-0           | 6 mag.        |
| 16 dic.      | 1-0                                    | Gubbio-Padova            | 0-1           | 6 mag.        |
| 16 dic.      | 0-1                                    | Mestre-Südtirol          | 0-1           | 6 mag.        |
| 16 dic.      | 3-1                                    | Ravenna-Santarcangelo    | 1-1           | 6 mag.        |
| 16 dic.      | 2-1                                    | Reggiana-Teramo          | 3-3           | 6 mag.        |
| 17 dic.      | 1-0                                    | Renate-Pordenone         | 1-1           | 6 mag.        |
| 16 dic.      | 1-1                                    | Sambenedettese-Triestina | 1-1           | 6 mag.        |
| 16 dic.      | 1-1                                    | Vicenza-AlbinoLeffe      | 0-2           | 6 mag.        |
| 16 dic.      | Riposano: Bassano Virtus e Feralpisalò |                          |               | 6 mag.        |

### Spareggi

#### Play-off

##### Primo turno
|             | Risultati |                | Luogo e data            |
| ----------- | --------- | -------------- | ----------------------- |
| AlbinoLeffe | 2-2       | Mestre         | Bergamo, 11 maggio 2018 |
| Feralpisalò | 3-1       | Pordenone      | Salò, 11 maggio 2018    |
| Renate      | 0-2       | Bassano Virtus | Meda, 11 maggio 2018    |

##### Secondo turno
|             | Risultati |                | Luogo e data                       |
| ----------- | --------- | -------------- | ---------------------------------- |
| Reggiana    | 1-0       | Bassano Virtus | Reggio nell'Emilia, 15 maggio 2018 |
| AlbinoLeffe | 0-1       | Feralpisalò    | Bergamo, 15 maggio 2018            |

#### Play-out
| Vicenza       | 2-1 | Santarcangelo | Vicenza, 19 maggio 2018                  |  |  |  |  |
| Santarcangelo | 1-1 | Vicenza       | Santarcangelo di Romagna, 26 maggio 2018 |  |  |  |  |

### Statistiche

#### Squadre

##### Primati stagionali
Squadre
- Maggior numero di vittorie: Padova (17)
- Minor numero di vittorie: Teramo (6)
- Maggior numero di pareggi: Teramo (17)
- Minor numero di pareggi: Ravenna (7)
- Maggior numero di sconfitte: Gubbio (16)
- Minor numero di sconfitte: Padova (5)
- Miglior attacco: Feralpisalò (47 gol fatti)
- Peggior attacco: Fano (25 gol fatti)
- Miglior difesa: Padova (27 gol subiti)
- Peggior difesa: Santarcangelo (52 gol subiti)
- Miglior differenza reti: Padova (+17)
- Peggior differenza reti: Santarcangelo (−18)

Partite
- Partita con più reti: Mestre-Pordenone 4-3 e Pordenone-Reggiana 4-3 (7)
- Partita con maggiore scarto di gol: Südtirol-Santarcangelo 5-0 (5)
- Giornata con maggior numero di gol: 25 (5ª giornata)
- Giornata con minor numero di gol: 8 (11ª giornata)

#### Individuali

##### Classifica marcatori
| Gol | Rigori |  | Giocatore               | Squadra        |
| --- | ------ |  | ----------------------- | -------------- |
| 19  | 4      |  | Simone Guerra           | Feralpisalò    |
| 13  |        |  | Ettore Marchi           | Gubbio         |
| 13  | 2      |  | Rocco Costantino        | Südtirol       |
| 13  | 3      |  | Alessandro Capello      | Padova         |
| 11  |        |  | Dario Sottovia          | Mestre         |
| 11  | 1      |  | Cristian Altinier       | Reggiana       |
| 10  |        |  | Carmine De Sena         | Ravenna        |
| 10  |        |  | Antonio Bacio Terracino | Teramo         |
| 10  | 1      |  | Guido Gomez             | Renate         |
| 10  | 1      |  | Gianmarco Piccioni      | Santarcangelo  |
| 10  | 3      |  | Luca Miracoli           | Sambenedettese |

## Girone C

### Avvenimenti
Dopo sei anni di tentativi falliti seguenti la doppia retrocessione per illecito sportivo del 2012, il Lecce riesce a tornare in Serie B sconfiggendo in un bel duello un'altra squadra blasonata, il Catania. I play-off però riservano una grande sorpresa: il Cosenza, quinto classificato nel girone, riesce man mano a sconfiggere compagini meglio piazzate (come il Trapani terzo al primo turno di play-off nazionali, il Südtirol secondo classificato nel girone B in semifinale e il Siena secondo classificato nel girone A in finale) ed a tornare in Serie B dopo quindici anni.
Sul fondo, da subito spacciato il Akragas, che conclude la stagione a zero punti complice anche una pesante penalizzazione di quindici punti (dovuta a problemi finanziari che poi causeranno il fallimento del Gigante nell'estate seguente), mentre la Paganese riesce a salvarsi nuovamente sconfiggendo il Racing Fondi ai play-out e condannandolo alla Serie D dopo due anni. 

### Squadre partecipanti
| Club               | Stagione | Città                        | Stadio                                                                       | Stagione precedente              |
| ------------------ | -------- | ---------------------------- | ---------------------------------------------------------------------------- | -------------------------------- |
| Akragas            | dettagli | Agrigento                    | Stadio Esseneto Stadio Nicola De Simone (Siracusa) (dal 30 set. 2017)        | 16º posto in Lega Pro/C          |
| Bisceglie          | dettagli | Bisceglie (BT)               | Stadio Gustavo Ventura                                                       | 1º posto in Serie D/H, promosso  |
| Casertana          | dettagli | Caserta                      | Stadio Alberto Pinto                                                         | 9º posto in Lega Pro/C           |
| Catania            | dettagli | Catania                      | Stadio Angelo Massimino                                                      | 11º posto in Lega Pro/C          |
| Catanzaro          | dettagli | Catanzaro                    | Stadio Nicola Ceravolo                                                       | 18º posto in Lega Pro/C          |
| Cosenza            | dettagli | Cosenza                      | Stadio San Vito-Gigi Marulla                                                 | 7º posto in Lega Pro/C           |
| Fidelis Andria     | dettagli | Andria                       | Stadio degli Ulivi                                                           | 12º posto in Lega Pro/C          |
| Juve Stabia        | dettagli | Castellammare di Stabia (NA) | Stadio Alberto Pinto (Caserta) Stadio Romeo Menti (dal 28 ott. 2017)         | 4º posto in Lega Pro/C           |
| Lecce              | dettagli | Lecce                        | Stadio Via del Mare                                                          | 2º posto in Lega Pro/C           |
| Matera             | dettagli | Matera                       | Stadio XXI Settembre-Franco Salerno                                          | 3º posto in Lega Pro/C           |
| Monopoli           | dettagli | Monopoli (BA)                | Stadio Vito Simone Veneziani                                                 | 15º posto in Lega Pro/C          |
| Paganese           | dettagli | Pagani (SA)                  | Stadio Marcello Torre                                                        | 8º posto in Lega Pro/C           |
| Racing Fondi       | dettagli | Fondi (LT)                   | Stadio Domenico Purificato                                                   | 10º posto in Lega Pro/C          |
| Reggina            | dettagli | Reggio Calabria              | Stadio Oreste Granillo                                                       | 13º posto in Lega Pro/C          |
| Rende              | dettagli | Rende (CS)                   | Stadio Marco Lorenzon                                                        | 2º posto in Serie D/I, ripescato |
| Sicula Leonzio     | dettagli | Lentini (SR)                 | Stadio Angelo Massimino (Catania) Stadio Angelino Nobile (dall'11 mar. 2018) | 1º posto in Serie D/I, promosso  |
| Siracusa           | dettagli | Siracusa                     | Stadio Nicola De Simone                                                      | 6º posto in Lega Pro/C           |
| Trapani            | dettagli | Trapani                      | Stadio Polisportivo Provinciale (Erice)                                      | 19º posto in Serie B, retrocesso |
| Virtus Francavilla | dettagli | Francavilla Fontana (BR)     | Stadio Franco Fanuzzi (Brindisi)                                             | 5º posto in Lega Pro/C           |

### Allenatori e primatisti
| Squadra            | Allenatore | Giocatore più presente (tra parentesi il numero delle presenze) | Capocannoniere (tra parentesi il numero dei gol segnati) |
| ------------------ | --- | --------------------------------------------------------------- | -------------------------------------------------------- |
| Akragas            | Raffaele Di Napoli (1ª-29ª) Leo Criaco (30ª-38ª)                                                                   | Alessandro Vono, Francesco Salvemini (33)                       | Francesco Salvemini (8)                                  |
| Bisceglie          | Nunzio Zavettieri (1ª-24ª) Giuseppe Alberga (25ª-28ª) Gianfranco Mancini (29ª-38ª)                                 | Ivan Jovanović (36)                                             | Ivan Jovanović (8)                                       |
| Casertana          | Cristiano Scazzola (1ª-6ª) Luca D'Angelo (7ª-38ª e play-off)                                                       | Jan Polák (35)                                                  | Luis Alfageme (9)                                        |
| Catania            | Cristiano Lucarelli                                                                                                | Matteo Pisseri (36)                                             | Davis Curiale (15)                                       |
| Catanzaro          | Alessandro Erra (1ª-8ª) Davide Dionigi (9ª-28ª) Giuseppe Pancaro (29ª-38ª)                                         | Emanuele Nordi (33)                                             | Saveriano Infantino, Antonio Letizia (6)                 |
| Cosenza            | Gaetano Fontana (1ª-5ª) Piero Braglia (6ª-38ª e play-off)                                                          | Riccardo Idda (34)                                              | Mirko Bruccini, Gennaro Tutino (7)                       |
| Fidelis Andria     | Valeriano Loseto (1ª-14ª) Aldo Papagni (15ª-38ª)                                                                   | Riccardo Lattanzio (35)                                         | Riccardo Lattanzio, Michele Scaringella (8)              |
| Juve Stabia        | Ciro Ferrara e Fabio Caserta                                                                                       | Carlo Crialese (34)                                             | Simone Simeri (11)                                       |
| Lecce              | Roberto Rizzo (1ª-3ª) Primo Maragliulo (4ª) Fabio Liverani (5ª-38ª)                                                | Andrea Arrigoni (36)                                            | Matteo Di Piazza (10)                                    |
| Matera             | Gaetano Auteri | Giacomo Casoli (35)                                             | Giacomo Casoli (8)                                       |
| Monopoli           | Massimiliano Tangorra (1ª-20ª) Giuseppe Scienza (21ª-38ª e play-off)                                               | Giuseppe Genchi (35)                                            | Giuseppe Genchi (12)                                     |
| Paganese           | Salvatore Matrecano (1ª) Massimiliano Favo (2ª-27ª) Fabio De Sanzo (28ª-38ª e play-out)                            | Giovanni Della Corte (34)                                       | Christian Cesaretti, Francesco Scarpa (10)               |
| Racing Fondi       | Giuseppe Giannini (1ª-4ª) Antonello Mattei (5ª-23ª) Stefano Sanderra (24ª-33ª) Pasquale Luiso (34ª-38ª e play-out) | Entonjo Elezaj (36)                                             | Angelo Raffaele Nolé (6)                                 |
| Reggina            | Agenore Maurizi | Tommaso Cucchietti, Roberto Marino (34)                         | Andrea Bianchimano (9)                                   |
| Rende              | Bruno Trocini | Mohamed Laaribi, Francesco Vivacqua (34)                        | Riccardo Rossini, Domenico Franco (5)                    |
| Sicula Leonzio     | Pino Rigoli (1ª-17ª) Aimo Diana (18ª-38ª e play-off)                                                               | Tommaso Squillace (36)                                          | Mauro Bollino (10)                                       |
| Siracusa           | Paolo Bianco | Matteo Tomei, Vittorio Bernardo (33)                            | Emanuele Catania, Filippo Scardina (6)                   |
| Trapani            | Alessandro Calori                                                                                                  | Jacopo Furlan (35)                                              | Felice Evacuo, Jacopo Murano (10)                        |
| Virtus Francavilla | Gaetano D'Agostino                                                                                                 | Giuseppe Prestia (35)                                           | Andrea Saraniti (14)                                     |

### Classifica finale
|  | Pos. | Squadra             | Pt | G  | V  | N  | P  | GF | GS | DR  |
|  | ---- | ------------------- | -- | -- | -- | -- | -- | -- | -- | --- |
|  | 1.   | Lecce               | 74 | 36 | 21 | 11 | 4  | 53 | 30 | +23 |
|  | 2.   | Catania             | 70 | 36 | 21 | 7  | 8  | 65 | 31 | +34 |
|  | 3.   | Trapani             | 68 | 36 | 19 | 11 | 6  | 60 | 35 | +25 |
|  | 4.   | Juve Stabia         | 55 | 36 | 14 | 13 | 9  | 49 | 35 | +14 |
|  | 5.   | Cosenza             | 54 | 36 | 14 | 12 | 10 | 41 | 35 | +6  |
|  | 6.   | Monopoli            | 53 | 36 | 14 | 11 | 11 | 46 | 35 | +11 |
|  | 7.   | Casertana           | 50 | 36 | 13 | 11 | 12 | 37 | 32 | +5  |
|  | 8.   | Rende               | 50 | 36 | 14 | 8  | 14 | 31 | 35 | −4  |
|  | 9.   | Virtus Francavilla  | 46 | 36 | 10 | 16 | 10 | 35 | 43 | −8  |
|  | 10.  | Sicula Leonzio      | 46 | 36 | 11 | 13 | 12 | 37 | 37 | 0   |
|  | 11.  | Bisceglie           | 45 | 36 | 11 | 12 | 13 | 39 | 46 | −7  |
|  | 12.  | Matera (-13)        | 42 | 36 | 15 | 10 | 11 | 40 | 37 | +3  |
|  | 13.  | Siracusa (-10)      | 42 | 36 | 14 | 10 | 12 | 37 | 29 | +8  |
|  | 14.  | Catanzaro           | 42 | 36 | 11 | 9  | 16 | 35 | 45 | −10 |
|  | 15.  | Reggina             | 41 | 36 | 9  | 14 | 13 | 29 | 38 | −9  |
|  | 16.  | Fidelis Andria (-3) | 38 | 36 | 8  | 17 | 11 | 36 | 40 | −4  |
|  | 17.  | Paganese            | 33 | 36 | 7  | 12 | 17 | 36 | 56 | −20 |
|  | 18.  | Racing Fondi        | 30 | 36 | 7  | 9  | 20 | 33 | 52 | −19 |
|  | 19.  | Akragas (-15)       | 0  | 36 | 3  | 6  | 27 | 18 | 66 | −48 |

Legenda:
      Promosso in Serie B 2018-2019.
  Partecipa ai play-off o ai play-out.
      Retrocesso in Serie D 2018-2019.
Regolamento:
Tre punti a vittoria, uno a pareggio, zero a sconfitta.
La classifica finale viene determinata tenendo conto del punteggio in classifica e, in caso di parità di punteggio fra due o più squadre, mediante la compilazione di una classifica avulsa fra le squadre interessate tenendo conto nell'ordine:
- dei punti conseguiti negli incontri diretti;
- della differenza tra le reti segnate e quelle subite negli stessi incontri;
- della differenza fra reti segnate e subite negli incontri diretti fra le squadre interessate;
- della differenza fra reti segnate e subite nell'intero campionato;
- del maggior numero di reti segnate nell'intero campionato;
- del minor numero di reti subite nell'intero campionato;
- del maggior numero di vittorie realizzate nell'intero campionato;
- del minor numero di sconfitte subite nell'intero campionato;
- del maggior numero di vittorie esterne nell'intero campionato;
- del minor numero di sconfitte interne nell'intero campionato.

Note:
L'Akragas ha scontato 15 punti di penalizzazione.
Il Matera ha scontato 13 punti di penalizzazione.
il Siracusa ha scontato 10 punti di penalizzazione.
La Fidelis Andria ha scontato 3 punti di penalizzazione.

### Risultati

#### Tabellone
|                    | AKR  | BIS  | CAS  | CAT  | CNZ  | COS  | FID  | JVS  | LEC  | MAT  | MON  | PAG  | RFO  | RGI  | REN  | SIC  | SIR  | TRA  | VFR  |
| ------------------ | ---- | ---- | ---- | ---- | ---- | ---- | ---- | ---- | ---- | ---- | ---- | ---- | ---- | ---- | ---- | ---- | ---- | ---- | ---- |
| Akragas            | –––– | 2-2  | 1-1  | 1-3  | 1-2  | 0-2  | 1-5  | 1-2  | 0-2  | 1-1  | 2-3  | 2-0  | 0-3  | 1-0  | 2-3  | 0-2  | 0-3  | 0-1  | 0-1  |
| Bisceglie          | 2-1  | –––– | 2-1  | 1-1  | 0-2  | 0-0  | 1-1  | 1-0  | 1-2  | 2-1  | 2-1  | 3-1  | 0-2  | 1-2  | 0-0  | 1-1  | 0-1  | 0-3  | 2-1  |
| Casertana          | 0-1  | 0-1  | –––– | 1-0  | 2-1  | 1-0  | 1-2  | 3-1  | 1-0  | 3-0  | 0-3  | 3-0  | 1-0  | 0-0  | 0-0  | 1-1  | 0-1  | 0-0  | 0-2  |
| Catania            | 2-0  | 4-1  | 1-2  | –––– | 1-0  | 2-2  | 1-0  | 0-0  | 3-0  | 1-1  | 1-0  | 6-0  | 1-1  | 2-1  | 6-1  | 1-2  | 1-0  | 1-2  | 2-0  |
| Catanzaro          | 3-1  | 1-0  | 2-1  | 0-4  | –––– | 2-1  | 0-0  | 0-0  | 1-3  | 0-2  | 1-0  | 1-1  | 1-0  | 0-1  | 0-1  | 0-3  | 1-0  | 1-2  | 1-1  |
| Cosenza            | 0-0  | 2-1  | 0-3  | 0-1  | 0-0  | –––– | 1-1  | 1-0  | 0-1  | 2-1  | 2-0  | 0-2  | 1-1  | 1-1  | 0-3  | 0-0  | 0-0  | 4-2  | 4-1  |
| Fidelis Andria     | 1-0  | 0-0  | 1-1  | 0-2  | 2-1  | 1-1  | –––– | 3-3  | 1-1  | 0-1  | 1-1  | 0-0  | 1-3  | 0-0  | 3-1  | 2-1  | 2-0  | 0-1  | 1-1  |
| Juve Stabia        | 7-0  | 0-2  | 2-2  | 0-1  | 1-1  | 1-2  | 3-0  | –––– | 2-3  | 2-0  | 2-1  | 1-1  | 2-0  | 2-1  | 1-0  | 3-0  | 1-0  | 1-3  | 1-1  |
| Lecce              | 0-0  | 3-1  | 2-1  | 1-1  | 3-1  | 1-0  | 2-2  | 0-1  | –––– | 0-0  | 2-0  | 1-0  | 2-0  | 3-2  | 1-0  | 3-2  | 1-1  | 2-1  | 4-0  |
| Matera             | 1-0  | 2-1  | 1-0  | 2-1  | 2-1  | 0-0  | 2-1  | 1-1  | 0-1  | –––– | 1-1  | 2-1  | 1-0  | 1-1  | 0-1  | 2-0  | 2-0  | 3-3  | 2-1  |
| Monopoli           | 0-0  | 2-0  | 1-1  | 5-0  | 0-2  | 3-1  | 2-0  | 0-2  | 4-1  | 2-0  | –––– | 1-1  | 1-0  | 1-1  | 0-1  | 1-1  | 1-1  | 0-0  | 1-1  |
| Paganese           | 1-0  | 0-2  | 1-1  | 2-5  | 0-0  | 0-2  | 0-1  | 1-2  | 1-1  | 1-0  | 0-1  | –––– | 2-2  | 1-1  | 3-0  | 1-2  | 1-2  | 0-0  | 2-2  |
| Racing Fondi       | 3-0  | 2-4  | 0-0  | 1-3  | 1-1  | 0-1  | 1-0  | 1-2  | 0-0  | 0-2  | 0-1  | 4-5  | –––– | 0-1  | 1-1  | 2-1  | 1-3  | 1-0  | 2-2  |
| Reggina            | 2-0  | 0-0  | 2-1  | 2-1  | 2-1  | 0-1  | 2-0  | 1-1  | 0-1  | 1-1  | 1-2  | 1-0  | 0-0  | –––– | 0-3  | 0-3  | 0-2  | 1-2  | 0-0  |
| Rende              | 2-0  | 1-1  | 0-1  | 0-3  | 2-1  | 0-0  | 1-1  | 1-1  | 0-1  | 2-0  | 0-1  | 1-0  | 3-0  | 1-0  | –––– | 1-0  | 0-1  | 0-1  | 0-1  |
| Sicula Leonzio     | 2-0  | 3-1  | 1-1  | 0-0  | 1-2  | 0-1  | 1-1  | 0-0  | 0-0  | 2-1  | 0-3  | 0-3  | 2-0  | 1-1  | 1-0  | –––– | 0-0  | 1-0  | 2-2  |
| Siracusa           | 1-0  | 1-1  | 0-1  | 0-1  | 2-1  | 4-2  | 0-0  | 0-0  | 1-3  | 1-2  | 3-0  | 2-3  | 3-0  | 0-0  | 0-1  | 1-0  | –––– | 2-2  | 1-0  |
| Trapani            | 1-0  | 2-2  | 2-1  | 2-0  | 3-3  | 1-2  | 1-1  | 3-1  | 1-1  | 1-0  | 2-2  | 4-1  | 3-1  | 3-0  | 4-0  | 0-0  | 1-0  | –––– | 3-1  |
| Virtus Francavilla | 2-0  | 0-0  | 0-1  | 0-3  | 1-0  | 1-5  | 2-1  | 0-0  | 1-1  | 2-2  | 2-1  | 0-0  | 1-0  | 1-1  | 0-0  | 2-1  | 0-0  | 2-0  | –––– |

#### Calendario
| andata (1ª) | andata (1ª)            | 1ª giornata                | ritorno (20ª) | ritorno (20ª) |
|             |                        |                            |               |               |
| 26 ago.     | 1-1                    | Catania-Racing Fondi       | 3-1           | 23 dic.       |
| 26 ago.     | 2-1                    | Catanzaro-Casertana        | 1-2           | 23 dic.       |
| 26 ago.     | 3-3                    | Fidelis Andria-Juve Stabia | 0-3           | 23 dic.       |
| 26 ago.     | 1-0                    | Matera-Akragas             | 1-1           | 22 dic.       |
| 26 ago.     | 3-1                    | Monopoli-Cosenza           | 0-2           | 23 dic.       |
| 26 ago.     | 0-2                    | Paganese-Bisceglie         | 1-3           | 23 dic.       |
| 26 ago.     | 1-0                    | Rende-Reggina              | 3-0           | 23 dic.       |
| 26 ago.     | 1-0                    | Trapani-Siracusa           | 2-2           | 23 dic.       |
| 26 ago.     | 1-1                    | Virtus Francavilla-Lecce   | 0-4           | 23 dic.       |
| 26 ago.     | Riposa: Sicula Leonzio |                            |               | 23 dic.       |

| andata (2ª) | andata (2ª)         | 2ª giornata                  | ritorno (21ª) | ritorno (21ª) |
|             |                     |                              |               |               |
| 2 set.      | 2-3                 | Akragas-Rende                | 0-2           | 30 dic.       |
| 2 set.      | 2-1                 | Bisceglie-Virtus Francavilla | 0-0           | 30 dic.       |
| 2 set.      | 1-0                 | Casertana-Catania            | 2-1           | 30 dic.       |
| 2 set.      | 0-2                 | Cosenza-Paganese             | 2-0           | 30 dic.       |
| 2 set.      | 2-1                 | Lecce-Trapani                | 1-1           | 29 dic.       |
| 2 set.      | 0-1                 | Racing Fondi-Monopoli        | 0-1           | 30 dic.       |
| 2 set.      | 2-1                 | Reggina-Catanzaro            | 1-0           | 30 dic.       |
| 2 set.      | 2-1                 | Sicula Leonzio-Matera        | 0-2           | 30 dic.       |
| 26 set.     | 0-0                 | Siracusa-Fidelis Andria      | 0-2           | 30 dic.       |
| 26 set.     | Riposa: Juve Stabia |                              |               | 30 dic.       |

| andata (1ª) | andata (1ª)            | 1ª giornata                | ritorno (20ª) | ritorno (20ª) |
|             |                        |                            |               |               |
| 26 ago.     | 1-1                    | Catania-Racing Fondi       | 3-1           | 23 dic.       |
| 26 ago.     | 2-1                    | Catanzaro-Casertana        | 1-2           | 23 dic.       |
| 26 ago.     | 3-3                    | Fidelis Andria-Juve Stabia | 0-3           | 23 dic.       |
| 26 ago.     | 1-0                    | Matera-Akragas             | 1-1           | 22 dic.       |
| 26 ago.     | 3-1                    | Monopoli-Cosenza           | 0-2           | 23 dic.       |
| 26 ago.     | 0-2                    | Paganese-Bisceglie         | 1-3           | 23 dic.       |
| 26 ago.     | 1-0                    | Rende-Reggina              | 3-0           | 23 dic.       |
| 26 ago.     | 1-0                    | Trapani-Siracusa           | 2-2           | 23 dic.       |
| 26 ago.     | 1-1                    | Virtus Francavilla-Lecce   | 0-4           | 23 dic.       |
| 26 ago.     | Riposa: Sicula Leonzio |                            |               | 23 dic.       |

| andata (2ª) | andata (2ª)         | 2ª giornata                  | ritorno (21ª) | ritorno (21ª) |
|             |                     |                              |               |               |
| 2 set.      | 2-3                 | Akragas-Rende                | 0-2           | 30 dic.       |
| 2 set.      | 2-1                 | Bisceglie-Virtus Francavilla | 0-0           | 30 dic.       |
| 2 set.      | 1-0                 | Casertana-Catania            | 2-1           | 30 dic.       |
| 2 set.      | 0-2                 | Cosenza-Paganese             | 2-0           | 30 dic.       |
| 2 set.      | 2-1                 | Lecce-Trapani                | 1-1           | 29 dic.       |
| 2 set.      | 0-1                 | Racing Fondi-Monopoli        | 0-1           | 30 dic.       |
| 2 set.      | 2-1                 | Reggina-Catanzaro            | 1-0           | 30 dic.       |
| 2 set.      | 2-1                 | Sicula Leonzio-Matera        | 0-2           | 30 dic.       |
| 26 set.     | 0-0                 | Siracusa-Fidelis Andria      | 0-2           | 30 dic.       |
| 26 set.     | Riposa: Juve Stabia |                              |               | 30 dic.       |

| andata (3ª) | andata (3ª)       | 3ª giornata                     | ritorno (22ª) | ritorno (22ª) |
|             |                   |                                 |               |               |
| 9 set.      | 3-0               | Catania-Lecce                   | 1-1           | 21 gen.       |
| 9 set.      | 0-0               | Catanzaro-Juve Stabia           | 1-1           | 21 gen.       |
| 9 set.      | 1-1               | Fidelis Andria-Casertana        | 2-1           | 21 gen.       |
| 9 set.      | 0-0               | Matera-Cosenza                  | 1-2           | 21 gen.       |
| 9 set.      | 0-0               | Monopoli-Akragas                | 3-2           | 21 gen.       |
| 9 set.      | 1-1               | Paganese-Reggina                | 0-1           | 21 gen.       |
| 9 set.      | 0-1               | Rende-Siracusa                  | 1-0           | 20 gen.       |
| 9 set.      | 0-0               | Trapani-Sicula Leonzio          | 0-1           | 21 gen.       |
| 9 set.      | 1-0               | Virtus Francavilla-Racing Fondi | 2-2           | 21 gen.       |
| 9 set.      | Riposa: Bisceglie |                                 |               | 21 gen.       |

| andata (4ª) | andata (4ª) | 4ª giornata                | ritorno (23ª) | ritorno (23ª) |
|             |             |                            |               |               |
| 16 set.     | 2-0         | Akragas-Paganese           | 0-1           | 28 gen.       |
| 16 set.     | 0-2         | Bisceglie-Catanzaro        | 0-1           | 28 gen.       |
| 16 set.     | 1-1         | Cosenza-Fidelis Andria     | 1-1           | 28 gen.       |
| 16 set.     | 1-3         | Juve Stabia-Trapani        | 1-3           | 26 gen.       |
| 16 set.     | 1-0         | Lecce-Rende                | 1-0           | 28 gen.       |
| 16 set.     | 1-3         | Racing Fondi-Siracusa      | 0-3           | 28 gen.       |
| 16 set.     | 1-1         | Reggina-Matera             | 1-1           | 28 gen.       |
| 16 set.     | 0-3         | Sicula Leonzio-Monopoli    | 1-1           | 28 gen.       |
| 17 set.     | 0-3         | Virtus Francavilla-Catania | 0-1           | 29 gen.       |
|             |             | Riposa: Casertana          |               |               |

| andata (3ª) | andata (3ª)       | 3ª giornata                     | ritorno (22ª) | ritorno (22ª) |
|             |                   |                                 |               |               |
| 9 set.      | 3-0               | Catania-Lecce                   | 1-1           | 21 gen.       |
| 9 set.      | 0-0               | Catanzaro-Juve Stabia           | 1-1           | 21 gen.       |
| 9 set.      | 1-1               | Fidelis Andria-Casertana        | 2-1           | 21 gen.       |
| 9 set.      | 0-0               | Matera-Cosenza                  | 1-2           | 21 gen.       |
| 9 set.      | 0-0               | Monopoli-Akragas                | 3-2           | 21 gen.       |
| 9 set.      | 1-1               | Paganese-Reggina                | 0-1           | 21 gen.       |
| 9 set.      | 0-1               | Rende-Siracusa                  | 1-0           | 20 gen.       |
| 9 set.      | 0-0               | Trapani-Sicula Leonzio          | 0-1           | 21 gen.       |
| 9 set.      | 1-0               | Virtus Francavilla-Racing Fondi | 2-2           | 21 gen.       |
| 9 set.      | Riposa: Bisceglie |                                 |               | 21 gen.       |

| andata (4ª) | andata (4ª) | 4ª giornata                | ritorno (23ª) | ritorno (23ª) |
|             |             |                            |               |               |
| 16 set.     | 2-0         | Akragas-Paganese           | 0-1           | 28 gen.       |
| 16 set.     | 0-2         | Bisceglie-Catanzaro        | 0-1           | 28 gen.       |
| 16 set.     | 1-1         | Cosenza-Fidelis Andria     | 1-1           | 28 gen.       |
| 16 set.     | 1-3         | Juve Stabia-Trapani        | 1-3           | 26 gen.       |
| 16 set.     | 1-0         | Lecce-Rende                | 1-0           | 28 gen.       |
| 16 set.     | 1-3         | Racing Fondi-Siracusa      | 0-3           | 28 gen.       |
| 16 set.     | 1-1         | Reggina-Matera             | 1-1           | 28 gen.       |
| 16 set.     | 0-3         | Sicula Leonzio-Monopoli    | 1-1           | 28 gen.       |
| 17 set.     | 0-3         | Virtus Francavilla-Catania | 0-1           | 29 gen.       |
|             |             | Riposa: Casertana          |               |               |

| andata (5ª) | andata (5ª)     | 5ª giornata              | ritorno (24ª) | ritorno (24ª) |
|             |                 |                          |               |               |
| 23 set.     | 1-1             | Bisceglie-Sicula Leonzio | 1-3           | 4 feb.        |
| 23 set.     | 0-1             | Casertana-Akragas        | 1-1           | 4 feb.        |
| 23 set.     | 1-0             | Catania-Fidelis Andria   | 2-0           | 4 feb.        |
| 23 set.     | 1-3             | Catanzaro-Lecce          | 1-3           | 4 feb.        |
| 23 set.     | 2-0             | Monopoli-Matera          | 1-1           | 4 feb.        |
| 23 set.     | 1-2             | Paganese-Juve Stabia     | 1-1           | 4 feb.        |
| 23 set.     | 0-1             | Racing Fondi-Reggina     | 0-0           | 4 feb.        |
| 23 set.     | 0-1             | Rende-Virtus Francavilla | 0-0           | 4 feb.        |
| 23 set.     | 4-2             | Siracusa-Cosenza         | 0-0           | 4 feb.        |
| 23 set.     | Riposa: Trapani |                          |               | 4 feb.        |

| andata (6ª) | andata (6ª)   | 6ª giornata                | ritorno (25ª) | ritorno (25ª) |  |
|             |               |                            |               |               |  |
| 30 set.     | 0-3           | Akragas-Siracusa           | 0-1           | 11 feb.       |  |
| 30 set.     | 0-1           | Cosenza-Catania            | 2-2           | 11 feb.       |  |
| 30 set.     | 1-1           | Fidelis Andria-Monopoli    | 0-2           | 11 feb.       |  |
| 30 set.     | 2-0           | Juve Stabia-Racing Fondi   | 2-1           | 11 feb.       |  |
| 30 set.     | 3-1           | Lecce-Bisceglie            | 2-1           | 9 feb.        |  |
| 29 set.     | 2-1           | Matera-Paganese            | 0-1           | 11 feb.       |  |
| 29 nov.     | 1-2           | Sicula Leonzio-Catanzaro   | 3-0           | 11 feb.       |  |
| 30 set.     | 2-1           | Trapani-Casertana          | 0-0           | 11 feb.       |  |
| 30 set.     | 1-1           | Virtus Francavilla-Reggina | 0-0           | 11 feb.       |  |
| 30 set.     | Riposa: Rende |                            |               | 11 feb.       |  |

| andata (5ª) | andata (5ª)     | 5ª giornata              | ritorno (24ª) | ritorno (24ª) |
|             |                 |                          |               |               |
| 23 set.     | 1-1             | Bisceglie-Sicula Leonzio | 1-3           | 4 feb.        |
| 23 set.     | 0-1             | Casertana-Akragas        | 1-1           | 4 feb.        |
| 23 set.     | 1-0             | Catania-Fidelis Andria   | 2-0           | 4 feb.        |
| 23 set.     | 1-3             | Catanzaro-Lecce          | 1-3           | 4 feb.        |
| 23 set.     | 2-0             | Monopoli-Matera          | 1-1           | 4 feb.        |
| 23 set.     | 1-2             | Paganese-Juve Stabia     | 1-1           | 4 feb.        |
| 23 set.     | 0-1             | Racing Fondi-Reggina     | 0-0           | 4 feb.        |
| 23 set.     | 0-1             | Rende-Virtus Francavilla | 0-0           | 4 feb.        |
| 23 set.     | 4-2             | Siracusa-Cosenza         | 0-0           | 4 feb.        |
| 23 set.     | Riposa: Trapani |                          |               | 4 feb.        |

| andata (6ª) | andata (6ª)   | 6ª giornata                | ritorno (25ª) | ritorno (25ª) |  |
|             |               |                            |               |               |  |
| 30 set.     | 0-3           | Akragas-Siracusa           | 0-1           | 11 feb.       |  |
| 30 set.     | 0-1           | Cosenza-Catania            | 2-2           | 11 feb.       |  |
| 30 set.     | 1-1           | Fidelis Andria-Monopoli    | 0-2           | 11 feb.       |  |
| 30 set.     | 2-0           | Juve Stabia-Racing Fondi   | 2-1           | 11 feb.       |  |
| 30 set.     | 3-1           | Lecce-Bisceglie            | 2-1           | 9 feb.        |  |
| 29 set.     | 2-1           | Matera-Paganese            | 0-1           | 11 feb.       |  |
| 29 nov.     | 1-2           | Sicula Leonzio-Catanzaro   | 3-0           | 11 feb.       |  |
| 30 set.     | 2-1           | Trapani-Casertana          | 0-0           | 11 feb.       |  |
| 30 set.     | 1-1           | Virtus Francavilla-Reggina | 0-0           | 11 feb.       |  |
| 30 set.     | Riposa: Rende |                            |               | 11 feb.       |  |

| andata (7ª) | andata (7ª)            | 7ª giornata                  | ritorno (26ª) | ritorno (26ª) |
|             |                        |                              |               |               |
| 3 ott.      | 1-0                    | Bisceglie-Juve Stabia        | 2-0           | 18 feb.       |
| 3 ott.      | 0-2                    | Casertana-Virtus Francavilla | 1-0           | 18 feb.       |
| 3 ott.      | 1-0                    | Catania-Monopoli             | 0-5           | 18 feb.       |
| 3 ott.      | 3-1                    | Catanzaro-Akragas            | 2-1           | 18 feb.       |
| 3 ott.      | 3-2                    | Lecce-Sicula Leonzio         | 0-0           | 18 feb.       |
| 3 ott.      | 0-0                    | Paganese-Trapani             | 1-4           | 18 feb.       |
| 3 ott.      | 1-1                    | Racing Fondi-Rende           | 0-3           | 18 feb.       |
| 3 ott.      | 0-1                    | Reggina-Cosenza              | 1-1           | 19 feb.       |
| 3 ott.      | 1-2                    | Siracusa-Matera              | 0-2           | 18 feb.       |
| 3 ott.      | Riposa: Fidelis Andria |                              |               |               |

| andata (8ª) | andata (8ª)     | 8ª giornata                       | ritorno (27ª) | ritorno (27ª) |
|             |                 |                                   |               |               |
| 7 ott.      | 2-2             | Akragas-Bisceglie                 | 1-2           | 25 feb.       |
| 6 ott.      | 0-3             | Cosenza-Casertana                 | 0-1           | 25 feb.       |
| 7 ott.      | 0-0             | Fidelis Andria-Paganese           | 1-0           | 25 feb.       |
| 7 ott.      | 2-3             | Juve Stabia-Lecce                 | 1-0           | 25 feb.       |
| 7 ott.      | 1-0             | Matera-Racing Fondi               | 2-0           | 25 feb.       |
| 8 ott.      | 1-1             | Monopoli-Siracusa                 | 0-3           | 25 feb.       |
| 7 ott.      | 2-1             | Rende-Catanzaro                   | 1-0           | 25 feb.       |
| 7 ott.      | 3-0             | Trapani-Reggina                   | 2-1           | 25 feb.       |
| 7 ott.      | 2-1             | Virtus Francavilla-Sicula Leonzio | 2-2           | 25 feb.       |
| 7 ott.      | Riposa: Catania |                                   |               | 25 feb.       |

| andata (7ª) | andata (7ª)            | 7ª giornata                  | ritorno (26ª) | ritorno (26ª) |
|             |                        |                              |               |               |
| 3 ott.      | 1-0                    | Bisceglie-Juve Stabia        | 2-0           | 18 feb.       |
| 3 ott.      | 0-2                    | Casertana-Virtus Francavilla | 1-0           | 18 feb.       |
| 3 ott.      | 1-0                    | Catania-Monopoli             | 0-5           | 18 feb.       |
| 3 ott.      | 3-1                    | Catanzaro-Akragas            | 2-1           | 18 feb.       |
| 3 ott.      | 3-2                    | Lecce-Sicula Leonzio         | 0-0           | 18 feb.       |
| 3 ott.      | 0-0                    | Paganese-Trapani             | 1-4           | 18 feb.       |
| 3 ott.      | 1-1                    | Racing Fondi-Rende           | 0-3           | 18 feb.       |
| 3 ott.      | 0-1                    | Reggina-Cosenza              | 1-1           | 19 feb.       |
| 3 ott.      | 1-2                    | Siracusa-Matera              | 0-2           | 18 feb.       |
| 3 ott.      | Riposa: Fidelis Andria |                              |               |               |

| andata (8ª) | andata (8ª)     | 8ª giornata                       | ritorno (27ª) | ritorno (27ª) |
|             |                 |                                   |               |               |
| 7 ott.      | 2-2             | Akragas-Bisceglie                 | 1-2           | 25 feb.       |
| 6 ott.      | 0-3             | Cosenza-Casertana                 | 0-1           | 25 feb.       |
| 7 ott.      | 0-0             | Fidelis Andria-Paganese           | 1-0           | 25 feb.       |
| 7 ott.      | 2-3             | Juve Stabia-Lecce                 | 1-0           | 25 feb.       |
| 7 ott.      | 1-0             | Matera-Racing Fondi               | 2-0           | 25 feb.       |
| 8 ott.      | 1-1             | Monopoli-Siracusa                 | 0-3           | 25 feb.       |
| 7 ott.      | 2-1             | Rende-Catanzaro                   | 1-0           | 25 feb.       |
| 7 ott.      | 3-0             | Trapani-Reggina                   | 2-1           | 25 feb.       |
| 7 ott.      | 2-1             | Virtus Francavilla-Sicula Leonzio | 2-2           | 25 feb.       |
| 7 ott.      | Riposa: Catania |                                   |               | 25 feb.       |

| andata (9ª) | andata (9ª)     | 9ª giornata                 | ritorno (28ª) | ritorno (28ª) |
|             |                 |                             |               |               |
| 14 ott.     | 0-0             | Bisceglie-Rende             | 1-1           | 3 mar.        |
| 14 ott.     | 0-3             | Casertana-Monopoli          | 1-1           | 3 mar.        |
| 14 ott.     | 0-2             | Catanzaro-Matera            | 1-2           | 3 mar.        |
| 14 ott.     | 0-0             | Lecce-Akragas               | 2-0           | 3 mar.        |
| 14 ott.     | 2-2             | Paganese-Virtus Francavilla | 0-0           | 3 mar.        |
| 14 ott.     | 1-0             | Racing Fondi-Trapani        | 1-3           | 3 mar.        |
| 14 ott.     | 2-0             | Reggina-Fidelis Andria      | 0-0           | 3 mar.        |
| 14 ott.     | 0-0             | Sicula Leonzio-Juve Stabia  | 0-3           | 3 mar.        |
| 14 ott.     | 0-1             | Siracusa-Catania            | 0-1           | 3 mar.        |
| 14 ott.     | Riposa: Cosenza |                             |               | 3 mar.        |

| andata (10ª) | andata (10ª) | 10ª giornata                | ritorno (29ª) | ritorno (29ª) |
|              |              |                             |               |               |
| 21 ott.      | 1-2          | Akragas-Juve Stabia         | 0-7           | 11 mar.       |
| 21 ott.      | 0-1          | Casertana-Siracusa          | 1-0           | 11 mar.       |
| 21 ott.      | 1-2          | Catania-Sicula Leonzio      | 0-0           | 11 mar.       |
| 21 ott.      | 2-1          | Cosenza-Bisceglie           | 0-0           | 11 mar.       |
| 21 ott.      | 1-3          | Fidelis Andria-Racing Fondi | 0-1           | 11 mar.       |
| 21 ott.      | 0-1          | Matera-Lecce                | 0-0           | 11 mar.       |
| 21 ott.      | 1-1          | Monopoli-Reggina            | 2-1           | 11 mar.       |
| 21 ott.      | 1-0          | Rende-Paganese              | 0-3           | 11 mar.       |
| 23 ott.      | 3-3          | Trapani-Catanzaro           | 2-1           | 11 mar.       |
|              |              | Riposa: Virtus Francavilla  |               | 11 mar.       |

| andata (9ª) | andata (9ª)     | 9ª giornata                 | ritorno (28ª) | ritorno (28ª) |
|             |                 |                             |               |               |
| 14 ott.     | 0-0             | Bisceglie-Rende             | 1-1           | 3 mar.        |
| 14 ott.     | 0-3             | Casertana-Monopoli          | 1-1           | 3 mar.        |
| 14 ott.     | 0-2             | Catanzaro-Matera            | 1-2           | 3 mar.        |
| 14 ott.     | 0-0             | Lecce-Akragas               | 2-0           | 3 mar.        |
| 14 ott.     | 2-2             | Paganese-Virtus Francavilla | 0-0           | 3 mar.        |
| 14 ott.     | 1-0             | Racing Fondi-Trapani        | 1-3           | 3 mar.        |
| 14 ott.     | 2-0             | Reggina-Fidelis Andria      | 0-0           | 3 mar.        |
| 14 ott.     | 0-0             | Sicula Leonzio-Juve Stabia  | 0-3           | 3 mar.        |
| 14 ott.     | 0-1             | Siracusa-Catania            | 0-1           | 3 mar.        |
| 14 ott.     | Riposa: Cosenza |                             |               | 3 mar.        |

| andata (10ª) | andata (10ª) | 10ª giornata                | ritorno (29ª) | ritorno (29ª) |
|              |              |                             |               |               |
| 21 ott.      | 1-2          | Akragas-Juve Stabia         | 0-7           | 11 mar.       |
| 21 ott.      | 0-1          | Casertana-Siracusa          | 1-0           | 11 mar.       |
| 21 ott.      | 1-2          | Catania-Sicula Leonzio      | 0-0           | 11 mar.       |
| 21 ott.      | 2-1          | Cosenza-Bisceglie           | 0-0           | 11 mar.       |
| 21 ott.      | 1-3          | Fidelis Andria-Racing Fondi | 0-1           | 11 mar.       |
| 21 ott.      | 0-1          | Matera-Lecce                | 0-0           | 11 mar.       |
| 21 ott.      | 1-1          | Monopoli-Reggina            | 2-1           | 11 mar.       |
| 21 ott.      | 1-0          | Rende-Paganese              | 0-3           | 11 mar.       |
| 23 ott.      | 3-3          | Trapani-Catanzaro           | 2-1           | 11 mar.       |
|              |              | Riposa: Virtus Francavilla  |               | 11 mar.       |

| andata (11ª) | andata (11ª)   | 11ª giornata                | ritorno (30ª) | ritorno (30ª) |
|              |                |                             |               |               |
| 28 ott.      | 0-3            | Bisceglie-Trapani           | 2-2           | 18 mar.       |
| 28 ott.      | 0-0            | Catanzaro-Fidelis Andria    | 1-2           | 18 mar.       |
| 28 ott.      | 1-0            | Juve Stabia-Rende           | 1-1           | 18 mar.       |
| 30 ott.      | 1-0            | Lecce-Cosenza               | 1-0           | 19 mar.       |
| 28 ott.      | 0-1            | Paganese-Monopoli           | 1-1           | 18 mar.       |
| 28 ott.      | 0-0            | Racing Fondi-Casertana      | 0-1           | 19 mar.       |
| 28 ott.      | 2-1            | Reggina-Catania             | 1-2           | 18 mar.       |
| 28 ott.      | 2-0            | Sicula Leonzio-Akragas      | 2-0           | 18 mar.       |
| 28 ott.      | 1-0            | Siracusa-Virtus Francavilla | 0-0           | 18 mar.       |
| 28 ott.      | Riposa: Matera |                             |               | 18 mar.       |

| andata (12ª) | andata (12ª)     | 12ª giornata                 | ritorno (31ª) | ritorno (31ª) |
|              |                  |                              |               |               |
| 4 nov.       | 0-0              | Casertana-Reggina            | 1-2           | 22 mar.       |
| 4 nov.       | 4-1              | Catania-Bisceglie            | 1-1           | 21 mar.       |
| 4 nov.       | 1-1              | Cosenza-Racing Fondi         | 1-0           | 22 mar.       |
| 4 nov.       | 1-1              | Fidelis Andria-Lecce         | 2-2           | 22 mar.       |
| 4 nov.       | 1-1              | Matera-Juve Stabia           | 0-2           | 21 mar.       |
| 4 nov.       | 1-0              | Rende-Sicula Leonzio         | 0-1           | 21 mar.       |
| 4 nov.       | 2-3              | Siracusa-Paganese            | 2-1           | 21 mar.       |
| 4 nov.       | 1-0              | Trapani-Akragas              | 1-0           | 21 mar.       |
| 4 nov.       | 1-0              | Virtus Francavilla-Catanzaro | 1-1           | 21 mar.       |
| 4 nov.       | Riposa: Monopoli |                              |               | 21 mar.       |

| andata (11ª) | andata (11ª)   | 11ª giornata                | ritorno (30ª) | ritorno (30ª) |
|              |                |                             |               |               |
| 28 ott.      | 0-3            | Bisceglie-Trapani           | 2-2           | 18 mar.       |
| 28 ott.      | 0-0            | Catanzaro-Fidelis Andria    | 1-2           | 18 mar.       |
| 28 ott.      | 1-0            | Juve Stabia-Rende           | 1-1           | 18 mar.       |
| 30 ott.      | 1-0            | Lecce-Cosenza               | 1-0           | 19 mar.       |
| 28 ott.      | 0-1            | Paganese-Monopoli           | 1-1           | 18 mar.       |
| 28 ott.      | 0-0            | Racing Fondi-Casertana      | 0-1           | 19 mar.       |
| 28 ott.      | 2-1            | Reggina-Catania             | 1-2           | 18 mar.       |
| 28 ott.      | 2-0            | Sicula Leonzio-Akragas      | 2-0           | 18 mar.       |
| 28 ott.      | 1-0            | Siracusa-Virtus Francavilla | 0-0           | 18 mar.       |
| 28 ott.      | Riposa: Matera |                             |               | 18 mar.       |

| andata (12ª) | andata (12ª)     | 12ª giornata                 | ritorno (31ª) | ritorno (31ª) |
|              |                  |                              |               |               |
| 4 nov.       | 0-0              | Casertana-Reggina            | 1-2           | 22 mar.       |
| 4 nov.       | 4-1              | Catania-Bisceglie            | 1-1           | 21 mar.       |
| 4 nov.       | 1-1              | Cosenza-Racing Fondi         | 1-0           | 22 mar.       |
| 4 nov.       | 1-1              | Fidelis Andria-Lecce         | 2-2           | 22 mar.       |
| 4 nov.       | 1-1              | Matera-Juve Stabia           | 0-2           | 21 mar.       |
| 4 nov.       | 1-0              | Rende-Sicula Leonzio         | 0-1           | 21 mar.       |
| 4 nov.       | 2-3              | Siracusa-Paganese            | 2-1           | 21 mar.       |
| 4 nov.       | 1-0              | Trapani-Akragas              | 1-0           | 21 mar.       |
| 4 nov.       | 1-0              | Virtus Francavilla-Catanzaro | 1-1           | 21 mar.       |
| 4 nov.       | Riposa: Monopoli |                              |               | 21 mar.       |

| andata (13ª) | andata (13ª)         | 13ª giornata                   | ritorno (32ª) | ritorno (32ª) |
|              |                      |                                |               |               |
| 7 nov.       | 0-2                  | Akragas-Cosenza                | 0-0           | 25 mar.       |
| 7 nov.       | 2-1                  | Bisceglie-Matera               | 1-2           | 25 mar.       |
| 7 nov.       | 1-0                  | Catanzaro-Monopoli             | 2-0           | 25 mar.       |
| 7 nov.       | 1-1                  | Juve Stabia-Virtus Francavilla | 0-0           | 18 apr.       |
| 7 nov.       | 2-1                  | Lecce-Casertana                | 0-1           | 25 mar.       |
| 7 nov.       | 2-5                  | Paganese-Catania               | 0-6           | 25 mar.       |
| 7 nov.       | 0-2                  | Reggina-Siracusa               | 0-0           | 26 mar.       |
| 7 nov.       | 1-1                  | Sicula Leonzio-Fidelis Andria  | 1-2           | 25 mar.       |
| 7 nov.       | 4-0                  | Trapani-Rende                  | 1-0           | 25 mar.       |
| 7 nov.       | Riposa: Racing Fondi |                                |               | 25 mar.       |

| andata (14ª) | andata (14ª) | 14ª giornata                | ritorno (33ª) | ritorno (33ª) |  |
|              |              |                             |               |               |  |
| 11 nov.      | 3-0          | Casertana-Paganese          | 1-1           | 31 mar.       |  |
| 12 nov.      | 1-0          | Catania-Catanzaro           | 4-0           | 31 mar.       |  |
| 11 nov.      | 1-0          | Cosenza-Juve Stabia         | 2-1           | 31 mar.       |  |
| 11 nov.      | 0-0          | Fidelis Andria-Bisceglie    | 1-1           | 31 mar.       |  |
| 11 nov.      | 3-3          | Matera-Trapani              | 0-1           | 31 mar.       |  |
| 11 nov.      | 0-1          | Monopoli-Rende              | 1-0           | 31 mar.       |  |
| 11 nov.      | 2-1          | Racing Fondi-Sicula Leonzio | 0-2           | 31 mar.       |  |
| 11 nov.      | 1-3          | Siracusa-Lecce              | 1-1           | 31 mar.       |  |
| 12 nov.      | 2-0          | Virtus Francavilla-Akragas  | 1-0           | 31 mar.       |  |
|              |              | Riposa: Reggina             |               | 31 mar.       |  |

| andata (13ª) | andata (13ª)         | 13ª giornata                   | ritorno (32ª) | ritorno (32ª) |
|              |                      |                                |               |               |
| 7 nov.       | 0-2                  | Akragas-Cosenza                | 0-0           | 25 mar.       |
| 7 nov.       | 2-1                  | Bisceglie-Matera               | 1-2           | 25 mar.       |
| 7 nov.       | 1-0                  | Catanzaro-Monopoli             | 2-0           | 25 mar.       |
| 7 nov.       | 1-1                  | Juve Stabia-Virtus Francavilla | 0-0           | 18 apr.       |
| 7 nov.       | 2-1                  | Lecce-Casertana                | 0-1           | 25 mar.       |
| 7 nov.       | 2-5                  | Paganese-Catania               | 0-6           | 25 mar.       |
| 7 nov.       | 0-2                  | Reggina-Siracusa               | 0-0           | 26 mar.       |
| 7 nov.       | 1-1                  | Sicula Leonzio-Fidelis Andria  | 1-2           | 25 mar.       |
| 7 nov.       | 4-0                  | Trapani-Rende                  | 1-0           | 25 mar.       |
| 7 nov.       | Riposa: Racing Fondi |                                |               | 25 mar.       |

| andata (14ª) | andata (14ª) | 14ª giornata                | ritorno (33ª) | ritorno (33ª) |  |
|              |              |                             |               |               |  |
| 11 nov.      | 3-0          | Casertana-Paganese          | 1-1           | 31 mar.       |  |
| 12 nov.      | 1-0          | Catania-Catanzaro           | 4-0           | 31 mar.       |  |
| 11 nov.      | 1-0          | Cosenza-Juve Stabia         | 2-1           | 31 mar.       |  |
| 11 nov.      | 0-0          | Fidelis Andria-Bisceglie    | 1-1           | 31 mar.       |  |
| 11 nov.      | 3-3          | Matera-Trapani              | 0-1           | 31 mar.       |  |
| 11 nov.      | 0-1          | Monopoli-Rende              | 1-0           | 31 mar.       |  |
| 11 nov.      | 2-1          | Racing Fondi-Sicula Leonzio | 0-2           | 31 mar.       |  |
| 11 nov.      | 1-3          | Siracusa-Lecce              | 1-1           | 31 mar.       |  |
| 12 nov.      | 2-0          | Virtus Francavilla-Akragas  | 1-0           | 31 mar.       |  |
|              |              | Riposa: Reggina             |               | 31 mar.       |  |

| andata (15ª) | andata (15ª)     | 15ª giornata               | ritorno (34ª) | ritorno (34ª) |
|              |                  |                            |               |               |
| 18 nov.      | 1-5              | Akragas-Fidelis Andria     | 0-1           | 8 apr.        |
| 18 nov.      | 2-1              | Bisceglie-Monopoli         | 0-2           | 8 apr.        |
| 19 nov.      | 2-1              | Catanzaro-Cosenza          | 0-0           | 8 apr.        |
| 18 nov.      | 0-1              | Juve Stabia-Catania        | 0-0           | 9 apr.        |
| 18 nov.      | 3-2              | Lecce-Reggina              | 1-0           | 8 apr.        |
| 18 nov.      | 2-2              | Paganese-Racing Fondi      | 5-4           | 8 apr.        |
| 18 nov.      | 2-0              | Rende-Matera               | 1-0           | 8 apr.        |
| 18 nov.      | 1-1              | Sicula Leonzio-Casertana   | 1-1           | 8 apr.        |
| 18 nov.      | 3-1              | Trapani-Virtus Francavilla | 0-2           | 8 apr.        |
| 18 nov.      | Riposa: Siracusa |                            |               | 8 apr.        |

| andata (16ª) | andata (16ª)     | 16ª giornata              | ritorno (35ª) | ritorno (35ª) |
|              |                  |                           |               |               |
| 25 nov.      | 0-0              | Casertana-Rende           | 1-0           | 15 apr.       |
| 25 nov.      | 2-0              | Catania-Akragas           | 3-1           | 15 apr.       |
| 25 nov.      | 0-0              | Cosenza-Sicula Leonzio    | 1-0           | 15 apr.       |
| 25 nov.      | 0-1              | Fidelis Andria-Trapani    | 1-1           | 15 apr.       |
| 25 nov.      | 2-1              | Matera-Virtus Francavilla | 2-2           | 15 apr.       |
| 25 nov.      | 0-2              | Monopoli-Juve Stabia      | 1-2           | 15 apr.       |
| 25 nov.      | 0-0              | Racing Fondi-Lecce        | 0-2           | 15 apr.       |
| 25 nov.      | 0-0              | Reggina-Bisceglie         | 2-1           | 15 apr.       |
| 25 nov.      | 2-1              | Siracusa-Catanzaro        | 0-1           | 15 apr.       |
| 25 nov.      | Riposa: Paganese |                           |               | 15 apr.       |

| andata (15ª) | andata (15ª)     | 15ª giornata               | ritorno (34ª) | ritorno (34ª) |
|              |                  |                            |               |               |
| 18 nov.      | 1-5              | Akragas-Fidelis Andria     | 0-1           | 8 apr.        |
| 18 nov.      | 2-1              | Bisceglie-Monopoli         | 0-2           | 8 apr.        |
| 19 nov.      | 2-1              | Catanzaro-Cosenza          | 0-0           | 8 apr.        |
| 18 nov.      | 0-1              | Juve Stabia-Catania        | 0-0           | 9 apr.        |
| 18 nov.      | 3-2              | Lecce-Reggina              | 1-0           | 8 apr.        |
| 18 nov.      | 2-2              | Paganese-Racing Fondi      | 5-4           | 8 apr.        |
| 18 nov.      | 2-0              | Rende-Matera               | 1-0           | 8 apr.        |
| 18 nov.      | 1-1              | Sicula Leonzio-Casertana   | 1-1           | 8 apr.        |
| 18 nov.      | 3-1              | Trapani-Virtus Francavilla | 0-2           | 8 apr.        |
| 18 nov.      | Riposa: Siracusa |                            |               | 8 apr.        |

| andata (16ª) | andata (16ª)     | 16ª giornata              | ritorno (35ª) | ritorno (35ª) |
|              |                  |                           |               |               |
| 25 nov.      | 0-0              | Casertana-Rende           | 1-0           | 15 apr.       |
| 25 nov.      | 2-0              | Catania-Akragas           | 3-1           | 15 apr.       |
| 25 nov.      | 0-0              | Cosenza-Sicula Leonzio    | 1-0           | 15 apr.       |
| 25 nov.      | 0-1              | Fidelis Andria-Trapani    | 1-1           | 15 apr.       |
| 25 nov.      | 2-1              | Matera-Virtus Francavilla | 2-2           | 15 apr.       |
| 25 nov.      | 0-2              | Monopoli-Juve Stabia      | 1-2           | 15 apr.       |
| 25 nov.      | 0-0              | Racing Fondi-Lecce        | 0-2           | 15 apr.       |
| 25 nov.      | 0-0              | Reggina-Bisceglie         | 2-1           | 15 apr.       |
| 25 nov.      | 2-1              | Siracusa-Catanzaro        | 0-1           | 15 apr.       |
| 25 nov.      | Riposa: Paganese |                           |               | 15 apr.       |

| andata (17ª) | andata (17ª)  | 17ª giornata                | ritorno (36ª) | ritorno (36ª) |
|              |               |                             |               |               |
| 3 dic.       | 1-0           | Akragas-Reggina             | 0-2           | 22 apr.       |
| 3 dic.       | 0-1           | Bisceglie-Siracusa          | 1-1           | 22 apr.       |
| 3 dic.       | 1-0           | Catanzaro-Racing Fondi      | 1-1           | 22 apr.       |
| 3 dic.       | 2-2           | Juve Stabia-Casertana       | 1-3           | 22 apr.       |
| 3 dic.       | 2-1           | Matera-Fidelis Andria       | 1-0           | 22 apr.       |
| 3 dic.       | 0-0           | Rende-Cosenza               | 3-0           | 22 apr.       |
| 3 dic.       | 0-3           | Sicula Leonzio-Paganese     | 2-1           | 22 apr.       |
| 1° dic.      | 2-0           | Trapani-Catania             | 2-1           | 23 apr.       |
| 3 dic.       | 2-1           | Virtus Francavilla-Monopoli | 1-1           | 22 apr.       |
| 3 dic.       | Riposa: Lecce |                             |               |               |

| andata (18ª) | andata (18ª)      | 18ª giornata               | ritorno (37ª) | ritorno (37ª) |
|              |                   |                            |               |               |
| 10 dic.      | 0-1               | Casertana-Bisceglie        | 1-2           | 29 apr.       |
| 10 dic.      | 1-1               | Catania-Matera             | 1-2           | 29 apr.       |
| 10 dic.      | 4-1               | Cosenza-Virtus Francavilla | 5-1           | 29 apr.       |
| 10 dic.      | 3-1               | Fidelis Andria-Rende       | 1-1           | 29 apr.       |
| 10 dic.      | 0-0               | Monopoli-Trapani           | 2-2           | 29 apr.       |
| 10 dic.      | 1-1               | Paganese-Lecce             | 0-1           | 29 apr.       |
| 10 dic.      | 3-0               | Racing Fondi-Akragas       | 3-0           | 29 apr.       |
| 10 dic.      | 0-3               | Reggina-Sicula Leonzio     | 1-1           | 29 apr.       |
| 10 dic.      | 0-0               | Siracusa-Juve Stabia       | 0-1           | 29 apr.       |
| 10 dic.      | Riposa: Catanzaro |                            |               | 29 apr.       |

| andata (17ª) | andata (17ª)  | 17ª giornata                | ritorno (36ª) | ritorno (36ª) |
|              |               |                             |               |               |
| 3 dic.       | 1-0           | Akragas-Reggina             | 0-2           | 22 apr.       |
| 3 dic.       | 0-1           | Bisceglie-Siracusa          | 1-1           | 22 apr.       |
| 3 dic.       | 1-0           | Catanzaro-Racing Fondi      | 1-1           | 22 apr.       |
| 3 dic.       | 2-2           | Juve Stabia-Casertana       | 1-3           | 22 apr.       |
| 3 dic.       | 2-1           | Matera-Fidelis Andria       | 1-0           | 22 apr.       |
| 3 dic.       | 0-0           | Rende-Cosenza               | 3-0           | 22 apr.       |
| 3 dic.       | 0-3           | Sicula Leonzio-Paganese     | 2-1           | 22 apr.       |
| 1° dic.      | 2-0           | Trapani-Catania             | 2-1           | 23 apr.       |
| 3 dic.       | 2-1           | Virtus Francavilla-Monopoli | 1-1           | 22 apr.       |
| 3 dic.       | Riposa: Lecce |                             |               |               |

| andata (18ª) | andata (18ª)      | 18ª giornata               | ritorno (37ª) | ritorno (37ª) |
|              |                   |                            |               |               |
| 10 dic.      | 0-1               | Casertana-Bisceglie        | 1-2           | 29 apr.       |
| 10 dic.      | 1-1               | Catania-Matera             | 1-2           | 29 apr.       |
| 10 dic.      | 4-1               | Cosenza-Virtus Francavilla | 5-1           | 29 apr.       |
| 10 dic.      | 3-1               | Fidelis Andria-Rende       | 1-1           | 29 apr.       |
| 10 dic.      | 0-0               | Monopoli-Trapani           | 2-2           | 29 apr.       |
| 10 dic.      | 1-1               | Paganese-Lecce             | 0-1           | 29 apr.       |
| 10 dic.      | 3-0               | Racing Fondi-Akragas       | 3-0           | 29 apr.       |
| 10 dic.      | 0-3               | Reggina-Sicula Leonzio     | 1-1           | 29 apr.       |
| 10 dic.      | 0-0               | Siracusa-Juve Stabia       | 0-1           | 29 apr.       |
| 10 dic.      | Riposa: Catanzaro |                            |               | 29 apr.       |

| \| andata (19ª) \| andata (19ª) \| 19ª giornata \| ritorno (38ª) \| ritorno (38ª) \| \| \| \| \| \| \| \| 17 dic. \| 0-2 \| Bisceglie-Racing Fondi \| 4-2 \| 6 mag. \| \| 17 dic. \| 1-1 \| Catanzaro-Paganese \| 0-0 \| 6 mag. \| \| 15 dic. \| 2-1 \| Juve Stabia-Reggina \| 1-1 \| 6 mag. \| \| 17 dic. \| 2-0 \| Lecce-Monopoli \| 1-4 \| 6 mag. \| \| 17 dic. \| 1-0 \| Matera-Casertana \| 0-3 \| 6 mag. \| \| 17 dic. \| 0-3 \| Rende-Catania \| 1-6 \| 6 mag. \| \| 17 dic. \| 0-0 \| Sicula Leonzio-Siracusa \| 0-1 \| 6 mag. \| \| 17 dic. \| 1-2 \| Trapani-Cosenza \| 2-4 \| 6 mag. \| \| 17 dic. \| 2-1 \| Virtus Francavilla-Fidelis Andria \| 1-1 \| 6 mag. \| \| 17 dic. \| Riposa: Akragas \| \| \| 6 mag. \| |                 |                                   |               |               |
| andata (19ª) | andata (19ª)    | 19ª giornata                      | ritorno (38ª) | ritorno (38ª) |
| |                 |                                   |               |               |
| 17 dic. | 0-2             | Bisceglie-Racing Fondi            | 4-2           | 6 mag.        |
| 17 dic. | 1-1             | Catanzaro-Paganese                | 0-0           | 6 mag.        |
| 15 dic. | 2-1             | Juve Stabia-Reggina               | 1-1           | 6 mag.        |
| 17 dic. | 2-0             | Lecce-Monopoli                    | 1-4           | 6 mag.        |
| 17 dic. | 1-0             | Matera-Casertana                  | 0-3           | 6 mag.        |
| 17 dic. | 0-3             | Rende-Catania                     | 1-6           | 6 mag.        |
| 17 dic. | 0-0             | Sicula Leonzio-Siracusa           | 0-1           | 6 mag.        |
| 17 dic. | 1-2             | Trapani-Cosenza                   | 2-4           | 6 mag.        |
| 17 dic. | 2-1             | Virtus Francavilla-Fidelis Andria | 1-1           | 6 mag.        |
| 17 dic. | Riposa: Akragas |                                   |               | 6 mag.        |

| andata (19ª) | andata (19ª)    | 19ª giornata                      | ritorno (38ª) | ritorno (38ª) |
|              |                 |                                   |               |               |
| 17 dic.      | 0-2             | Bisceglie-Racing Fondi            | 4-2           | 6 mag.        |
| 17 dic.      | 1-1             | Catanzaro-Paganese                | 0-0           | 6 mag.        |
| 15 dic.      | 2-1             | Juve Stabia-Reggina               | 1-1           | 6 mag.        |
| 17 dic.      | 2-0             | Lecce-Monopoli                    | 1-4           | 6 mag.        |
| 17 dic.      | 1-0             | Matera-Casertana                  | 0-3           | 6 mag.        |
| 17 dic.      | 0-3             | Rende-Catania                     | 1-6           | 6 mag.        |
| 17 dic.      | 0-0             | Sicula Leonzio-Siracusa           | 0-1           | 6 mag.        |
| 17 dic.      | 1-2             | Trapani-Cosenza                   | 2-4           | 6 mag.        |
| 17 dic.      | 2-1             | Virtus Francavilla-Fidelis Andria | 1-1           | 6 mag.        |
| 17 dic.      | Riposa: Akragas |                                   |               | 6 mag.        |

### Spareggi

#### Play-off

##### Primo turno
|           | Risultati |                    | Luogo e data             |
| --------- | --------- | ------------------ | ------------------------ |
| Cosenza   | 2-1       | Sicula Leonzio     | Cosenza, 11 maggio 2018  |
| Monopoli  | 0-1       | Virtus Francavilla | Monopoli, 11 maggio 2018 |
| Casertana | 2-1       | Rende              | Caserta, 11 maggio 2018  |
|           |           |                    |                          |

##### Secondo turno
|             | Risultati |                    | Luogo e data                            |
| ----------- | --------- | ------------------ | --------------------------------------- |
| Juve Stabia | 4-3       | Virtus Francavilla | Castellammare di Stabia, 15 maggio 2018 |
| Cosenza     | 1-1       | Casertana          | Cosenza, 15 maggio 2018                 |

#### Play-out
| Racing Fondi | 2-2 | Paganese     | Fondi, 19 maggio 2018  |  |  |  |  |
| Paganese     | 2-1 | Racing Fondi | Pagani, 26 maggio 2018 |  |  |  |  |

### Statistiche

#### Squadre

##### Primati stagionali
Squadre
- Maggior numero di vittorie: Catania e Lecce (21)
- Minor numero di vittorie: Akragas (3)
- Maggior numero di pareggi: Fidelis Andria (17)
- Minor numero di pareggi: Akragas (6)
- Maggior numero di sconfitte: Akragas (27)
- Minor numero di sconfitte: Lecce (4)
- Miglior attacco: Catania (65 gol fatti)
- Peggior attacco: Akragas (18 gol fatti)
- Miglior difesa: Siracusa (29 gol subiti)
- Peggior difesa: Akragas (66 gol subiti)
- Miglior differenza reti: Catania (+34)
- Peggior differenza reti: Akragas (−48)

Partite
- Partita con più reti: Racing Fondi-Paganese 4-5 (9)
- Partita con maggiore scarto di gol: Juve Stabia-Akragas 7-0 (7)
- Giornata con maggior numero di gol: 32 (38ª giornata)
- Giornata con minor numero di gol: 9 (3ª giornata)

#### Individuali

##### Classifica marcatori
| Gol | Rigori |  | Giocatore           | Squadra                          |
| --- | ------ |  | ------------------- | -------------------------------- |
| 15  |        |  | Davis Curiale       | Catania                          |
| 14  | 1      |  | Andrea Saraniti     | Lecce (5) Virtus Francavilla (9) |
| 12  | 4      |  | Giuseppe Genchi     | Monopoli                         |
| 11  | 1      |  | Simone Simeri       | Juve Stabia                      |
| 10  |        |  | Christian Cesaretti | Paganese                         |
| 10  |        |  | Matteo Di Piazza    | Lecce                            |
| 10  |        |  | Felice Evacuo       | Trapani                          |
| 10  | 1      |  | Jacopo Murano       | Trapani                          |
| 10  | 4      |  | Francesco Scarpa    | Paganese                         |
| 10  | 1      |  | Mauro Bollino       | Sicula Leonzio                   |

## Play-off (fase nazionale)

### Ottavi di finale
|                     | Risultati |                     | Luogo e data                             |
| ------------------- | --------- | ------------------- | ---------------------------------------- |
| Viterbese Castrense | 1-0       | Pisa                | Viterbo, 20 maggio 2018                  |
| Pisa                | 2-3       | Viterbese Castrense | Pisa, 23 maggio 2018                     |
|                     |           |                     |                                          |
| Feralpisalò         | 2-3       | Alessandria         | Salò, 20 maggio 2018                     |
| Alessandria         | 1-3       | Feralpisalò         | Alessandria, 23 maggio 2018              |
|                     |           |                     |                                          |
| Cosenza             | 2-1       | Trapani             | Cosenza, 20 maggio 2018                  |
| Trapani             | 0-2       | Cosenza             | Erice, 23 maggio 2018                    |
|                     |           |                     |                                          |
| Juve Stabia         | 0-0       | Reggiana            | Castellammare di Stabia, 20 maggio 2018  |
| Reggiana            | 1-1       | Juve Stabia         | Reggio nell'Emilia, 23 maggio 2018       |
|                     |           |                     |                                          |
| Piacenza            | 2-1       | Sambenedettese      | Piacenza, 20 maggio 2018                 |
| Sambenedettese      | 3-1       | Piacenza            | San Benedetto del Tronto, 23 maggio 2018 |
|                     |           |                     |                                          |

### Quarti di finale
|                     | Risultati |                     | Luogo e data                            |
| ------------------- | --------- | ------------------- | --------------------------------------- |
| Reggiana            | 2-1       | Siena               | Reggio nell'Emilia, 30 maggio 2018      |
| Siena               | 2-1       | Reggiana            | Siena, 3 giugno 2018                    |
|                     |           |                     |                                         |
| Viterbese Castrense | 2-2       | Südtirol            | Viterbo, 30 maggio 2018                 |
| Südtirol            | 2-0       | Viterbese Castrense | Bolzano, 3 giugno 2018                  |
|                     |           |                     |                                         |
| Feralpisalò         | 1-1       | Catania             | Salò, 30 maggio 2018                    |
| Catania             | 2-0       | Feralpisalò         | Catania, 3 giugno 2018                  |
|                     |           |                     |                                         |
| Cosenza             | 2-1       | Sambenedettese      | Cosenza, 30 maggio 2018                 |
| Sambenedettese      | 0-2       | Cosenza             | San Benedetto del Tronto, 3 giugno 2018 |
|                     |           |                     |                                         |

### Semifinali
|          | Risultati     |          | Luogo e data            |
| -------- | ------------- | -------- | ----------------------- |
| Siena    | 1-0           | Catania  | Siena, 6 giugno 2018    |
| Catania  | 2-1 (3-4 dtr) | Siena    | Catania, 10 giugno 2018 |
|          |               |          |                         |
| Südtirol | 1-0           | Cosenza  | Bolzano, 6 giugno 2018  |
| Cosenza  | 2-0           | Südtirol | Cosenza, 10 giugno 2018 |
|          |               |          |                         |

### Finale
|       | Risultati |         | Luogo e data            |
| ----- | --------- | ------- | ----------------------- |
| Siena | 1-3       | Cosenza | Pescara, 16 giugno 2018 |
|       |           |         |                         |